# Montecatini Terme
Pour les articles homonymes, voir Montecatini (homonymie) et Terme (toponymie).
Montecatini Terme est une commune italienne de 19 473 habitants située dans la province de Pistoia et la région Toscane en Italie. La station thermale est inscrite depuis le 24 juillet 2021 au patrimoine mondial de l'UNESCO dans la série « Grandes villes d'eaux d'Europe » (en anglais : Great spas of Europe).

## Géographie

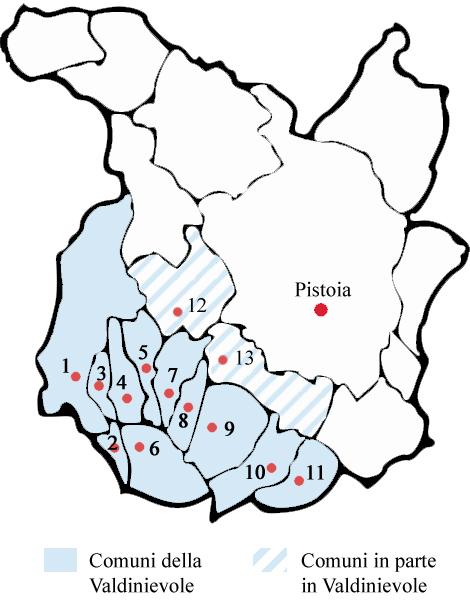
Localisation de la commune de Montecatini Terme (n° 7) à l'intérieur de la province de Pistoia et du territoire de la Valdinievole.

### Localisation
Montecatini Terme est située au cœur de la Valdinievole et de la zone humide du marais de Fucecchio, à l'extrémité orientale de la plaine de Lucques, dans la province de Pistoia et la région de la Toscane en Italie centrale.

### Hameaux
Trois hameaux dépendent de la commune : Nievole, village de 600 habitants, Vico, village dans les collines entre Montecatini Alto et Nievole, et Montecatini Alto, bourg historique, précédemment chef-lieu de la commune sous le nom de Montecatini Val di Nievole.
La commune d'origine s'étendait sur environ 30 km2 et sa population était de 5 400 habitants en 1905. Son territoire était délimité par les communes de Marliana, Serravalle Pistoiese, Monsummano Terme, Buggiano, Massa e Cozzile et Ponte Buggianese et comprenait, outre son chef-lieu, les localités de Bagni di Montecatini (l'actuelle Montecatini Terme) et de Pieve a Nievole.
En 1905 ces deux frazioni furent érigées en communes autonomes ; en 1940 la commune de Montecatini Val di Nievole fut définitivement supprimée et son territoire divisé entre ceux de Montecatini Terme (nom adopté par la commune de Bagni di Montecatini en 1934) et de Pieve a Nievole. Au moment de la suppression, la commune comptait à peine plus de 3 200 résidents.

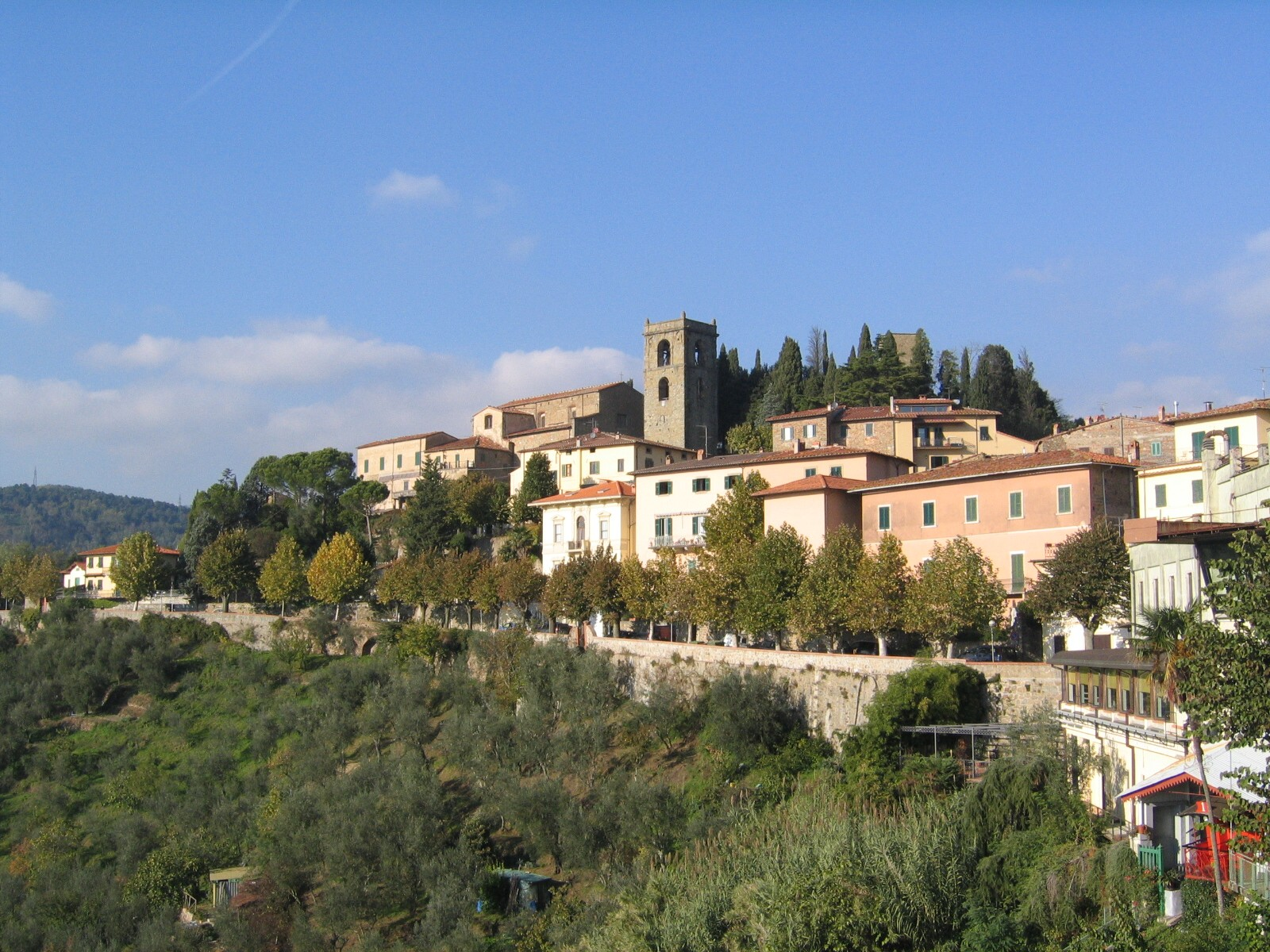
Montecatini Alto
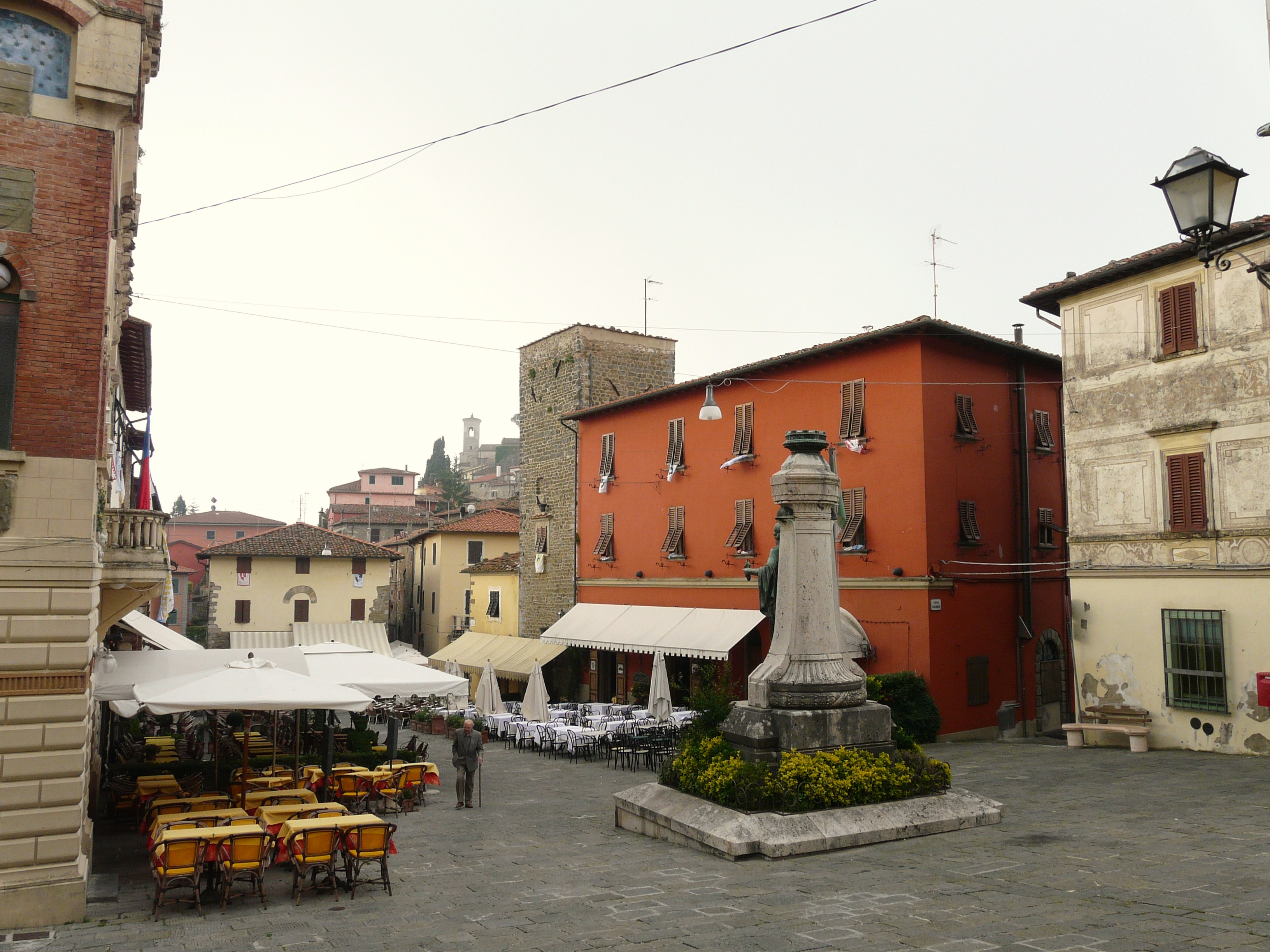
Piazza Giusti
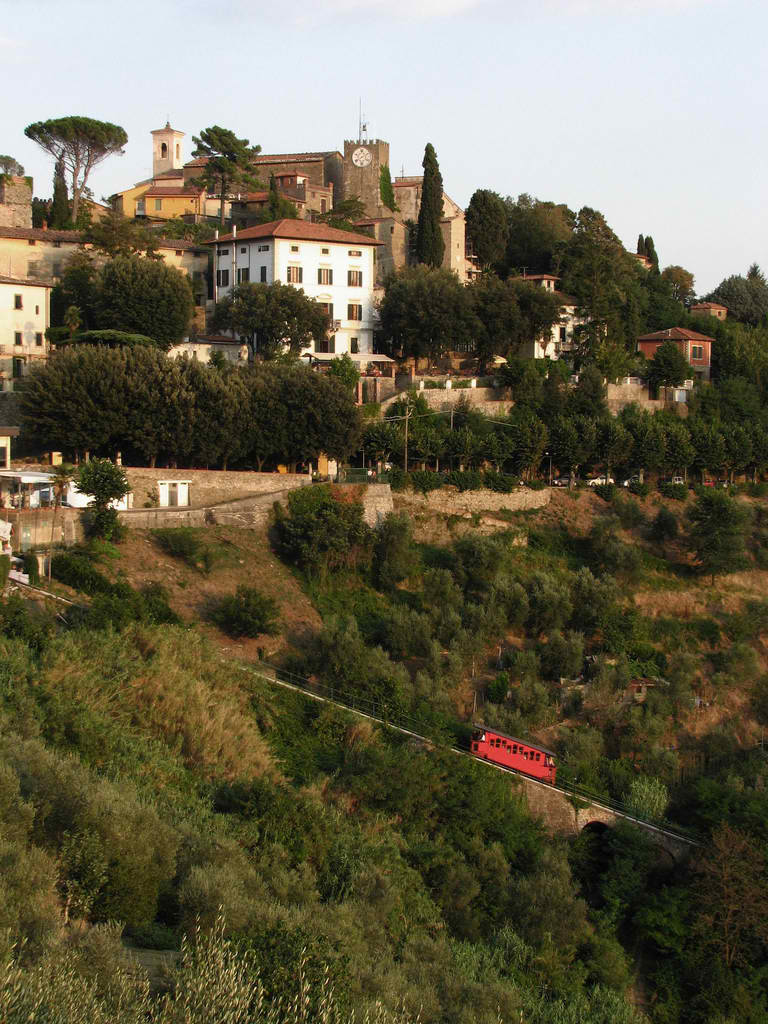
Le funiculaire

### Communes limitrophes
Buggiano (4), Massa e Cozzile (5), Ponte Buggianese (6), Pieve a Nievole (8), Marliana (12) et Serravalle Pistoiese (13).

### Climat
La station météorologique de Montecatini Terme se trouve à 32 mètres au-dessus du niveau de la mer aux coordonnées géographiques 43° 53′ N, 10° 46′ E. Sur la base de la moyenne trentennale de référence (1961-1990), la température moyenne du mois le plus froid, janvier, est de + 6,3 °C ; celle du mois le plus chaud, juillet, atteint + 24,3 °C. Les précipitations moyennes annuelles, supérieures à 1 000 mm et réparties en moyenne sur 95 jours de pluie, présentent un minimum relatif en été, un pic en automne et un maximum secondaire entre l'hiver et le printemps.

## Infrastructures et transports

### Routes
Montecatini Terme est distante de 39 km de Florence, 34 de Pise, 21 de Lucques et 12 de Pistoia. La commune est traversée par l'autoroute A11 d'ouest en est. La sortie Montecatini Terme est située sur le territoire de Pieve a Nievole, mais bien reliée avec le centre de la ville. Les routes provinciales et régionales qui traversent le territoire de Montecatini Terme sont la SR435 Lucchese de Pistoia à Collodi, la SR436 Francesca vers Fucecchio, la SP633 Mammianese-Marlianese vers Marliana, la SP22 del Porrione e del Terzo entre Ponte Buggianese et Monsummano Terme, la SP26 Camporcioni vers Chiesina Uzzanese, la SP32 Nievole-Avaglio-Bivio-di-Avaglio, la SP33 Nievole-Casore del Monte-Femminamorta et la SP40 Marlianese vers Serravalle Pistoiese.

### Train et tramway
La commune est dotée de deux gares sur la ligne Viareggio-Florence. La plus petite, mais la plus centrale, est la gare de Montecatini-Centre. La plus grande, la gare de Montecatini-Monsummano, un important édifice des années trente, est située dans la partie orientale de la ville. Jusqu'en 1938, la ville était traversée par la ligne du tramway Lucca-Monsummano qui assurait le transport de passagers et de marchandises.

### Funiculaire
Montecatini Terme est reliée au hameau de Montecatini Alto par un funiculaire équipé de wagons d'origine toujours en fonction. Mis en service en 1898, c'est le plus ancien funiculaire au monde.

### Autobus

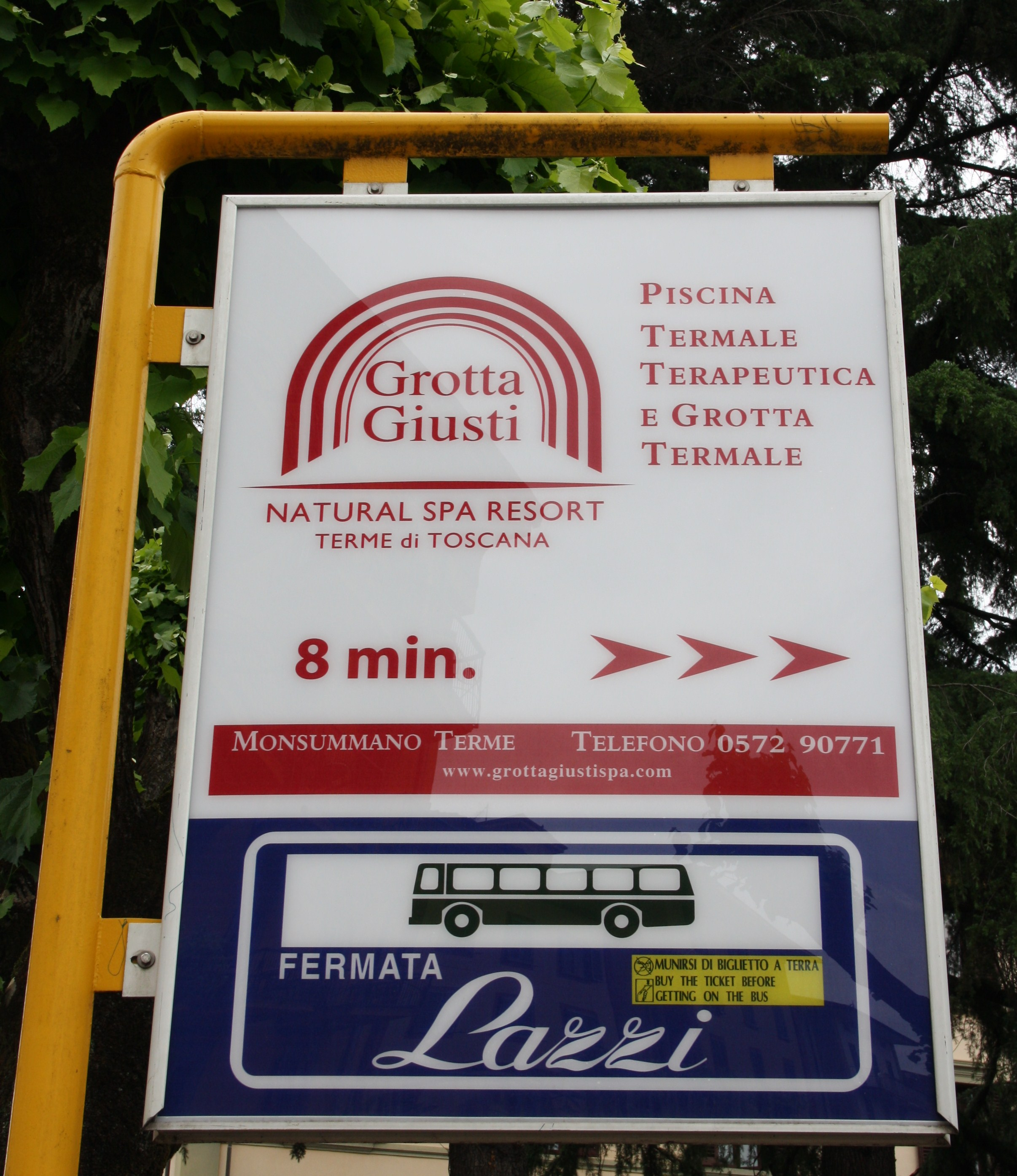
Arrêt des bus Lazzi, viale Bicchierai

Le transport public local est assuré par les compagnies Copit et principalement Lazzi dans le cadre du consortium Blubus. Trois lignes de transports urbains et plusieurs lignes extra-urbaines desservent Florence, Pistoia, Lucques, Viareggio, ainsi que le reste de la Valdinievole. La gare routière de Montecatini Terme, près de la principale gare ferroviaire, constitue la plaque tournante des transports publics. Des liaisons extra-urbaines opérées par d'autres compagnies privées, relient la ville avec diverses parties de l'Italie.

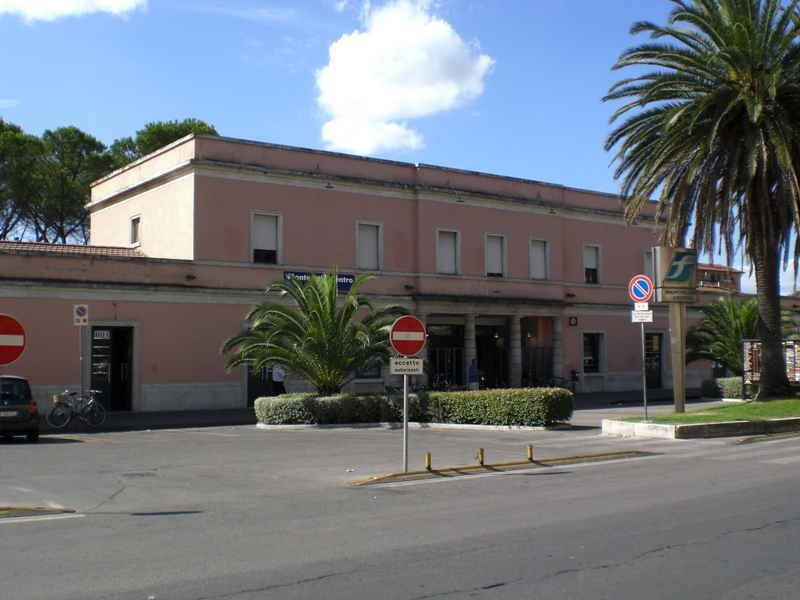
Gare de Montecatini-Centre.
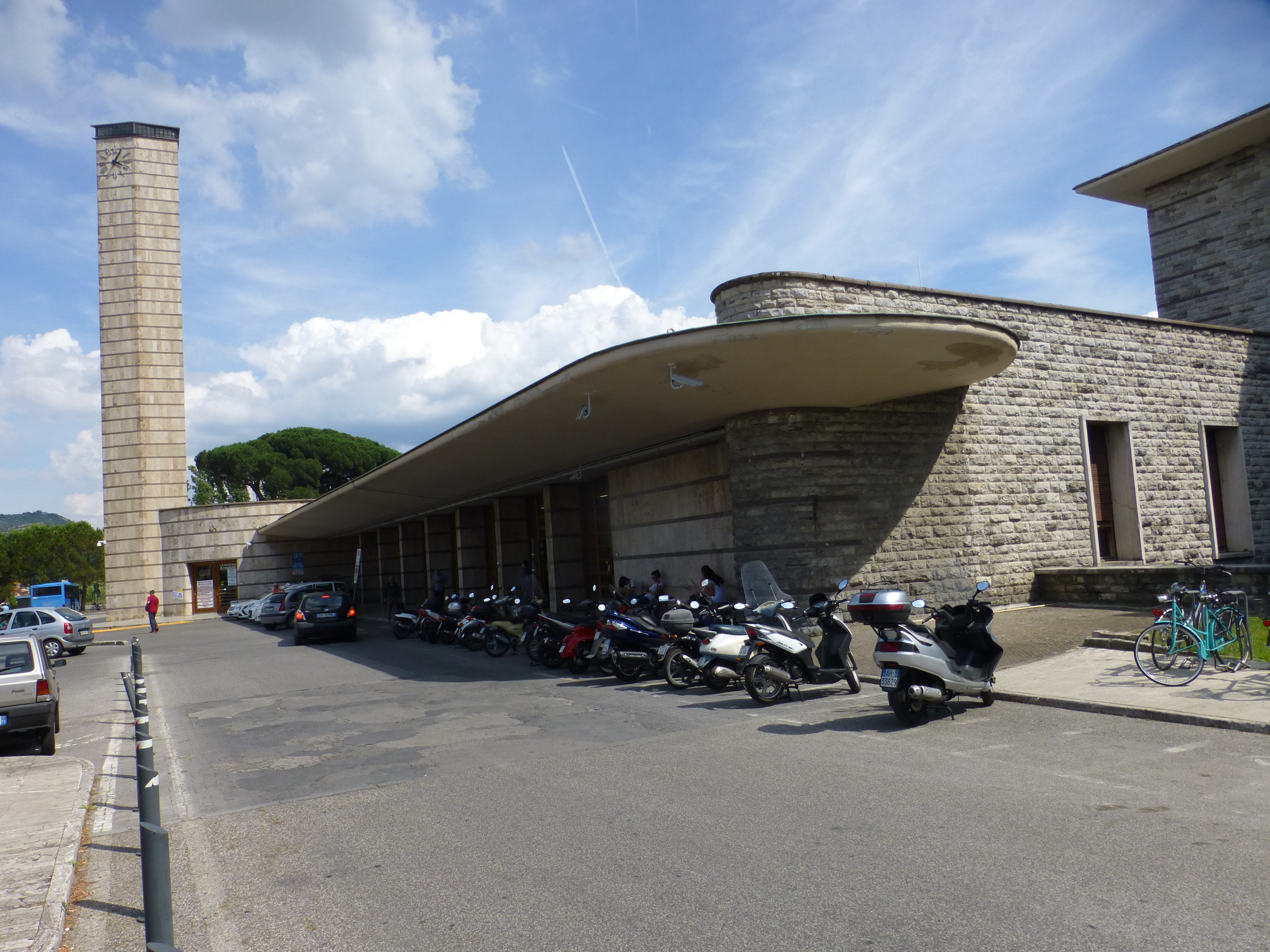
Gare de Montecatini-Monsummano
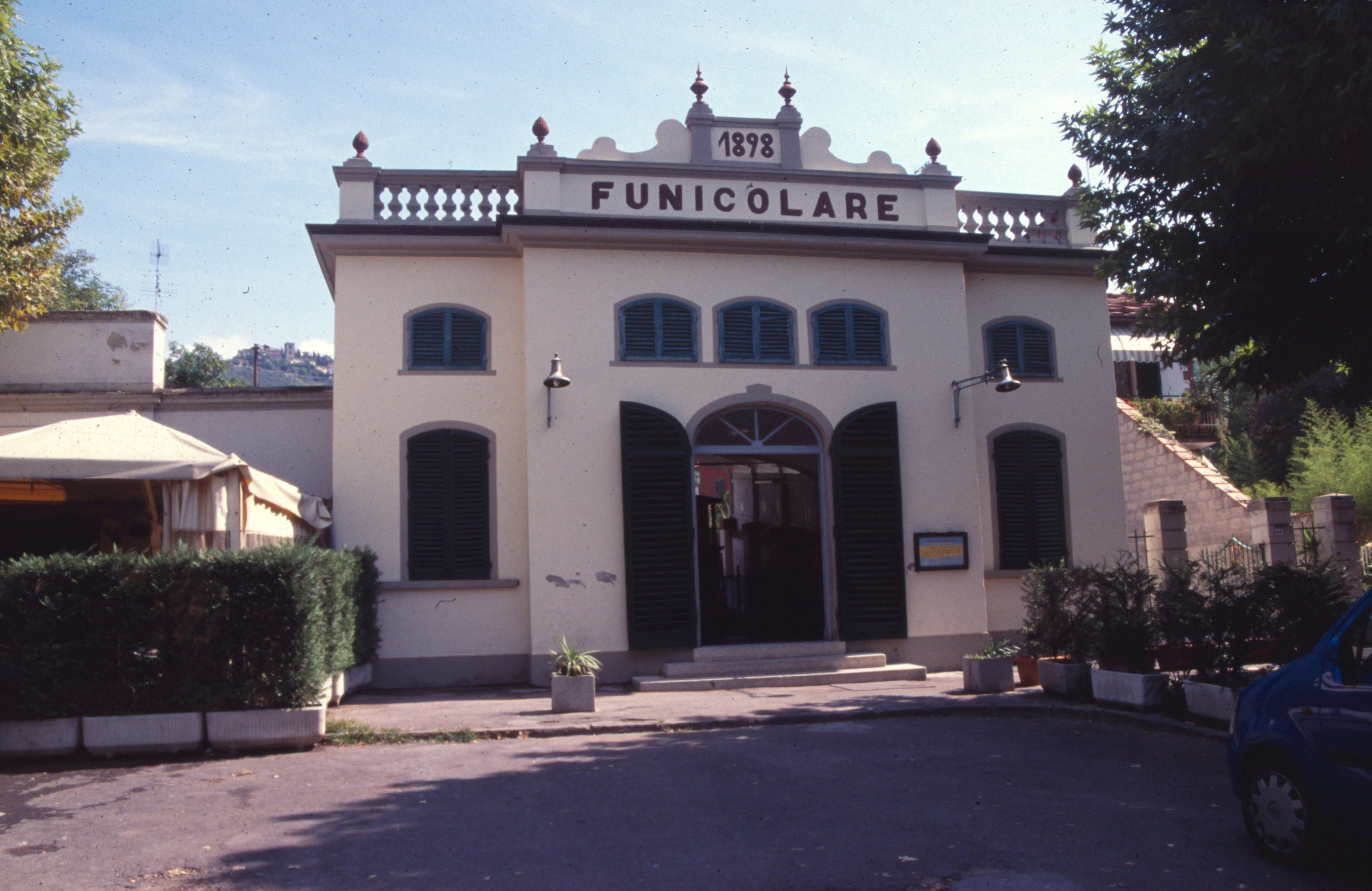
Gare du funiculaire à Montecatini Terme

## Toponymie
Jusqu'en 1905, Montecatini Terme était, sous le nom de Bagni di Montecatini, une fraction de l'ancienne commune de Montecatini Val di Nievole. En 1940, le territoire de la commune de Montecatini Val di Nievole, définitivement supprimée, est divisé entre celles de Montecatini Terme (nom adopté par la commune de Bagni di Montecatini en 1934) et de Pieve a Nievole. La partie haute de Montecatini Val di Nievole restant sur le territoire de Montecatini Terme a dès lors pris le nom de Montecatini Alto et est à son tour devenue un hameau.

## Blason
Le blason de la commune est régi par le décret royal du 12 août 1908 : « Troncato, al primo di Montecatini che è: d'azzurro al monte di sei colli all'italiana, ristretto, sostenente due leoni affrontati, il tutto d'oro, i leoni tenenti un catino, di rosso cimato da uno scudetto ovato di argento carico di un giglio di rosso; al secondo maneggiato di argento e di azzurro. Motto: « Salus » ».

## Histoire

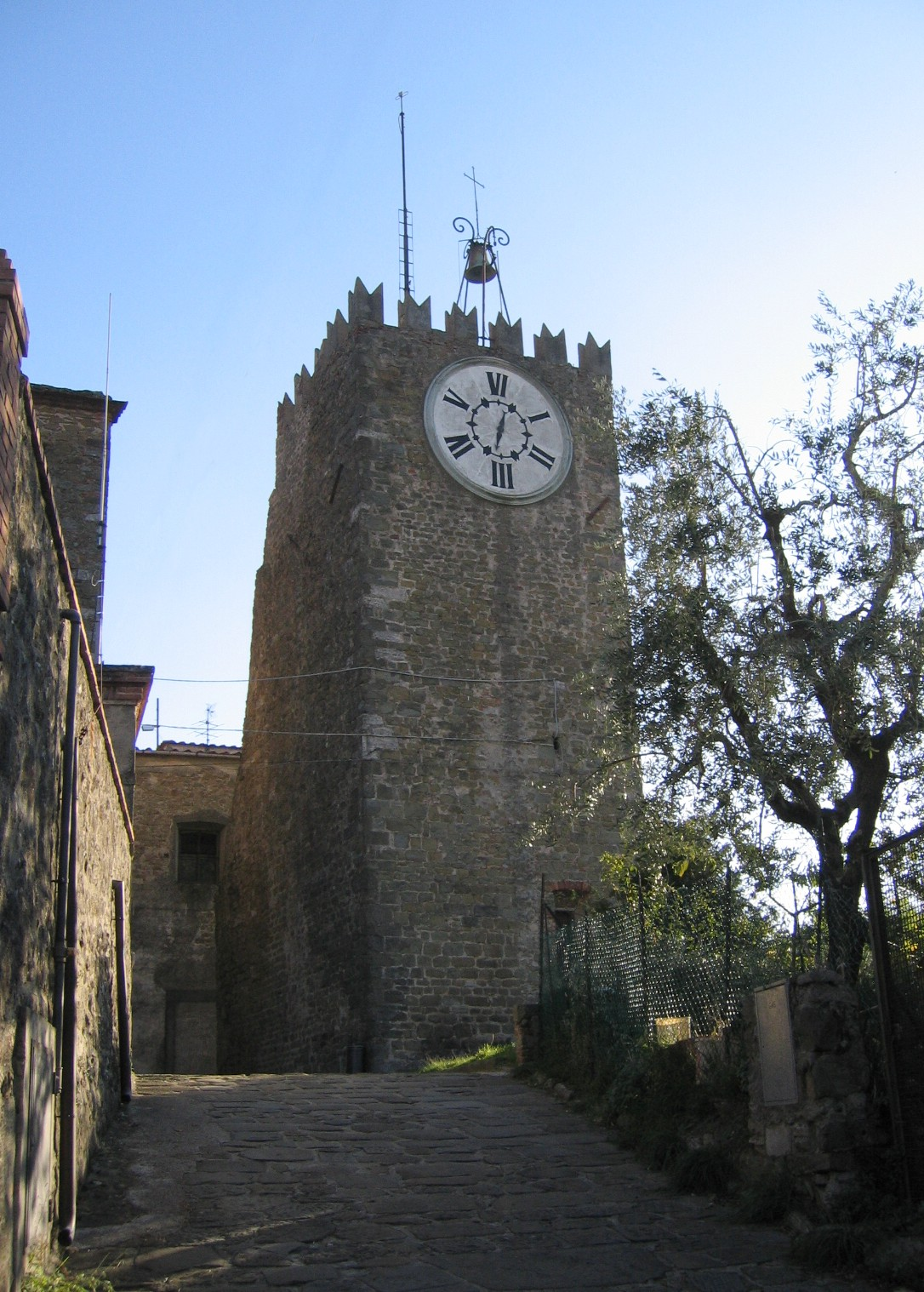
La torre des Lemmi ou tour de l'horloge, vestige du château de Montecatini. L'horloge a un cadran à six heures.

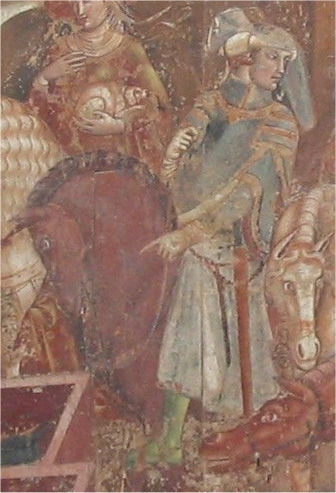
Portrait présumé de Castruccio Castracani, fresque du Camposanto de Pise.

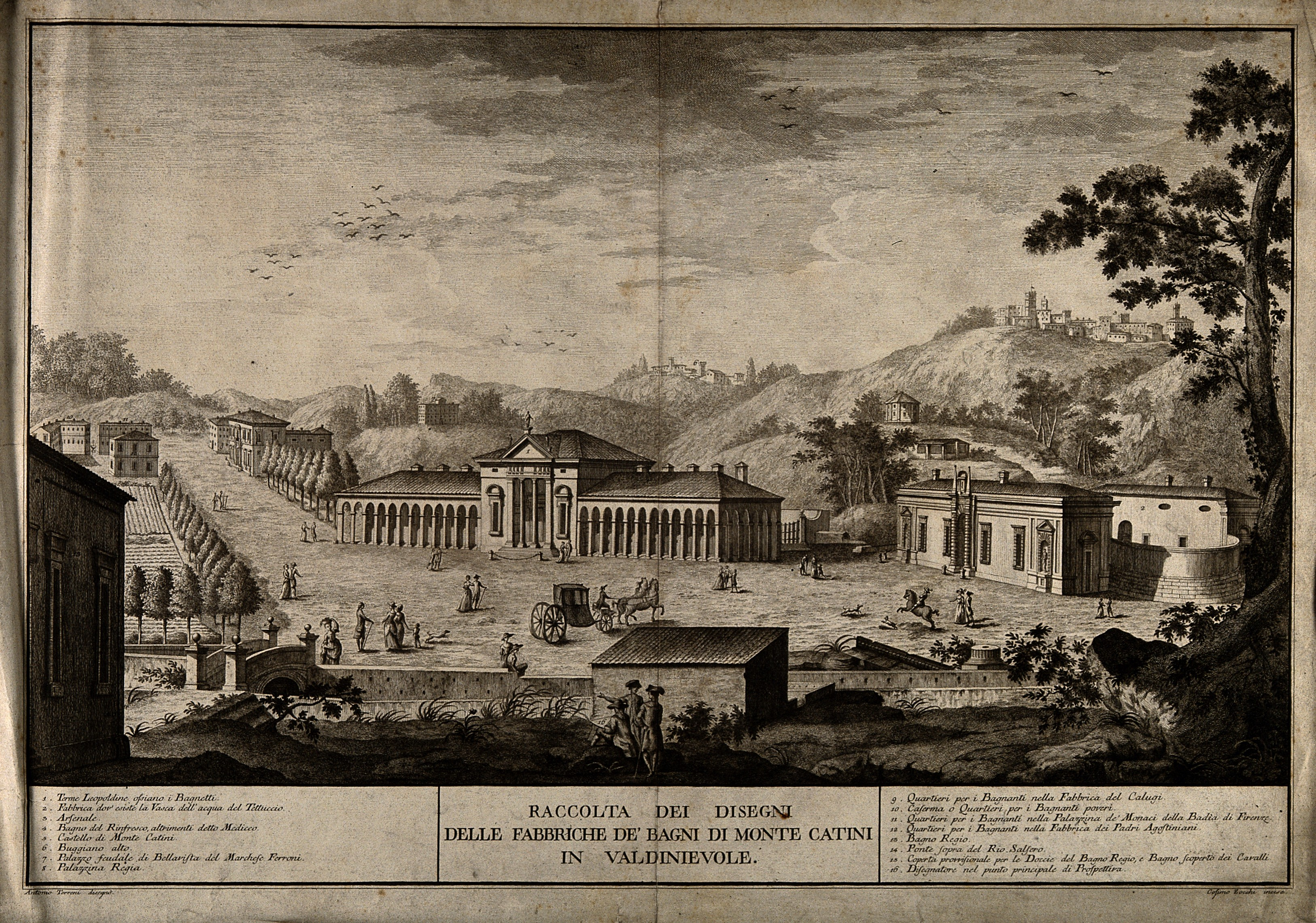
Montecatini Terme, eau-forte de Cosimo Zocchi d'après un dessin d'Antonio Terreni (XVIIIe siècle).

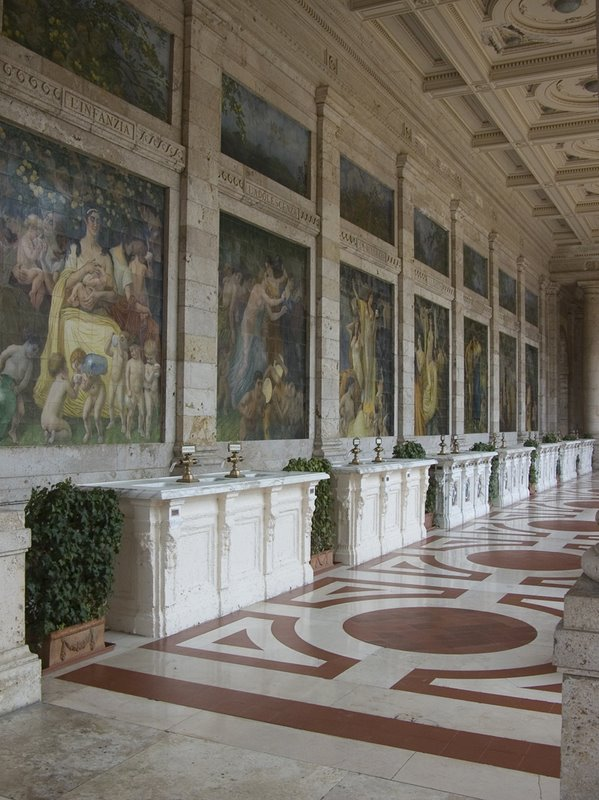
Thermes Tettuccio, décors en céramique, Basilio Cascella (1927)

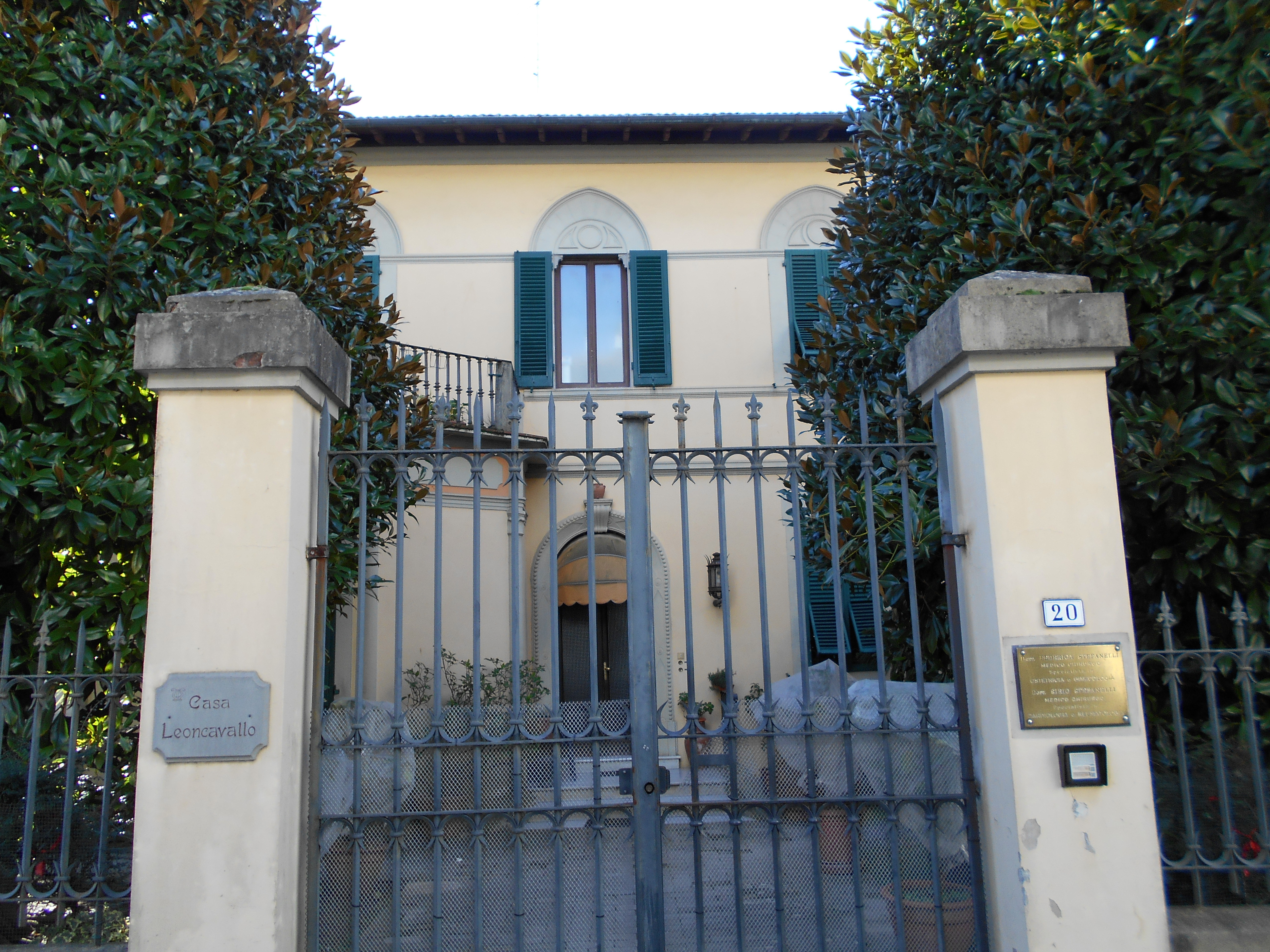
Façade de la maison de Ruggero Leoncavallo.

### Préhistoire et antiquité
La région de Montecatini est occupée par l'homme depuis les temps préhistoriques. Elle fut probablement fréquentée par des chasseurs itinérants à partir du Paléolithique mais c'est seulement à partir du Mésolithique que de nombreux habitats témoignent de la présence humaine, en particulier sur les collines de la Valdinievole. La première mention de la cité date de 716 de notre ère. En 1164, elle est citée comme une commune libre, mais elle est conquise plus tard par la République de Lucques.

### Moyen Âge et Renaissance
Au début du XIVe siècle une nouvelle puissance, Florence, apparaît aux confins de la Valdinievole. Les florentins commencent par affaiblir Sienne et Arezzo qui dominent alors la région. Alors que Florence était sur le point de réaliser son projet d'hégémonie, une révolte gibeline dirigée par Uguccione della Faggiola vient ralentir son avancée. Devenu vicaire impérial et seigneur de Pise et Lucques en 1312, Uguccione menace directement Florence. La guerre est inévitable dont l'enjeu est la domination de la Toscane tout entière.
En 1315 Uguccione tente d'assiéger Montecatini, considérée comme une place forte stratégique. La tentative est déjouée par l'excellente position de la forteresse et l'aide des florentins. Le 29 août, se déroule sous les murs de la ville la rencontre décisive : la bataille de Montecatini entre la république de Florence et les condottières Uguccione della Faggiola et Castruccio Castracani. L'armée des guelfes (florentins et alliés) est prise par surprise et écrasée par celle des gibelins. L'année suivante Uguccione est contraint de fuir. Castruccio Castracani degli Antelminelli devient seigneur de Lucques puis de Pise et étend de plus en plus son pouvoir sur la Toscane. En 1323 il tente de s'emparer de l'une des places fortes de Florence, Fucecchio, mais, blessé, il doit se retirer. Commence alors une lente mais inexorable reprise du pouvoir par les florentins qui dominent à nouveau la cité de Montecatini.
Autour de 1540, les premiers bains sont édifiés aux pieds de Montecatini pour recevoir les eaux thermales déjà connues dans la région. Ils ont pour noms « mediceo » ou « tondo » et « dei merli » ou « della rogna » et sont décrits dans son traité De balneorum Italiae proprietatibus ac virtutibus par Ugolino da Montecatini, fondateur de l'hydrologie qui, selon Alessandro Bicchierai, situe leur édification première en 1370.
Une autre guerre voit à nouveau Montecatini au centre d'un conflit qui commence en 1554. Il a pour protagonistes d'une part Cosme Ier de Médicis, premier grand-duc de Toscane, représentant Florence et ses alliés espagnols, et d'autre part Pietro Strozzi, représentant Sienne et ses alliés français. Le 21 juin Montecatini est occupée par Sienne. La ville ne s'oppose pas à l'occupation, Strozzi étant présenté comme un libérateur par son chef d'armée Cornelio Bentivoglio.
Forteresse jusqu'alors imprenable, Montecatini est affaiblie par les dures épreuves subies durant des siècles de batailles. Aussi, lorsque les Médicis reviennent à l'attaque avec leurs troupes, la ville retombe entre les mains médicéennes qui la saccagent sans pitié. Cosme, plein de rancœur contre Montecatini qui non seulement s'était laissée conquérir par Sienne sans opposer de résistance mais avait en outre combattu pour ne pas retourner sous la domination des Médicis, ordonne de l'effacer jusque dans ses fondements (« sfasciarla dalle fondamenta »). Jour après jour huit-cents hommes s'acharnent contre les murs, les tours et les maisons. Seuls échappent à la destruction cent-soixante habitations, trois couvents, le palais du Podestà et le palais de Justice.

### XVIIIesiècle
Ce n'est que dans le dernier quart du XVIIIe siècle que la zone demeurée insalubre du marais de Fucecchio est bonifiée et que l'activité balnéaire reprend. Sous l'égide du grand-duc Léopold conseillé par son médecin personnel Alessandro Bicchierai, les entrepreneurs locaux, rejoints par des entrepreneurs étrangers, construisent des canaux pour évacuer les eaux, récupérer les terres et faciliter ainsi l'utilisation des sources chaudes. Sont alors construits les établissements thermaux : Bagno Regio (1773), Terme Leopoldine (1775) et Thermes Tettuccio (1779).

### XIXeetXXesiècles
Bagni di Montecatini, petit village au pied de la colline de Montecatini, est né. Au XIXe siècle, La localité fait partie de la commune de Montecatini Val di Nievole qui comprend, outre le bourg historique de Montecatini Alto, les localités de Bagni di Montecatini et de Pieve a Nievole. Au plébiscite de 1860 sur l'annexion du grand-duché de Toscane au royaume de Sardaigne dans le processus d'unification de l'Italie, les « oui » n'obtiennent pas, bien que de peu, la majorité des voix des électeurs (925 sur un total de 1883), symptôme de l'opposition à l'annexion. En 1905 Bagni di Montecatini et Pieve a Nievole sont érigées en communes autonomes. En 1934 Bagni di Montecatini prend le nom de Montecatini Terme. En 1940 la commune de Montecatini Val di Nievole est définitivement supprimée et son territoire divisé entre ceux des deux nouvelles communes de Montecatini Terme, qui conserve la frazione de Montecatini Alto, et de Pieve a Nievole.
Dans la période entourant le début du XXe siècle, l'offre touristique se diversifie et se perfectionne. Le nombre et la qualité des hôtels s'accroissent. L'architecture et les arts décoratifs prennent un tour nouveau avec l'apparition du stile Liberty représenté par des artistes comme le céramiste Galileo Chini ou l'architecte Raffaello Brizzi (it). La nécessité de combiner aux cures la détente, le divertissement et le sport se fait jour. Nombre d'établissements à la mode font leur apparition, restaurants, théâtres, boîtes de nuit, casino et des célébrités commencent à fréquenter la ville. Entre la fin du XIXe siècle et les premières décennies du XXe, il n'est pas rare de rencontrer dans les caffè ou dans les allées arborées du parc des personnages tels que Giuseppe Verdi, Pietro Mascagni, Carlo Alberto Salustri, dit Trilussa, Beniamino Gigli, Luigi Pirandello ou Ruggero Leoncavallo qui, après plusieurs séjours, s'y installe définitivement.
Montecatini devient un véritable point de rencontre de renommée internationale où l'on discute de politique et où l'on conclut des affaires. En 1926, sa réputation est telle qu'elle enregistre une fréquentation de 75 000 visiteurs, un chiffre remarquable pour l'époque. Au XXe siècle la ville est devenue l'une des stations thermales d'Italie les plus fréquentées.
Depuis le 29 juin 2011, un parcours ponctué par plus de deux-cents plaques de bronze, les Passi di Gloria, placées le long de la viale Verdi entre la piazza del Popolo et les Thermes Tettuccio, retrace le passage à Montecatini Terme des personnalités les plus marquantes, du grand-duc Léopold, fondateur de la cité, à Woody Allen.

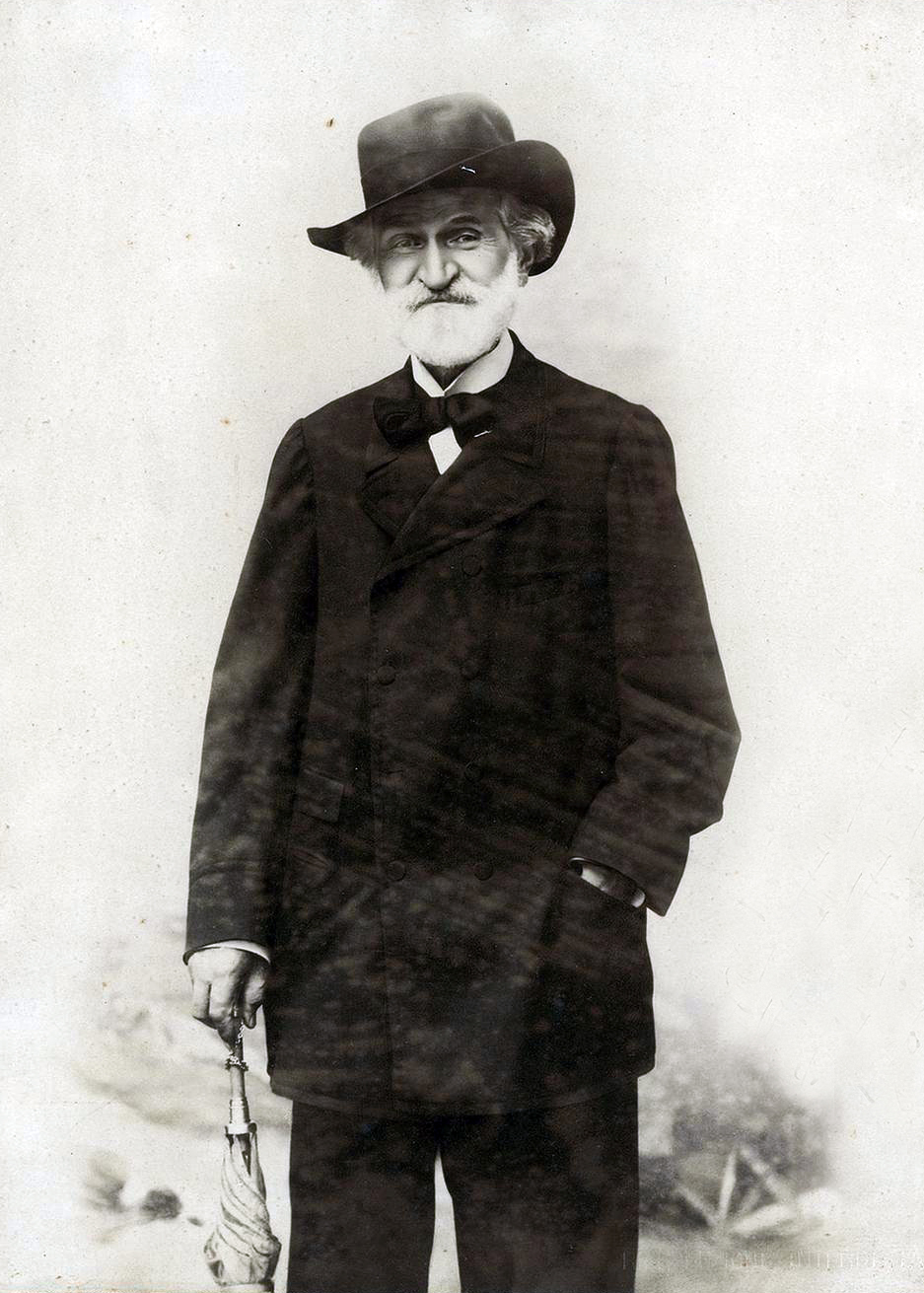
Portrait photographique de Giuseppe Verdi en 1899 à Montecatini Terme par Pietro Tempestini
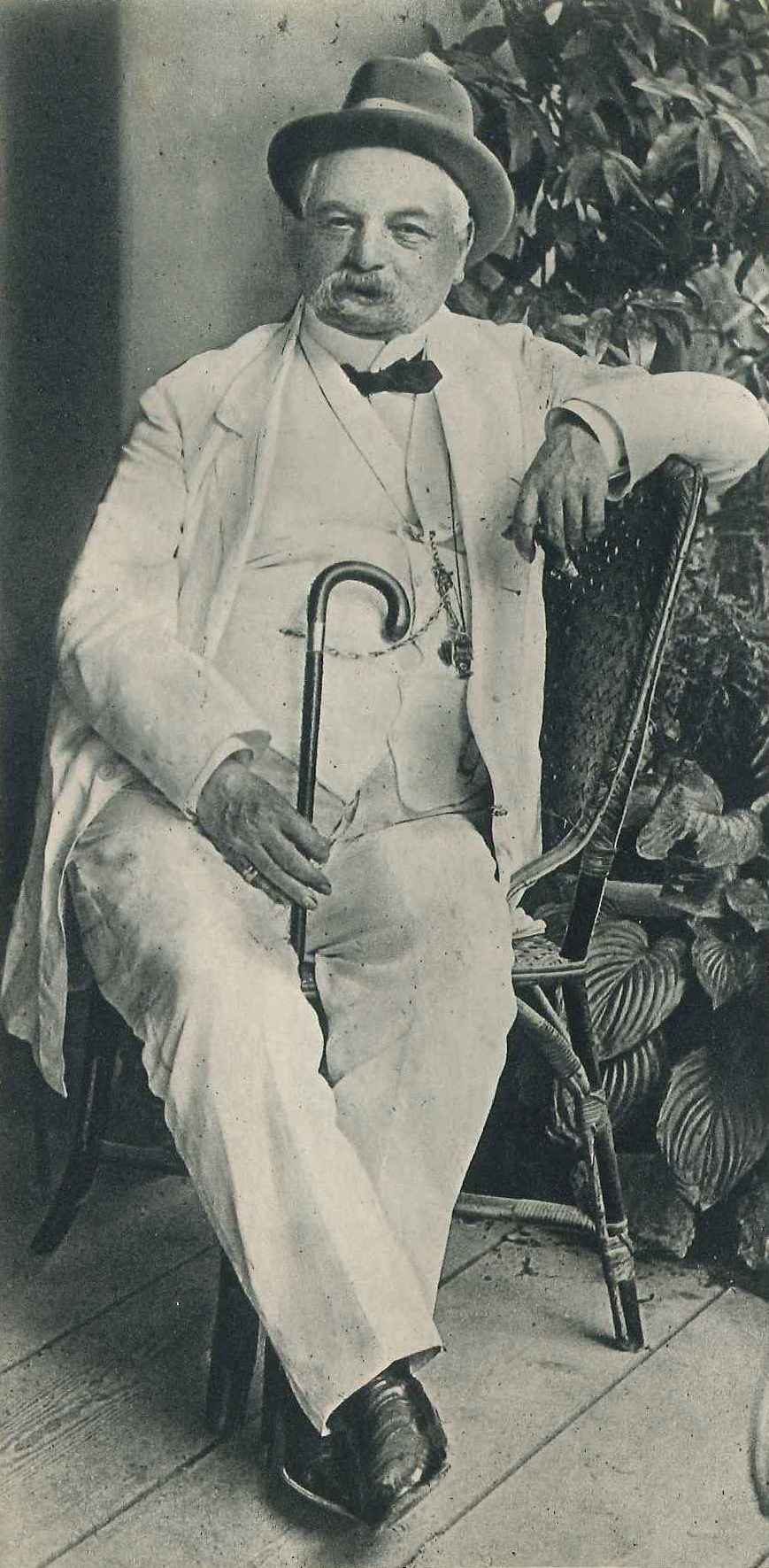
Guido Baccelli à Montecatini Terme, L'illustrazione del medico, mars 1938

Quelques-uns des deux-cents « Passi di Gloria » de la viale Verdi
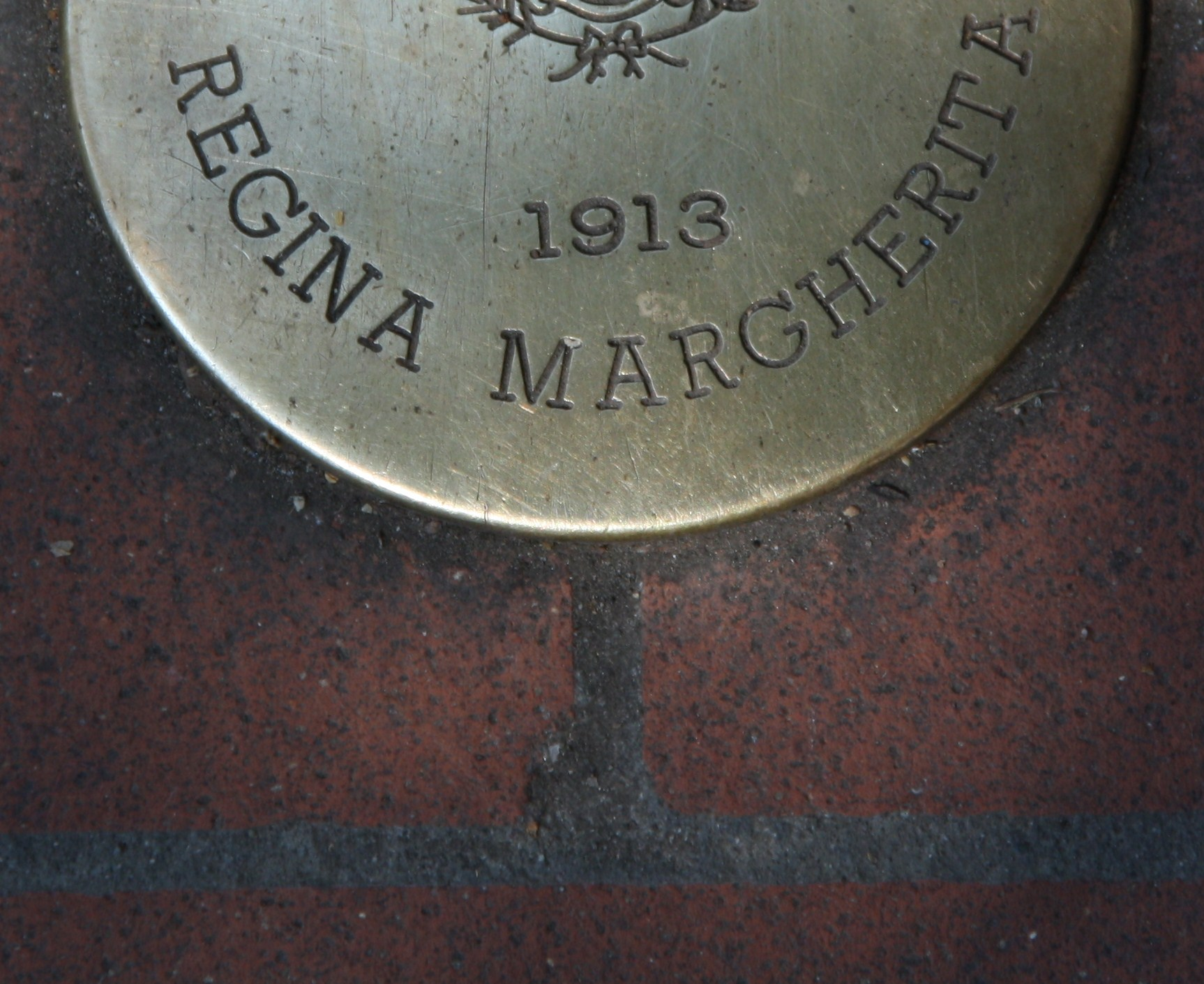
1913 : Margherita di Savoia
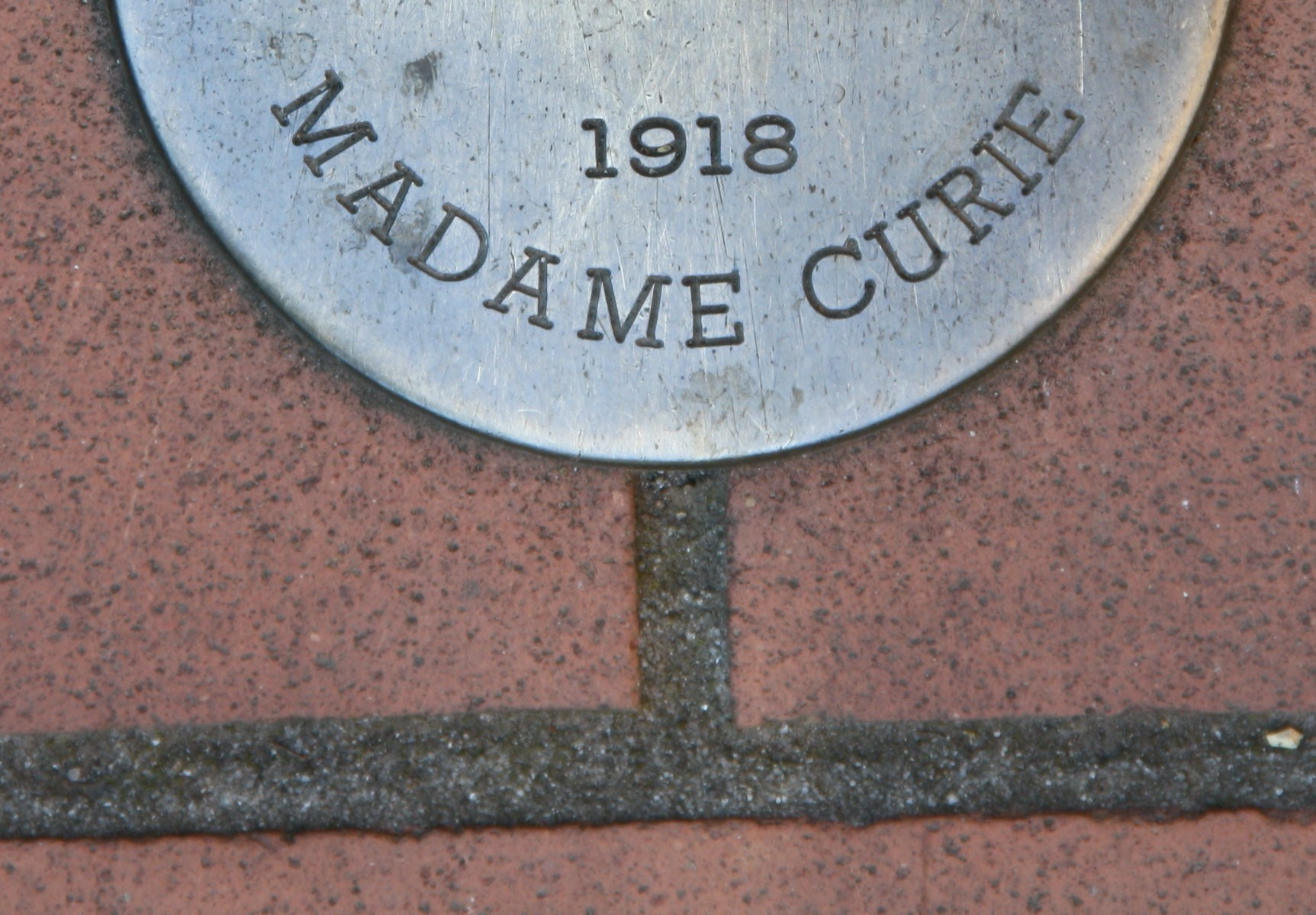
1918 : Marie Curie
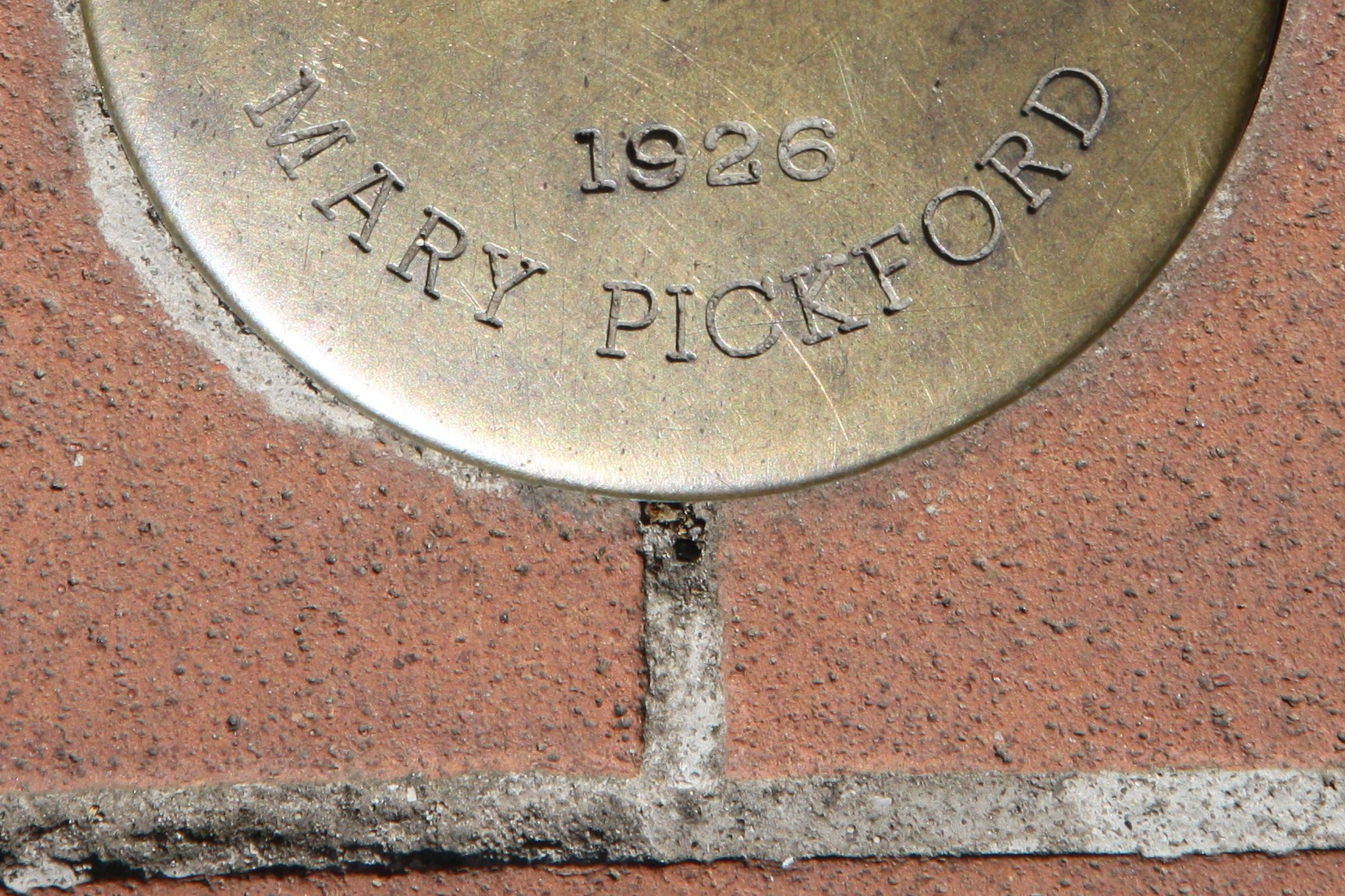
1926 : Mary Pickford
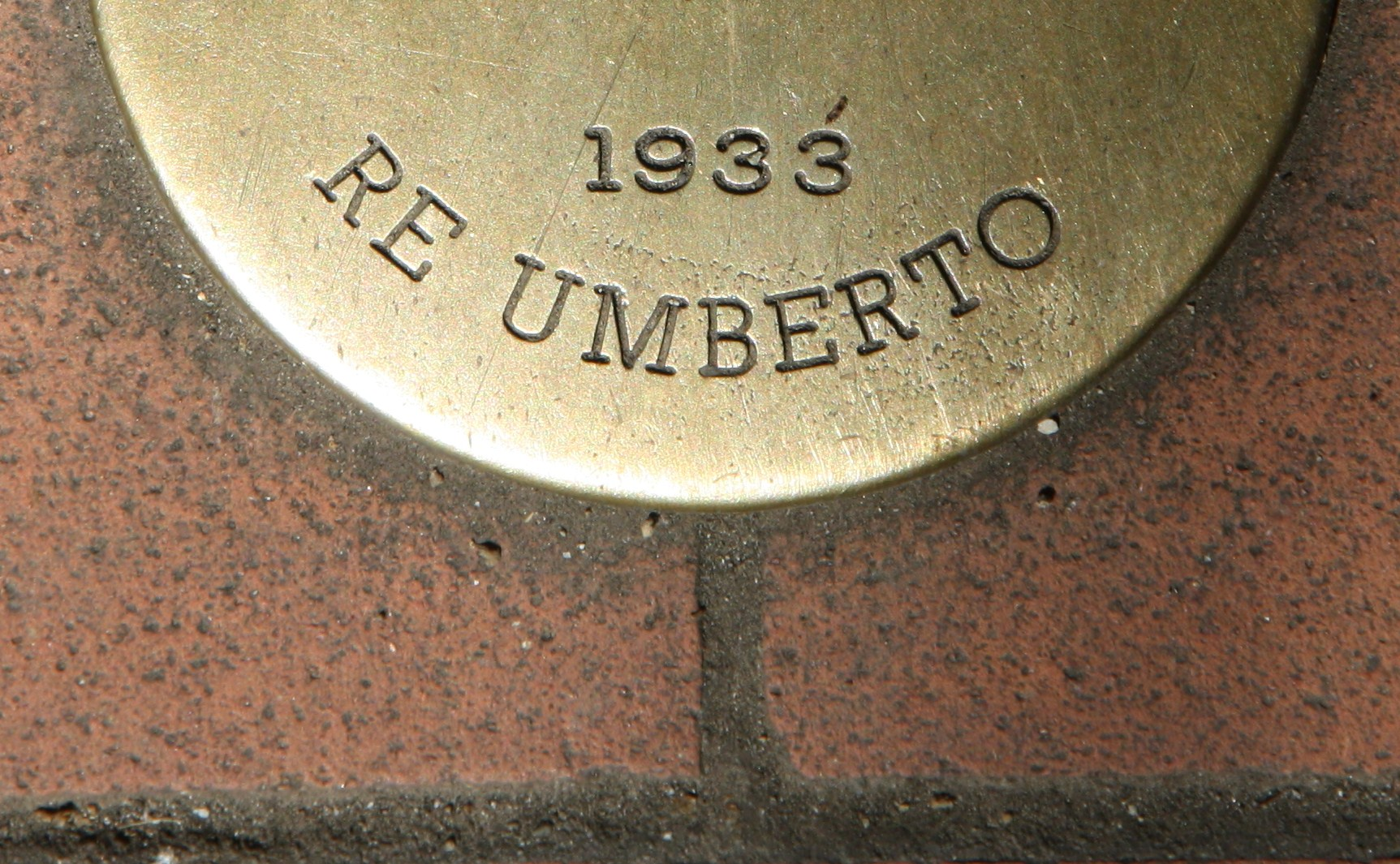
1933 : Umberto II
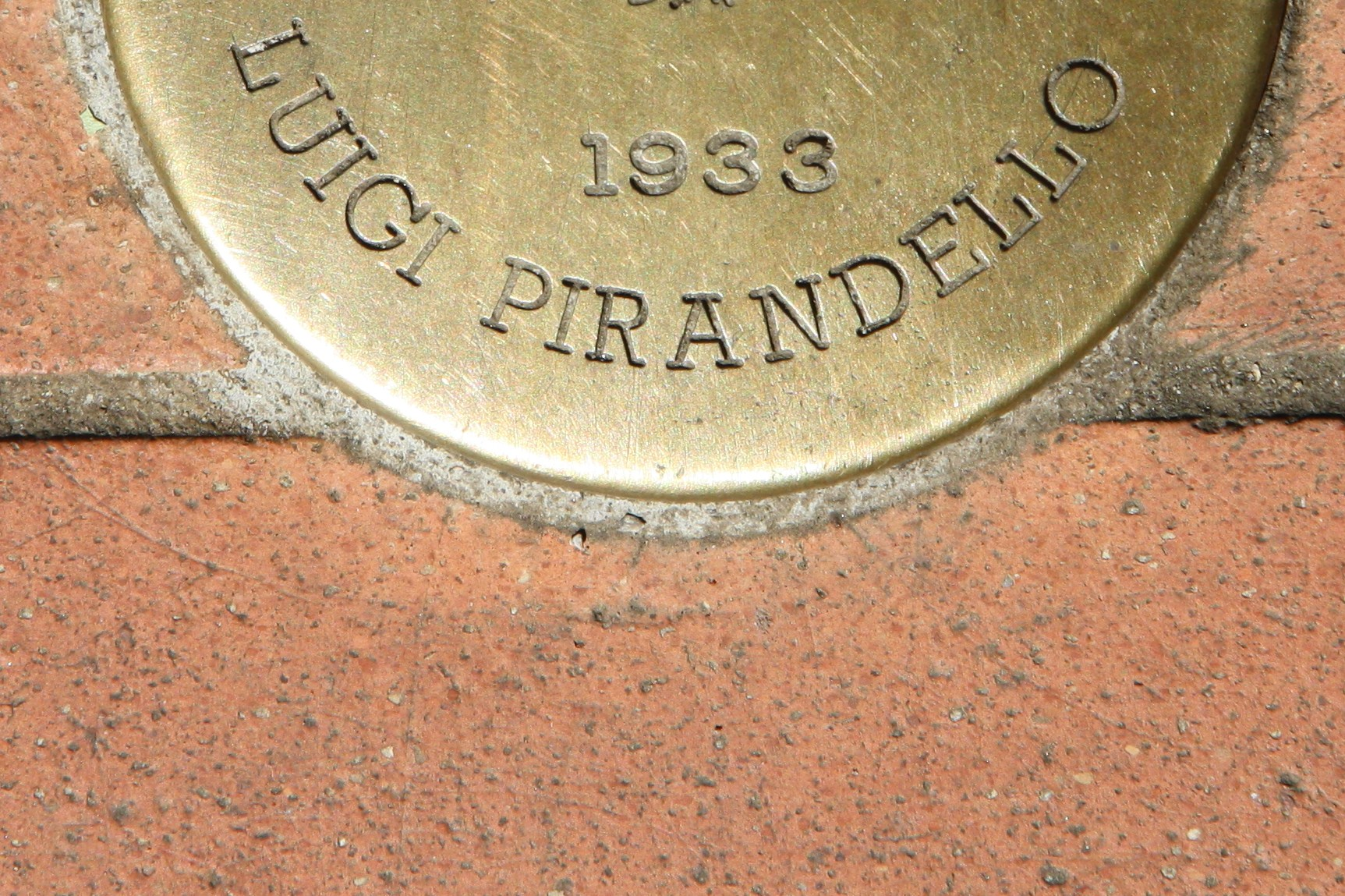
1933 : Luigi Pirandello
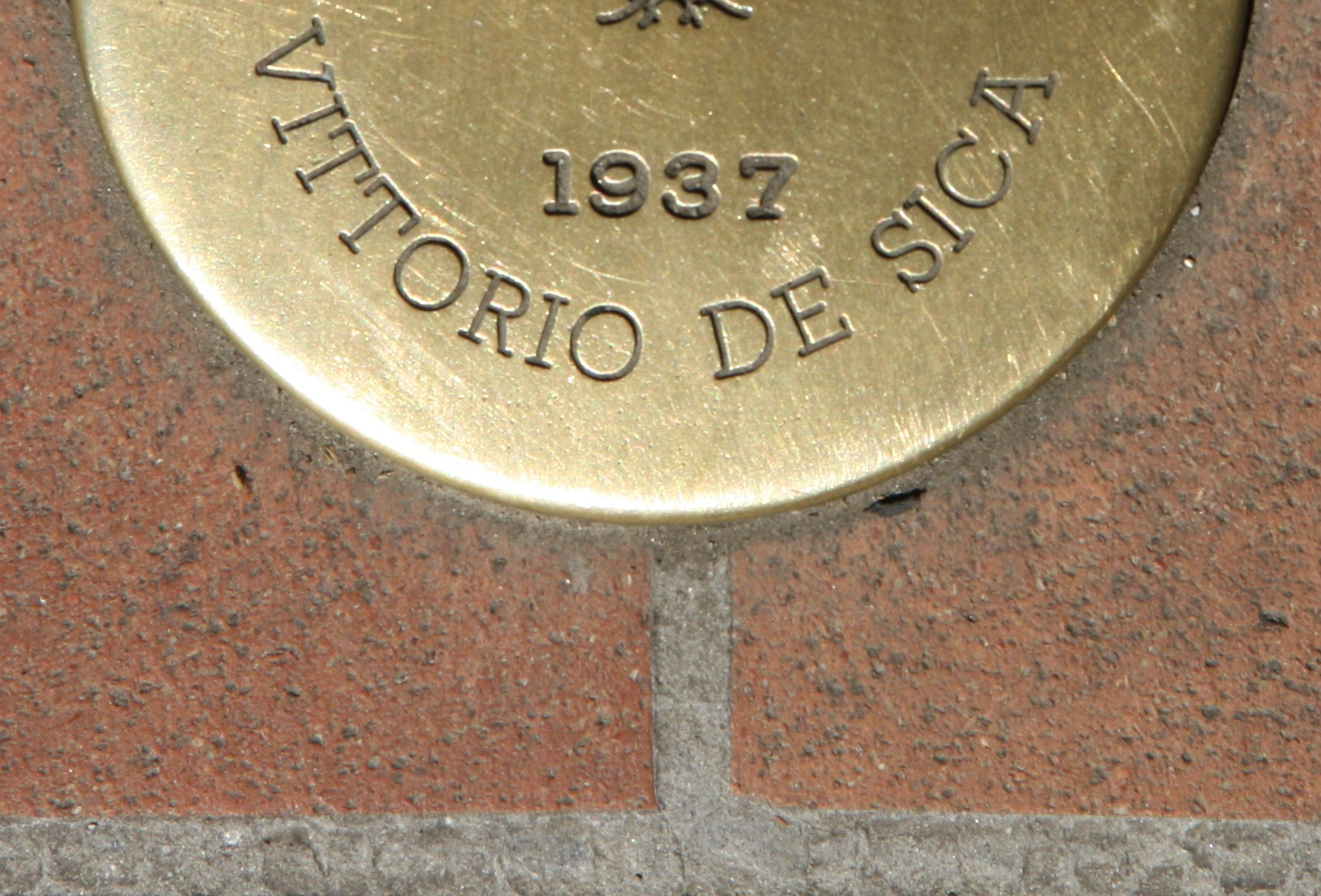
1937 : Vittorio De Sica
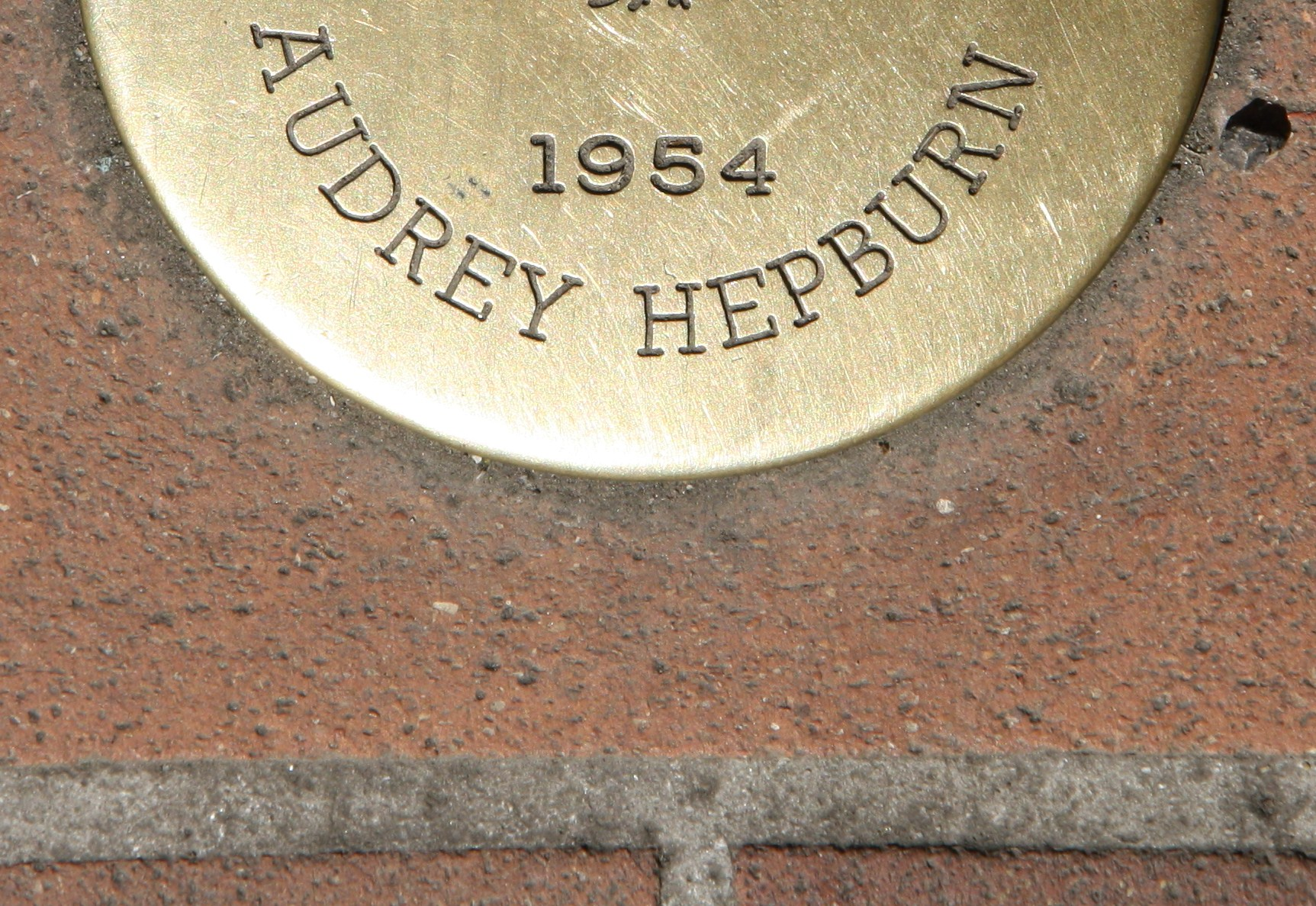
1954 : Audrey Hepburn
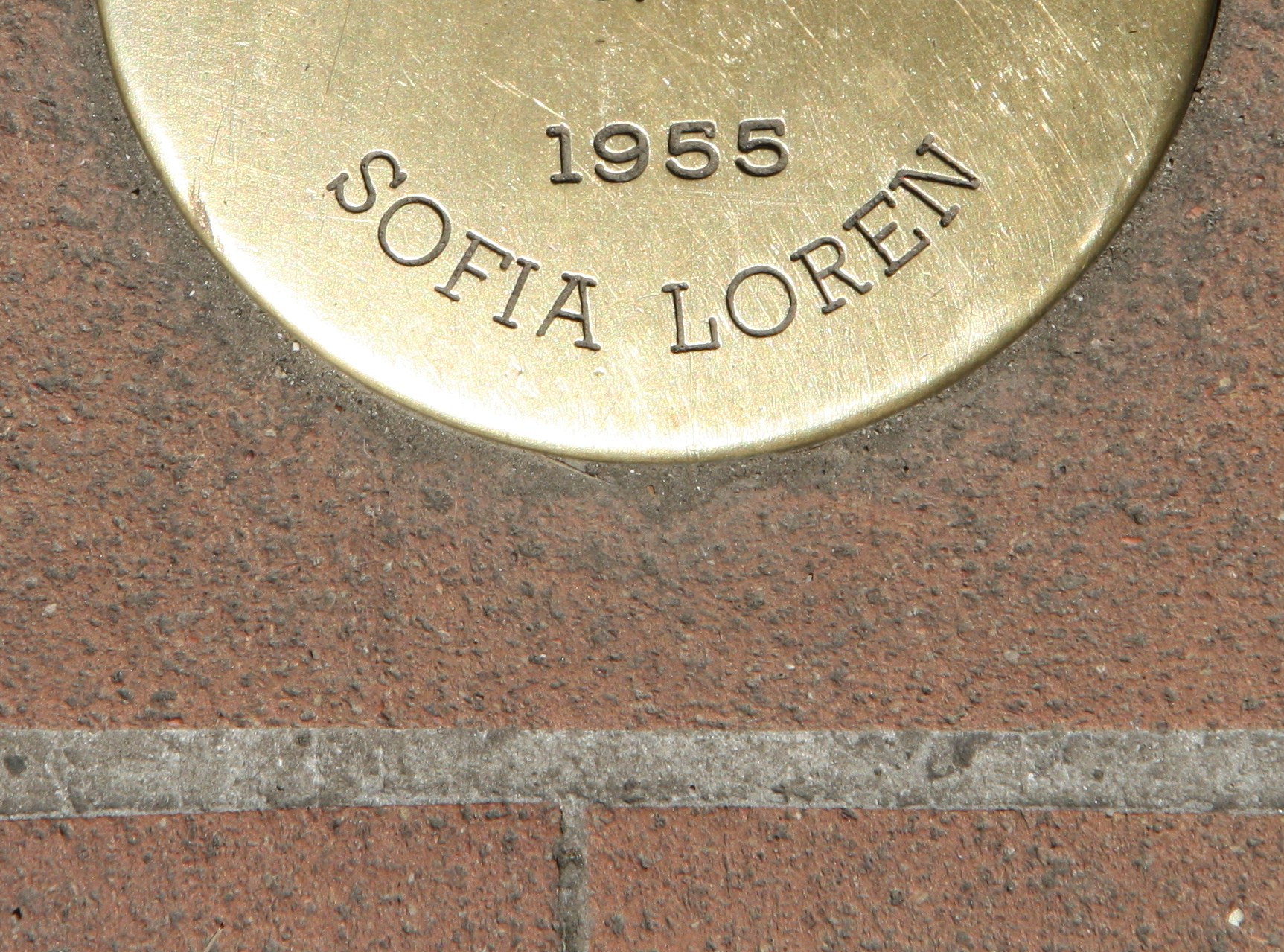
1955 : Sophia Loren
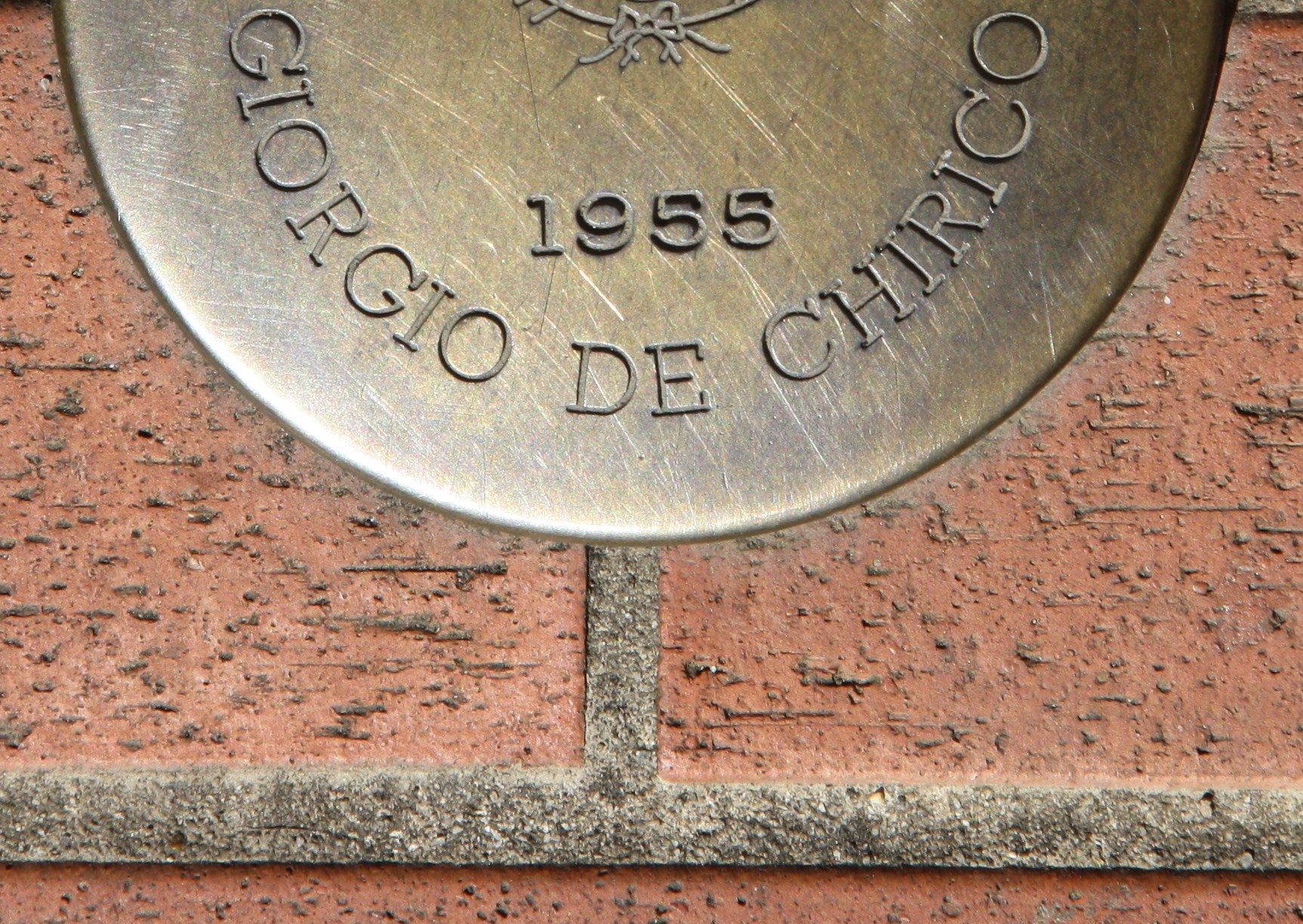
1955 : Giorgio De Chirico
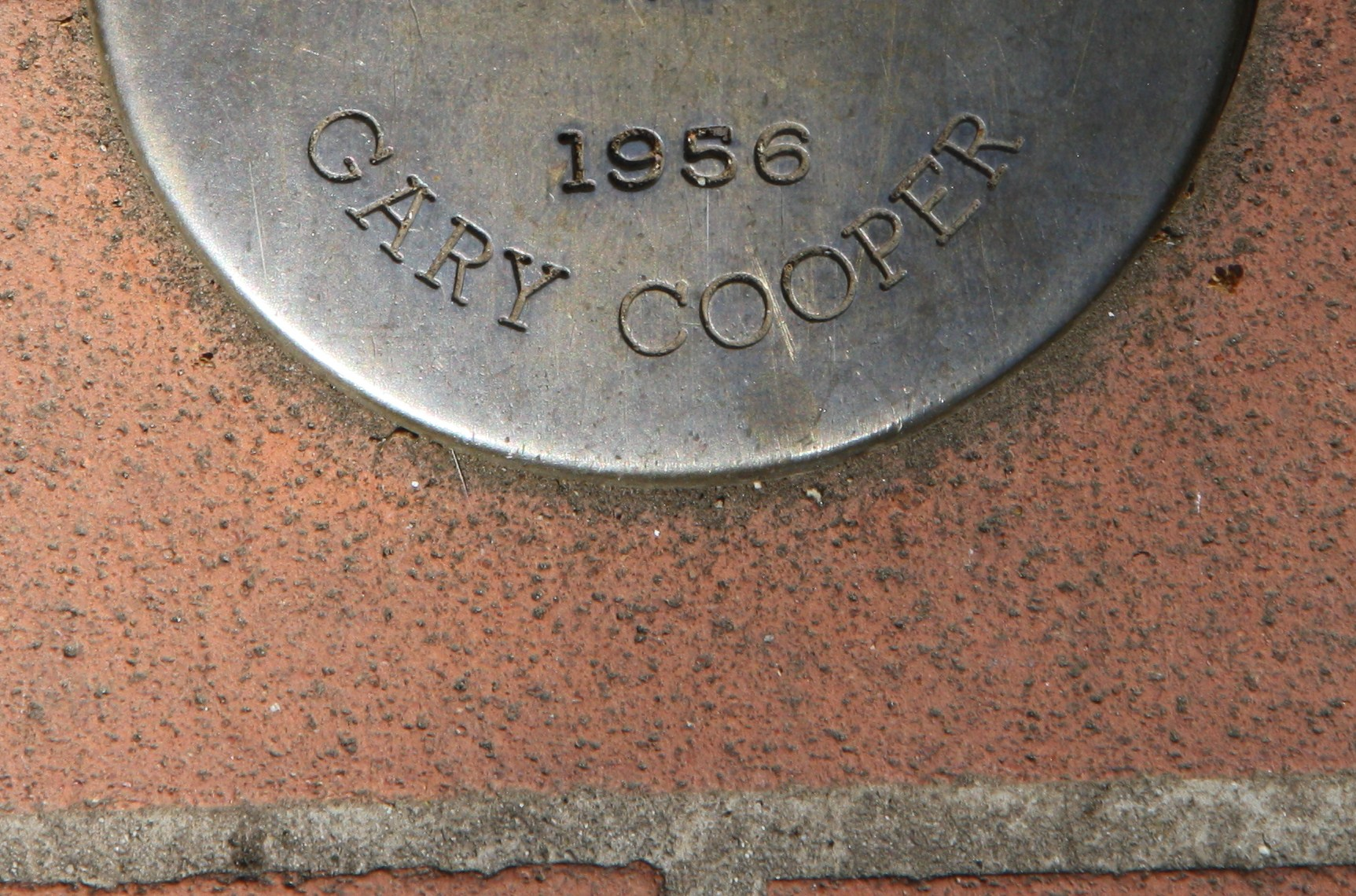
1956 : Gary Cooper
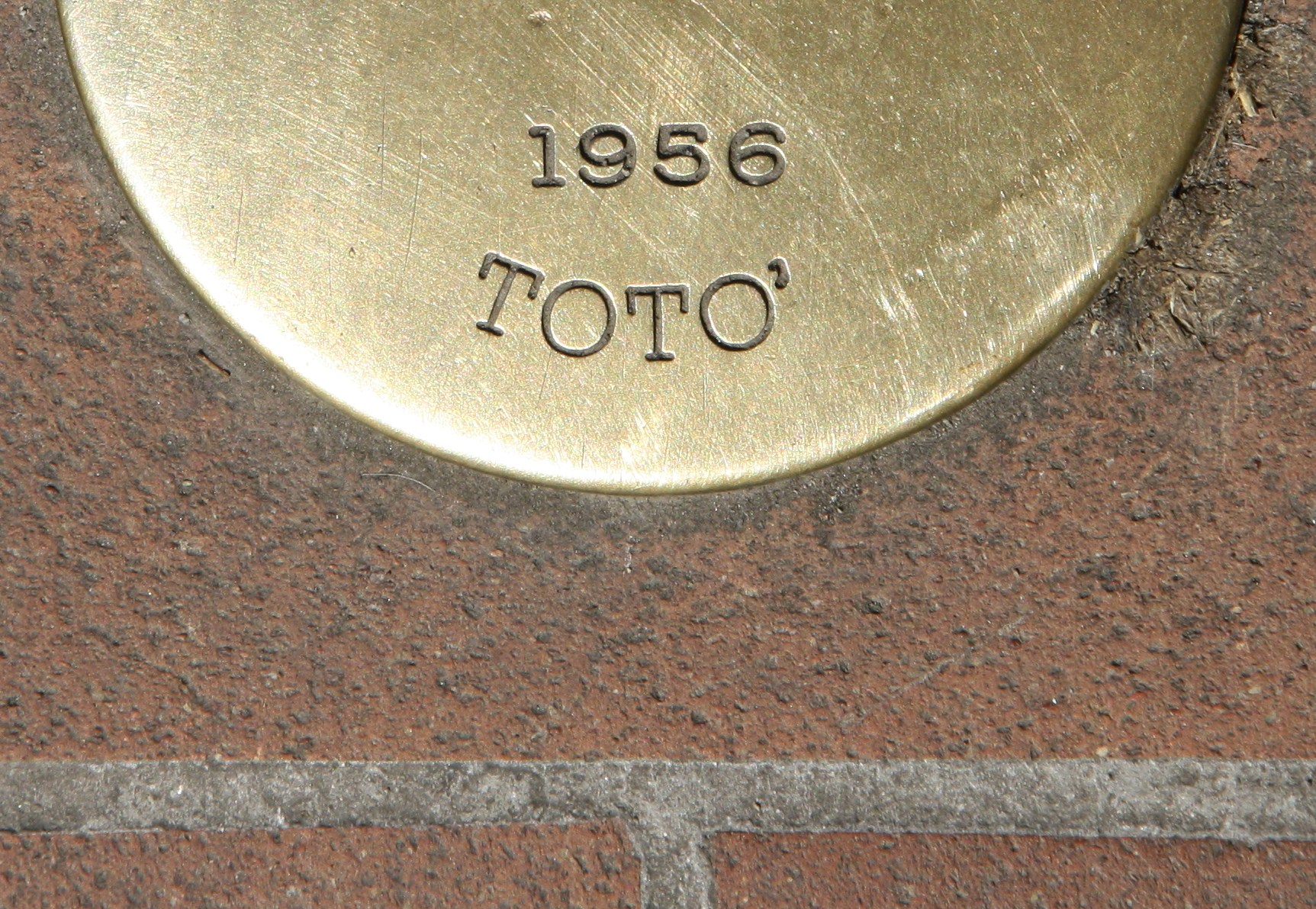
1956 : Totò
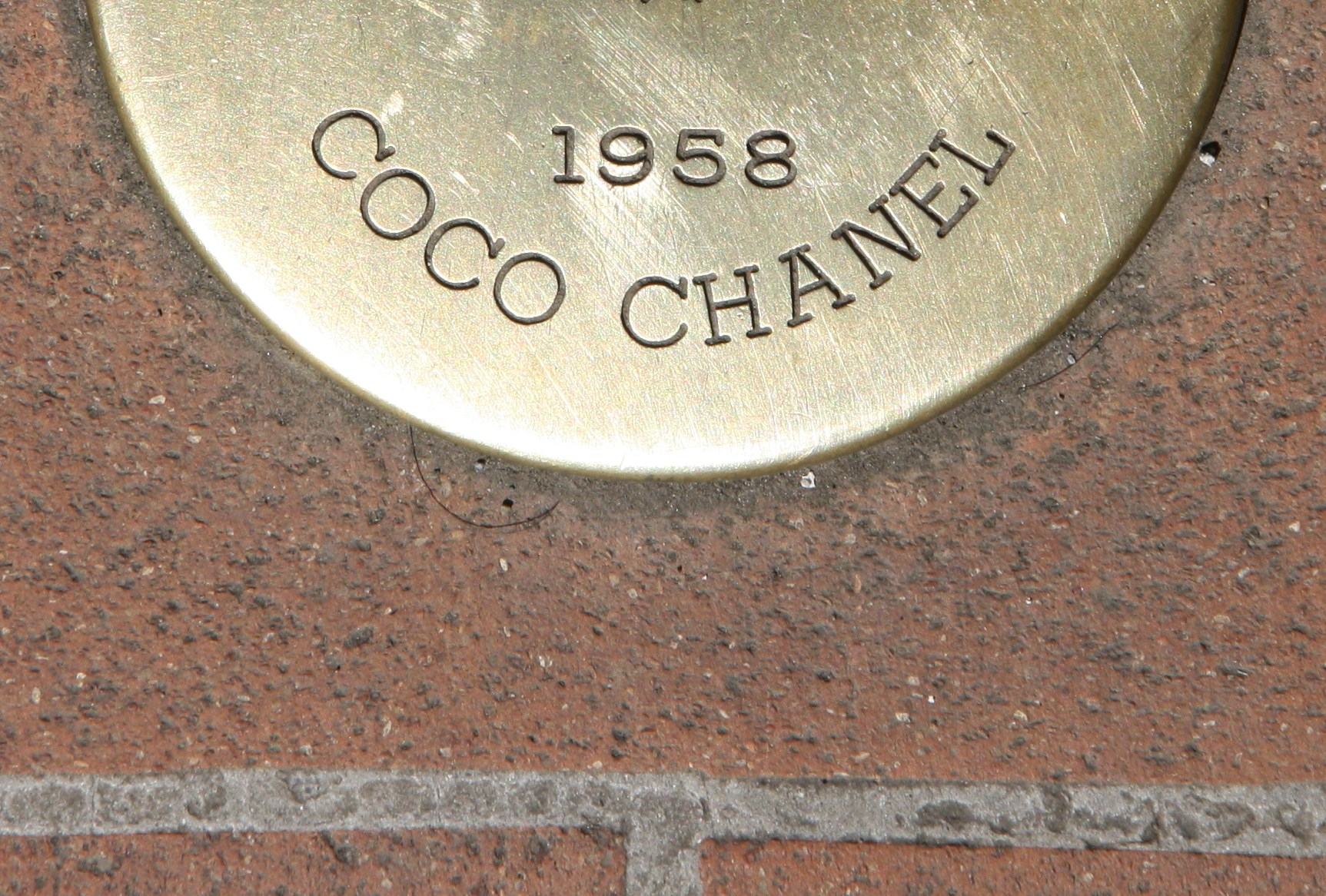
1958 : Coco Chanel

## Administration
| Période                                  | Période      | Identité          | Étiquette          | Qualité |
| ---------------------------------------- | ------------ | ----------------- | ------------------ | ------- |
| 14 juin 2004                             | 22 juin 2009 | Ettore Severi     | AN (centre-droit)  |         |
| 22 juin 2009                             | En cours     | Giuseppe Bellandi | PD (centre-gauche) |         |
| Les données manquantes sont à compléter. |              |                   |                    |         |

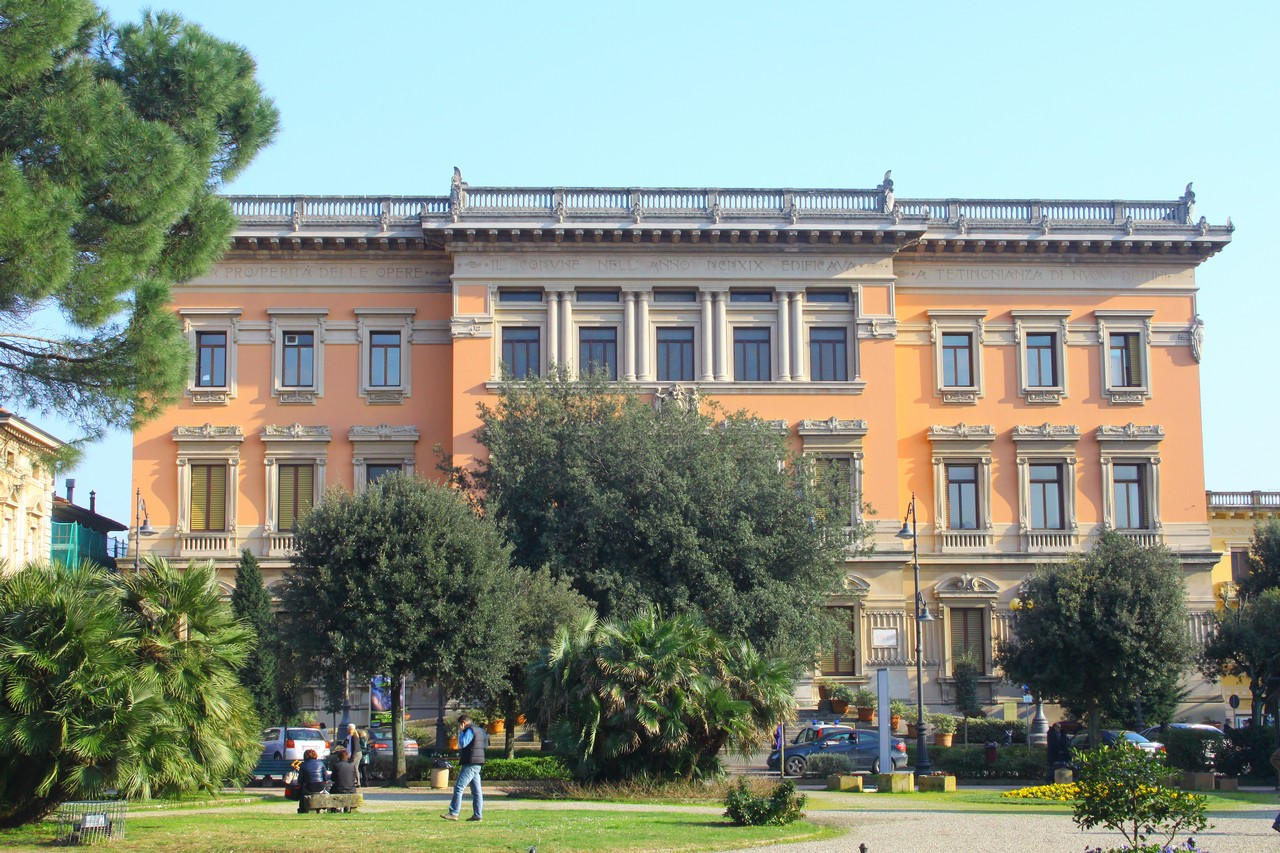
Hôtel-de-ville
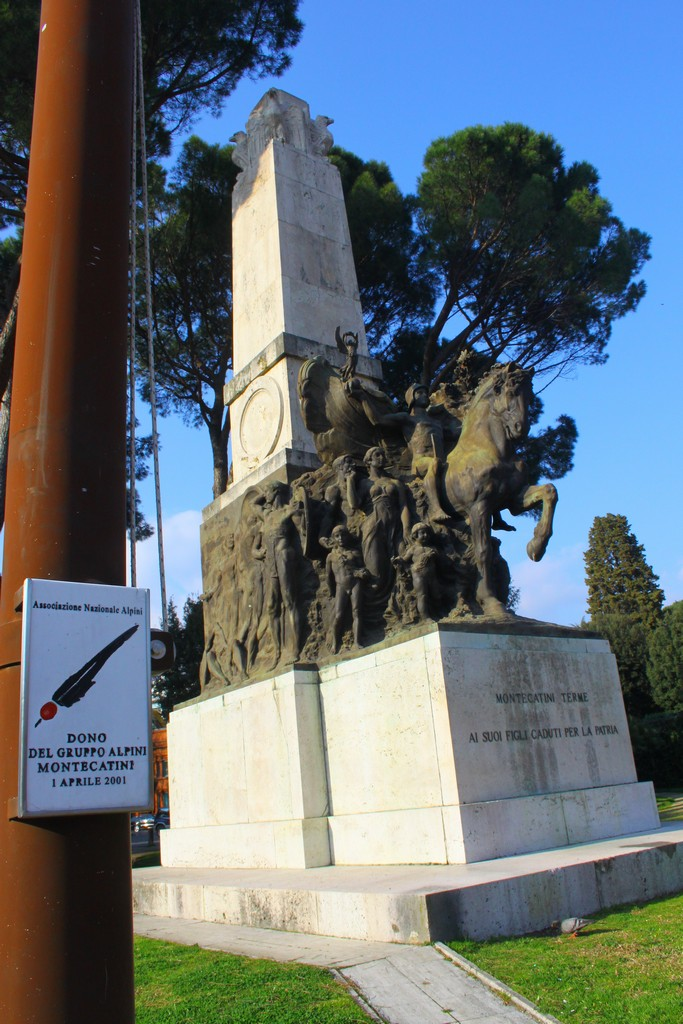
Monument aux morts de Montecatini Terme
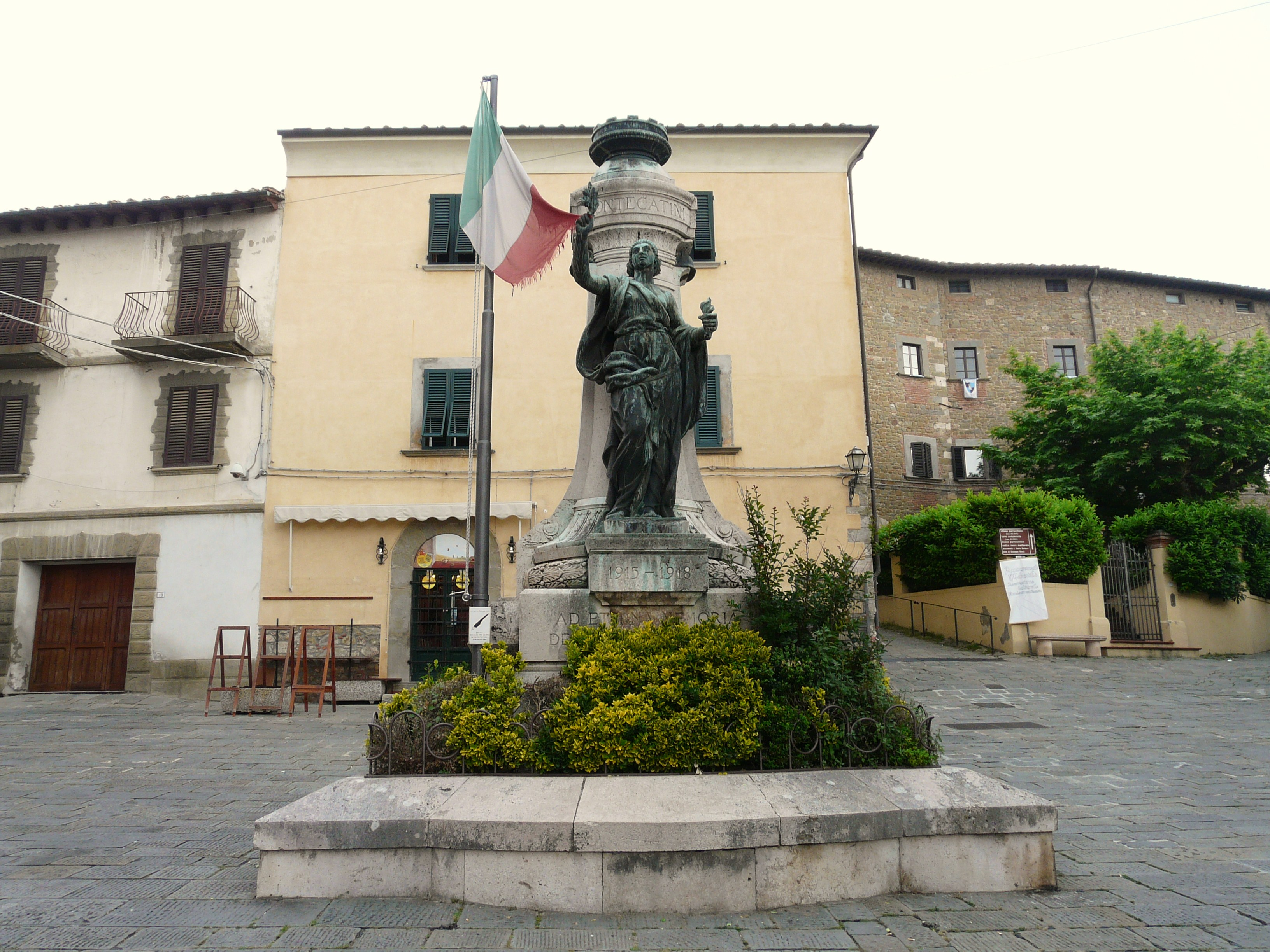
Monument aux morts de Montecatini Alto

## Évolution démographique

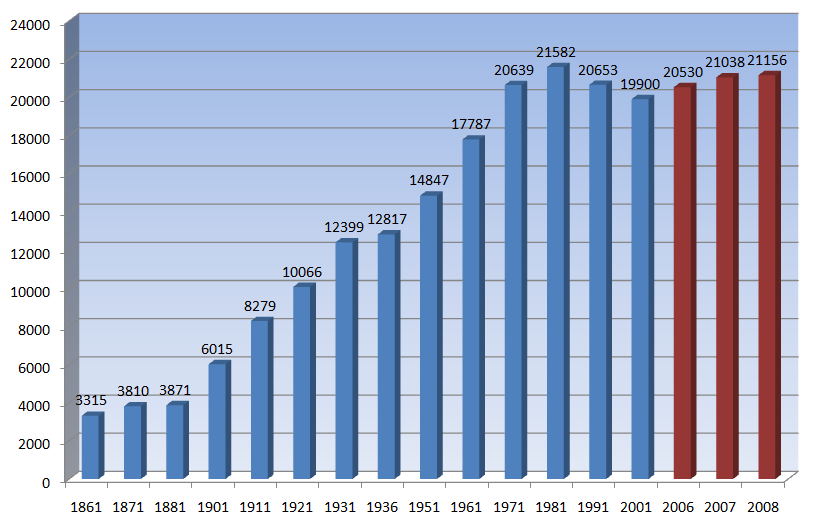
Évolution démographique de Montecatini Terme.

La commune compte 19 473 habitants au 31 octobre 2012.

## Économie
La commune est un important pôle touristique et hôtelier, de commerces et de services développés autour du thermalisme, l'activité principale. Le rôle de l'industrie et de l'agriculture dans l'économie de la commune est tout à fait marginal.

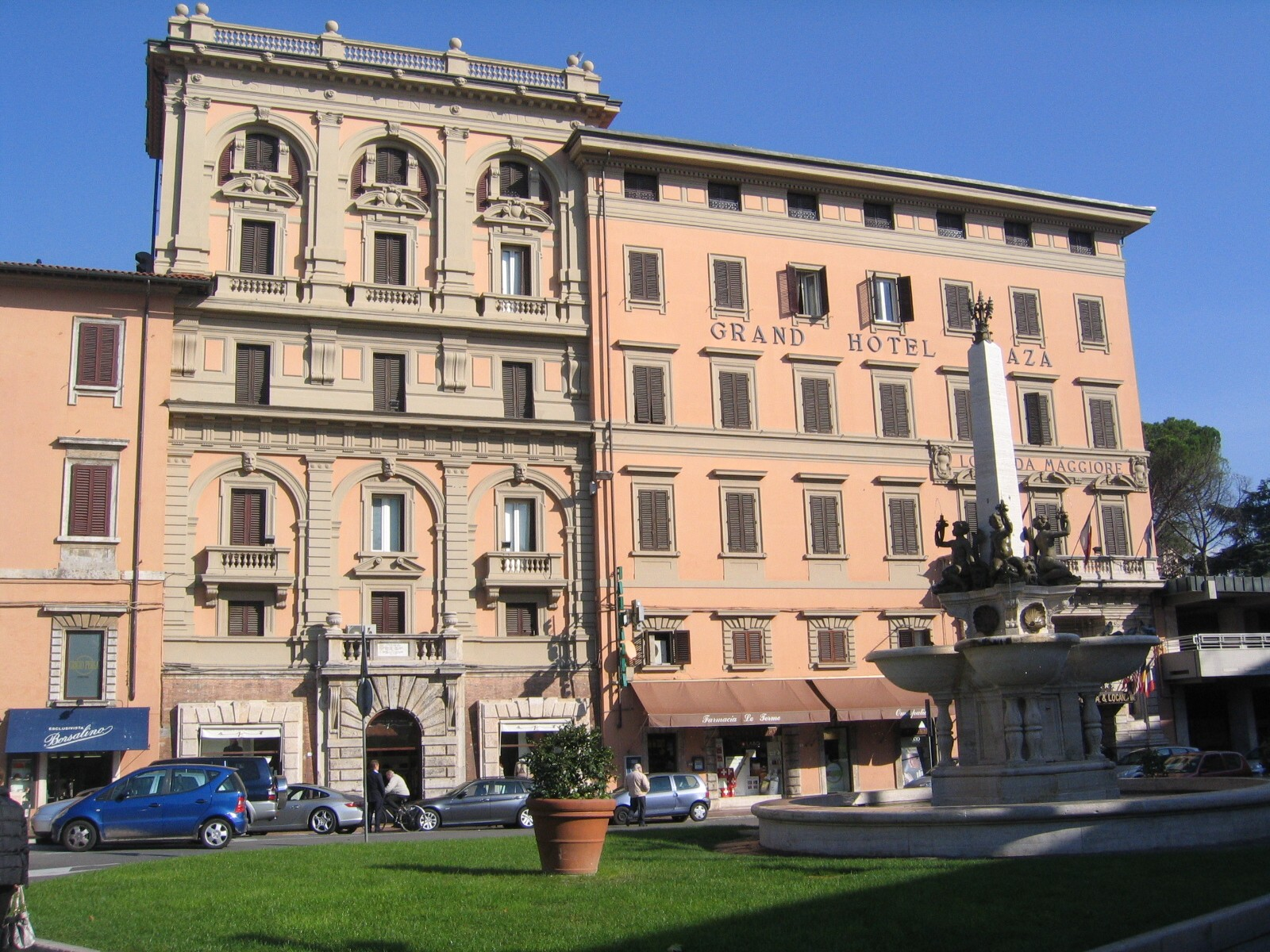
La Locanda maggiore où descendait Giuseppe Verdi
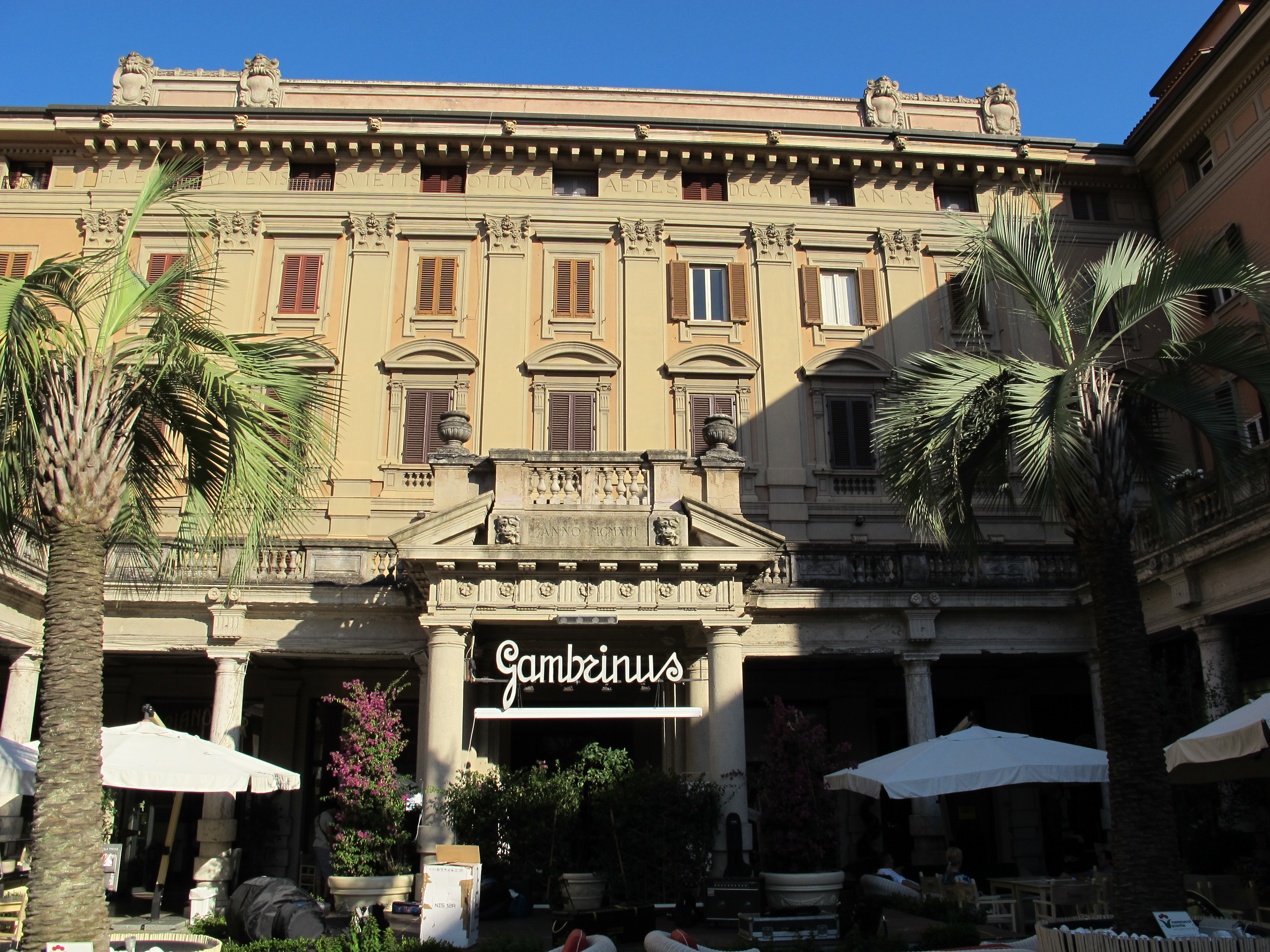
Le Gambrinus Caffè
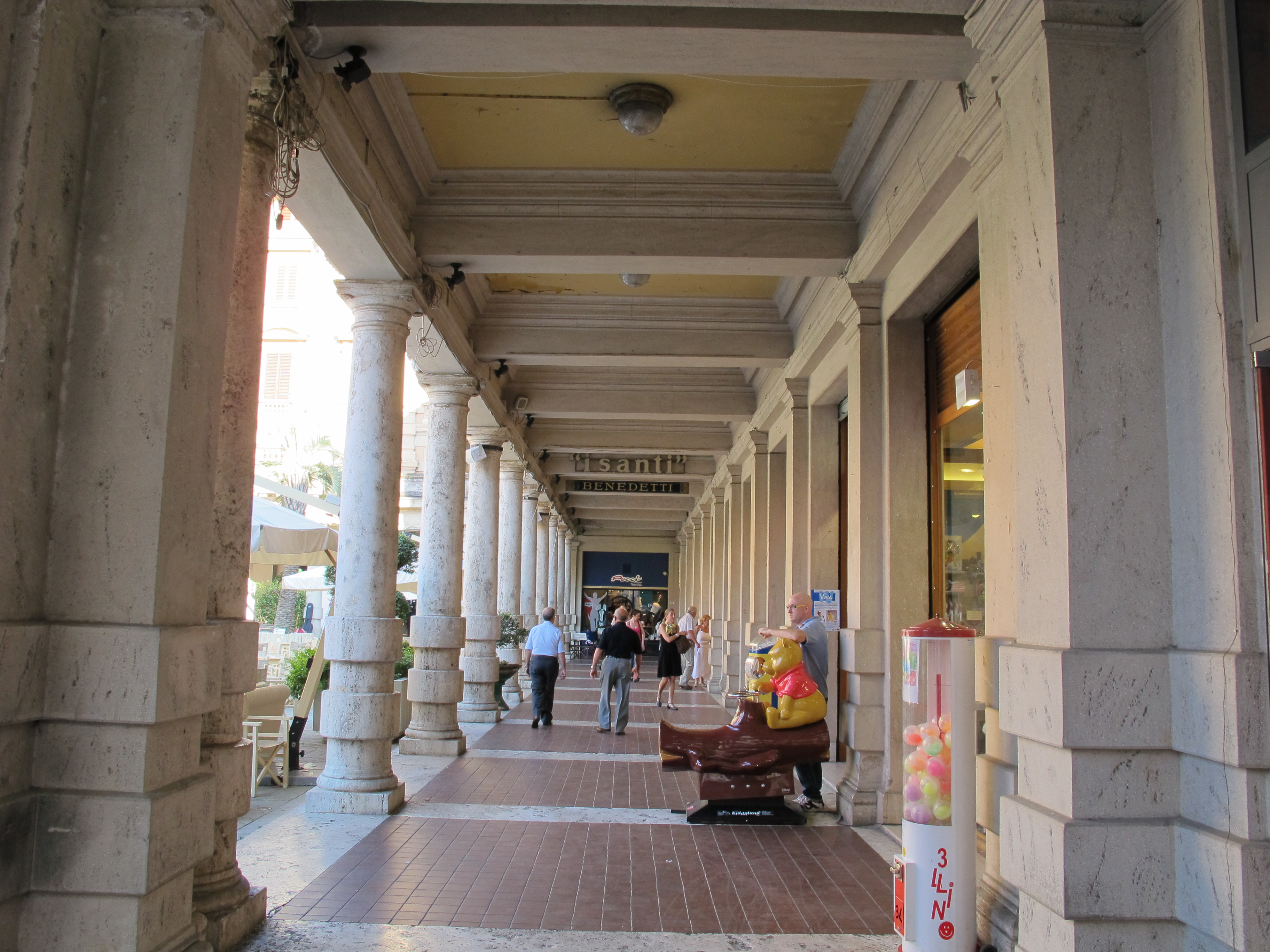
Portique Gambrinus et commerces
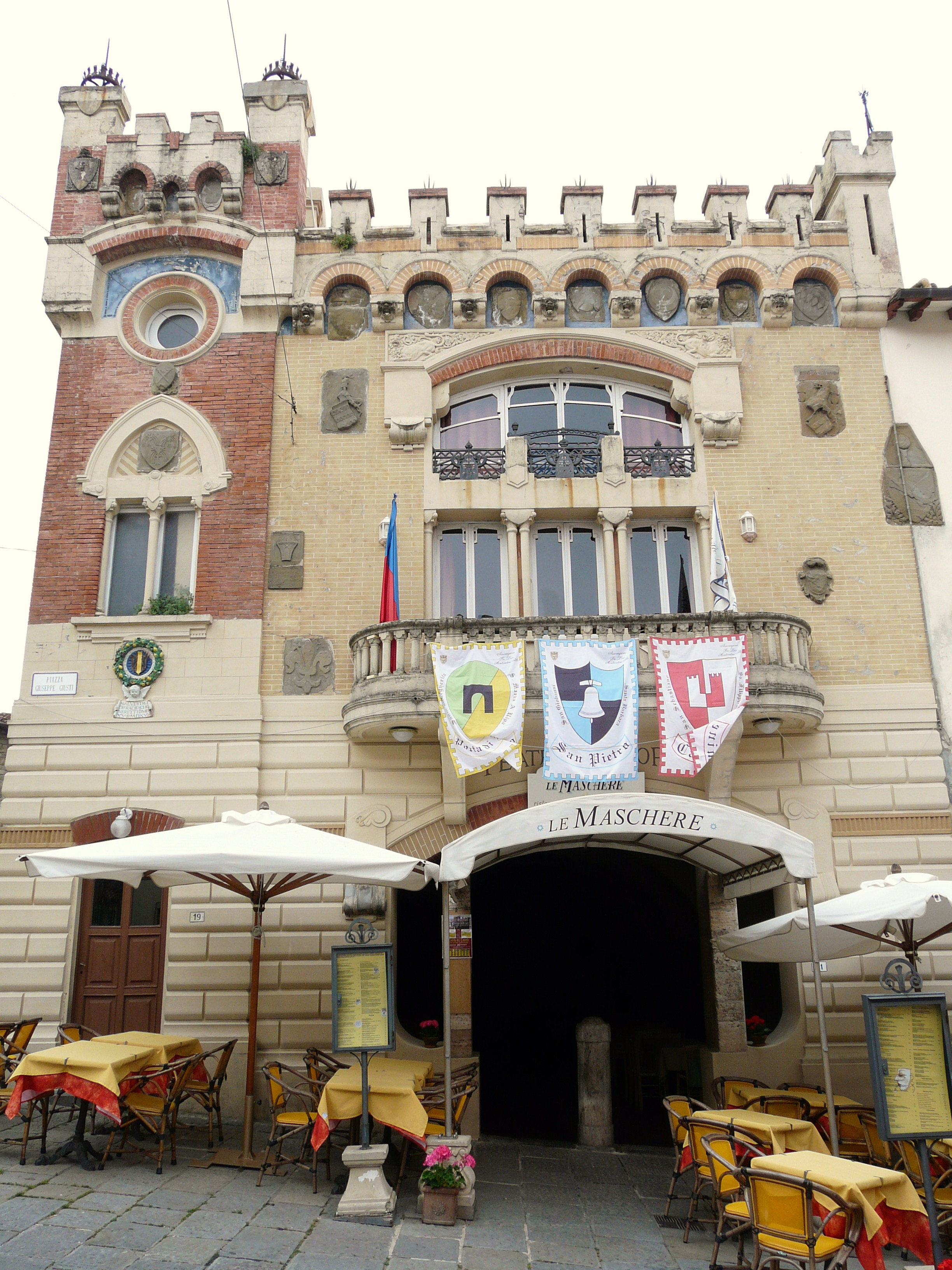
Le Maschere à Montecatini Alto

## Éducation
La ville dispose de huit écoles maternelles (sept publiques et une privée), de huit écoles primaires (six publiques et deux prvées), de deux collèges (un public et un privé) et de trois lycées (deux publics et un privé).
Montecatini Terme accueille également le siège de l'Institut de formation professionnelle pour les services hôteliers et la restauration Ferdinando Martini.

## Culture

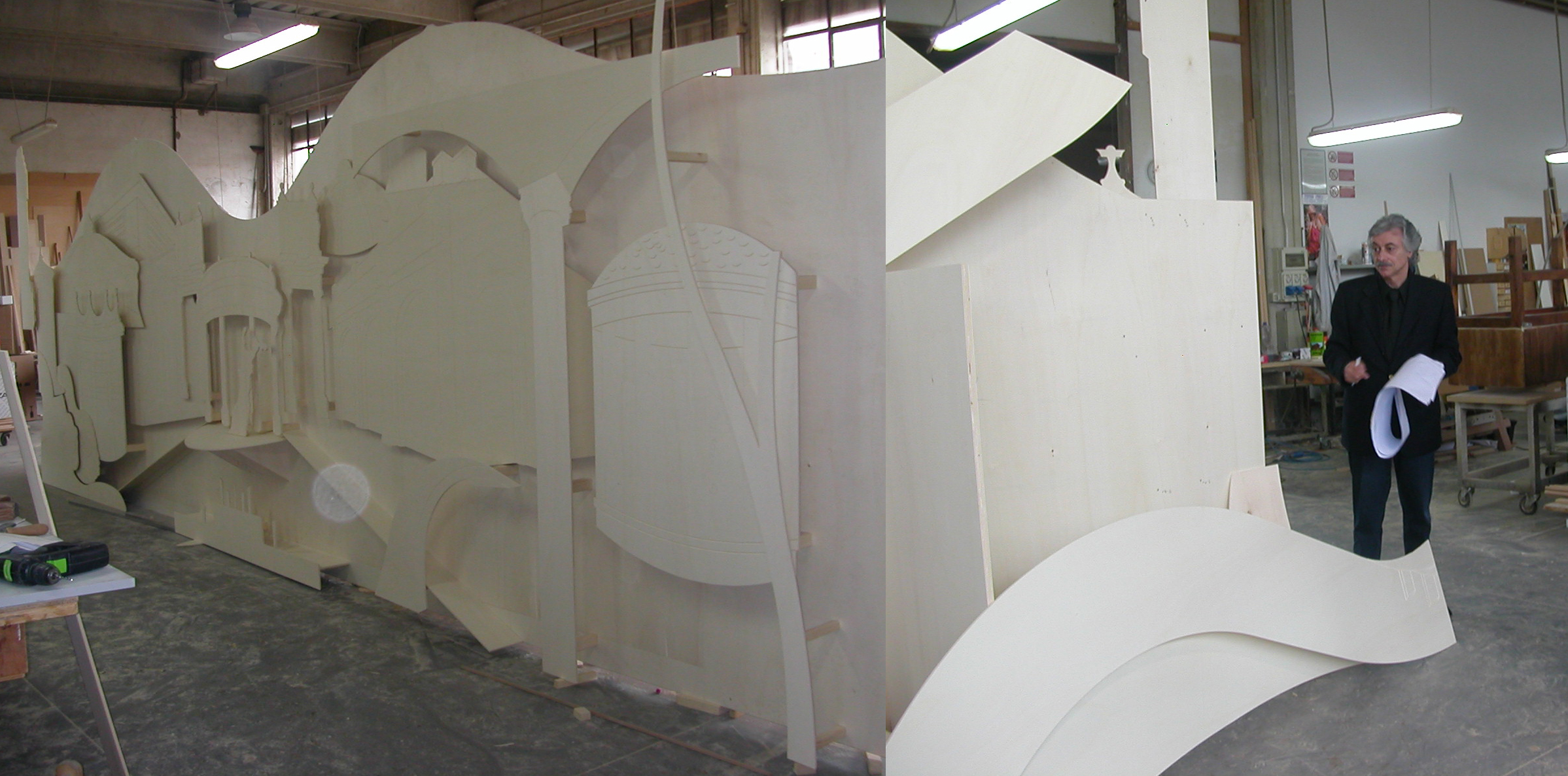
Installation de la Grande Opera de l'architecte.

Montecatini, connue pour avoir été le lieu de villégiature de Giuseppe Verdi, accueille périodiquement des manifestations d'intérêt culturel et d'importance nationale et internationale.
En 2008 s'est ouvert un cycle d'expositions suivi, du 16 juillet 2009 au 18 janvier 2010, par une anthologie consacrée au mouvement des Macchiaioli, Il nuovo dopo la Macchia puis, au printemps été 2011 par une exposition consacrée aux Santi Poeti Navigatori lors de laquelle de nombreuses œuvres, parmi lesquelles les portraits d'Alexandre de Médicis et de Cosme Ier de Toscane par l'atelier du Bronzino, sont prêtées par le musée des Offices.
Un festival international du court métrage (it) se tient également à Montecatini Terme. La bibliothèque municipale est abritée par la Villa Forini Lippi (it), immergée dans un immense parc, à la limite occidentale de la ville.

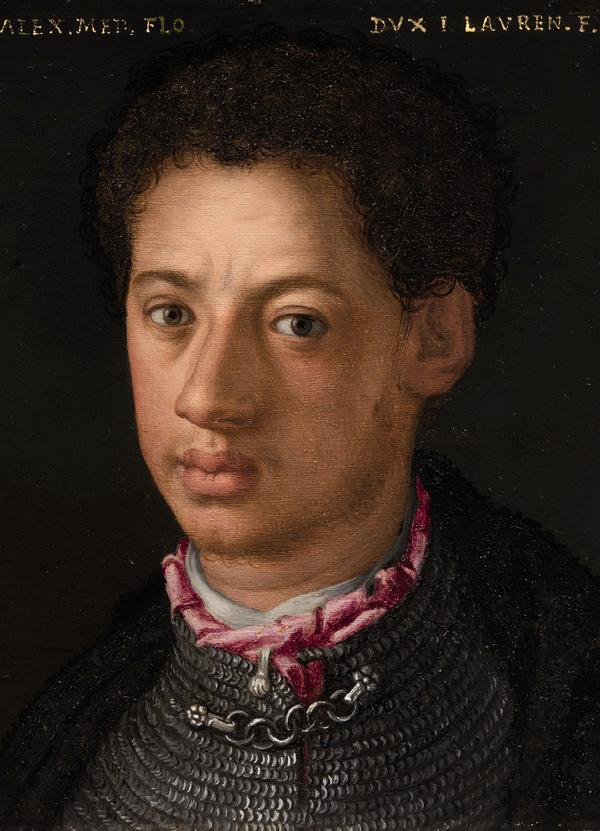
Portrait du duc Alexandre
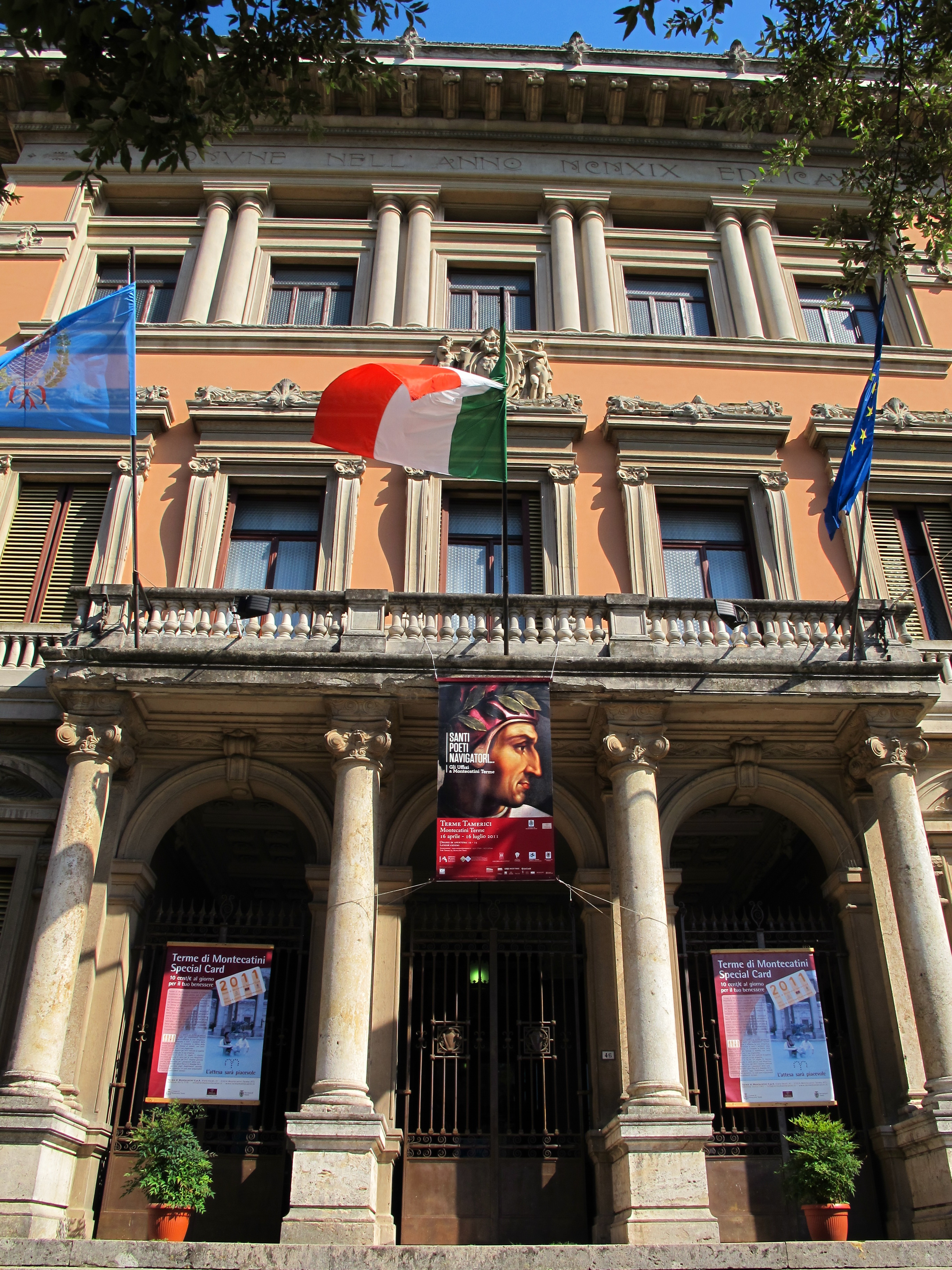
Affiche de l'exposition Santi Poeti Navigatori
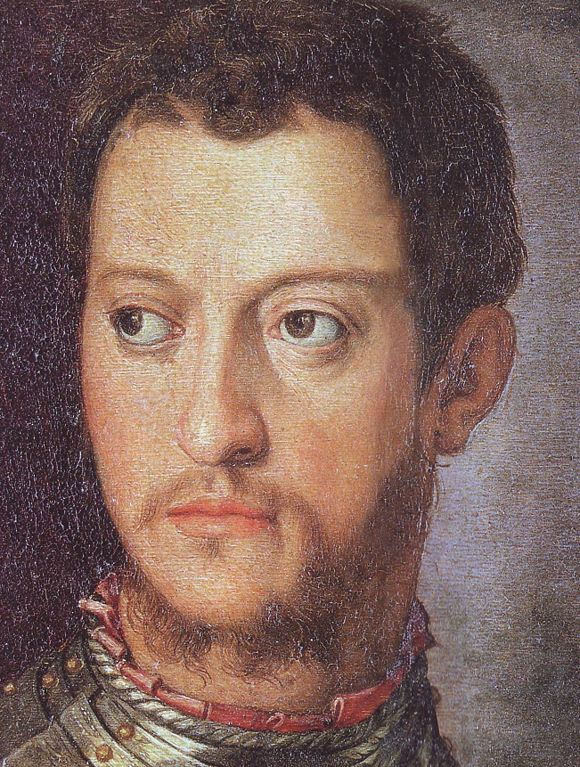
Portrait de Cosme Ier en armure

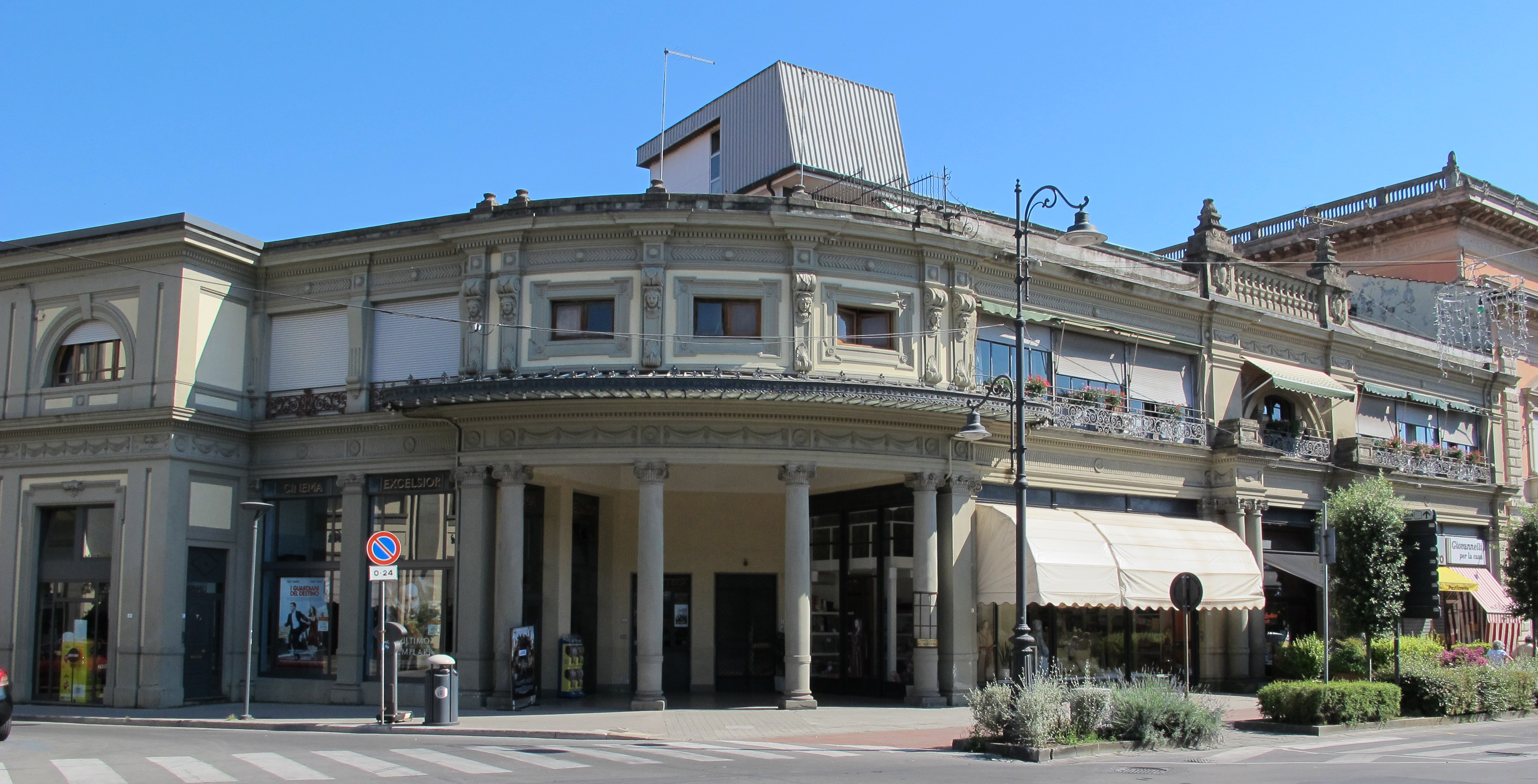
Cinéma Excelsior
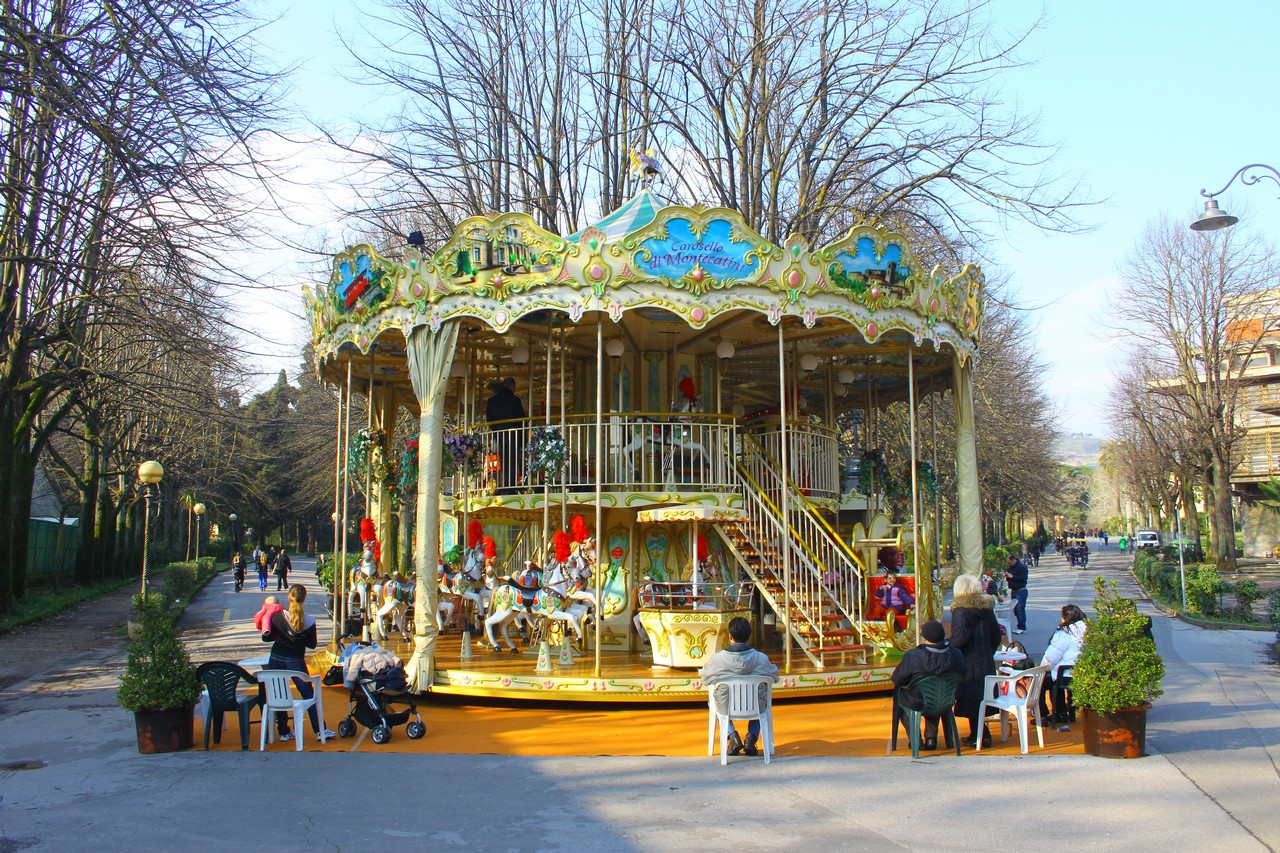
Carrousel du Parc des Thermes
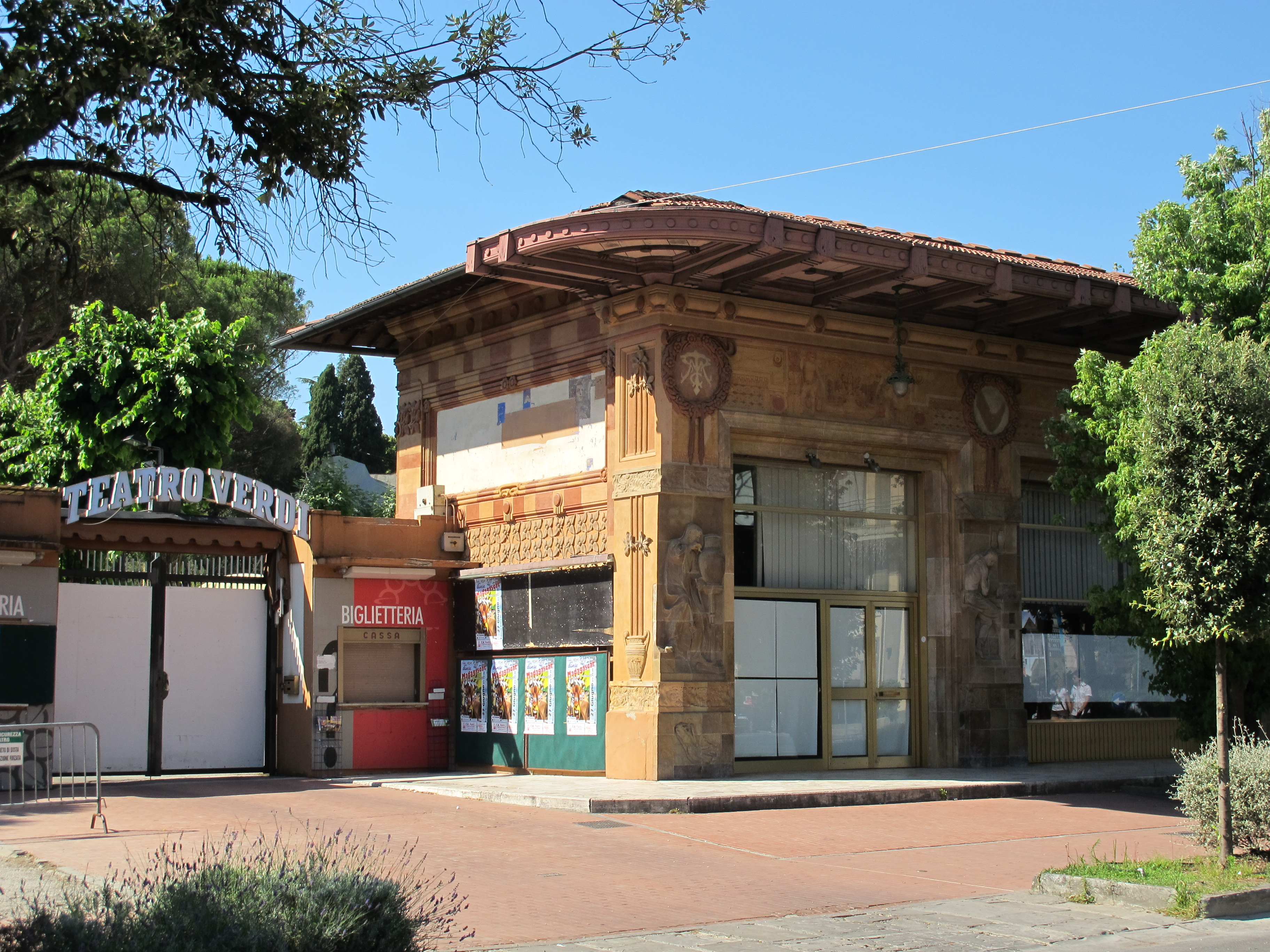
Théâtre Verdi
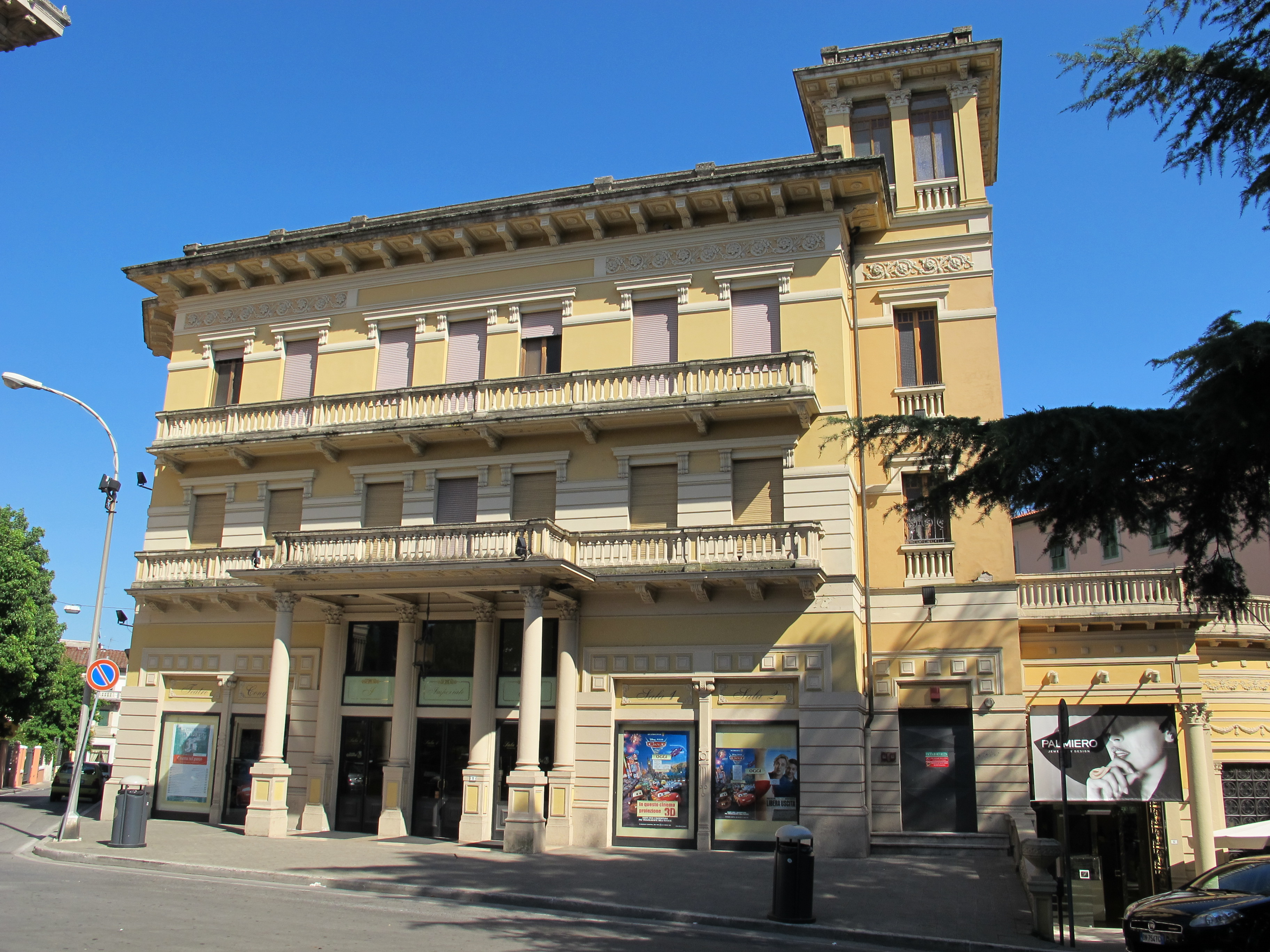
Cinéma Imperiale

## Gastronomie
La Cialda di Montecatini (it) est un dessert très recherché réalisé avec des œufs et du sucre.

## Fêtes et commémorations
La sainte patronne de Montecatini Terme est Santa Barbara. La fête patronale se déroule le 4 décembre.

## Sport

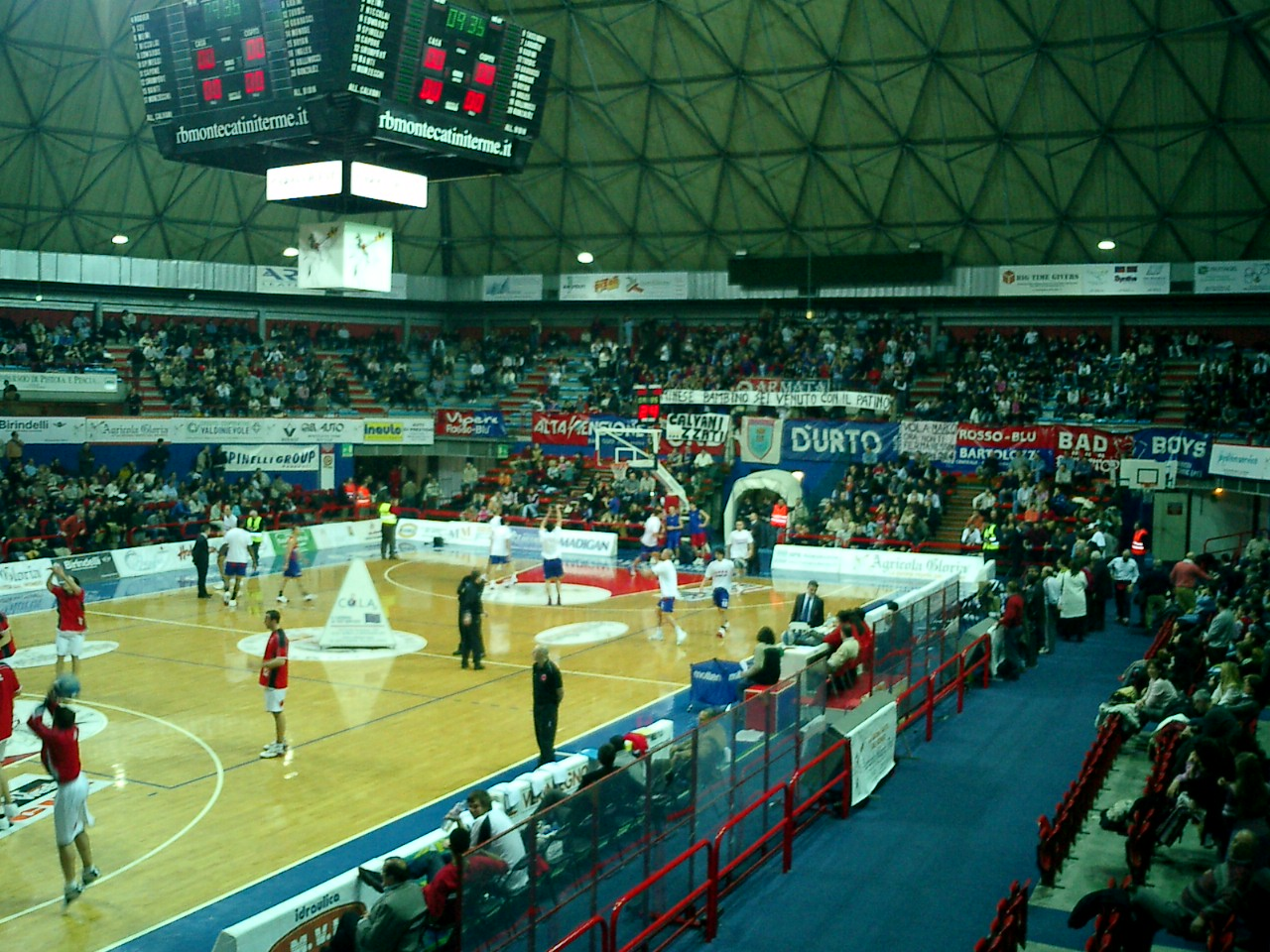
Salle de la en 2004.

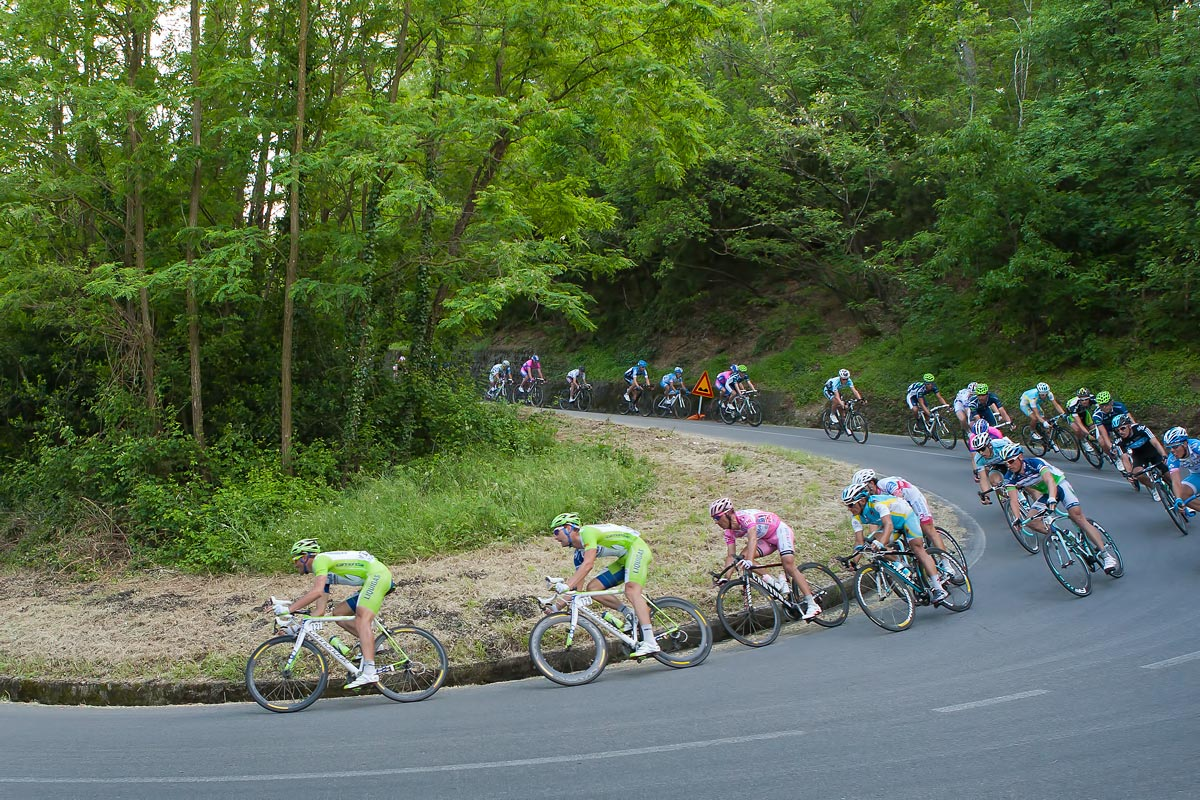
11e étape du Tour d'Italie 2012, Assise-Montecatini Terme, descente de Vico à 15 km de l'arrivée.

- Pala Madigan (it), complexe sportif destiné au sport principal, le volley-ball, et accueillant le Sporting Club Montecatini Terme (it) qui joue en DNB (it)
- Grand Prix de la Ville de Montecatini, course de trot attelé, réservée aux chevaux de plus de quatre ans, se déroulant le 15 août sur l'hippodrome Sesena (it)
- Montecatini Terme a accueilli la finale de l'édition 1978 de Jeux sans frontières[14].
- Du 5 au 16 août 1986 s'est déroulée à Montecatini Terme, la 30e édition des championnats du monde de pentathlon moderne, au cours de laquelle Carlo Massullo a remporté le titre individuel et l'équipe nationale italienne le titre par équipes.
- En 1986 et 2006, les Jeux Mondiaux de la Médecine et de la Santé se déroulent à Montecatini Terme.
- La Mitropa Cup d'échecs de 1997 s'est tenue à Montecatini Terme.
- Le 19 mai 2003, la 9e étape du Tour d'Italie 2003 s'est conclue à Montecatini Terme avec la victoire de Mario Cipollini.
- Du 2 au 8 juillet 2006 Montecatini Terme a accueilli la XIXe finale des championnats italiens junior U16 d'échecs.
- Du 19 au 21 septembre 2008 s'est disputée à Montecatini Terme la rencontre entre l'Italie et la Lettonie de la Coupe Davis de tennis, conclue par la victoire des bleus par 3-2.
- Le 28 juin 2010 renaissait l'équipe historique de l'Association sportive Montecatini (it), qui, dans les années 1980 réussit à arriver en Ligue Pro Seconde Division (ex série C2).
- Du 22 au 29 settembre 2013 Montecatini a accueilli avec les villes de Lucques, Pistoia, Fiesole et Florence les Championnats du monde de cyclisme sur route 2013.

## Patrimoine

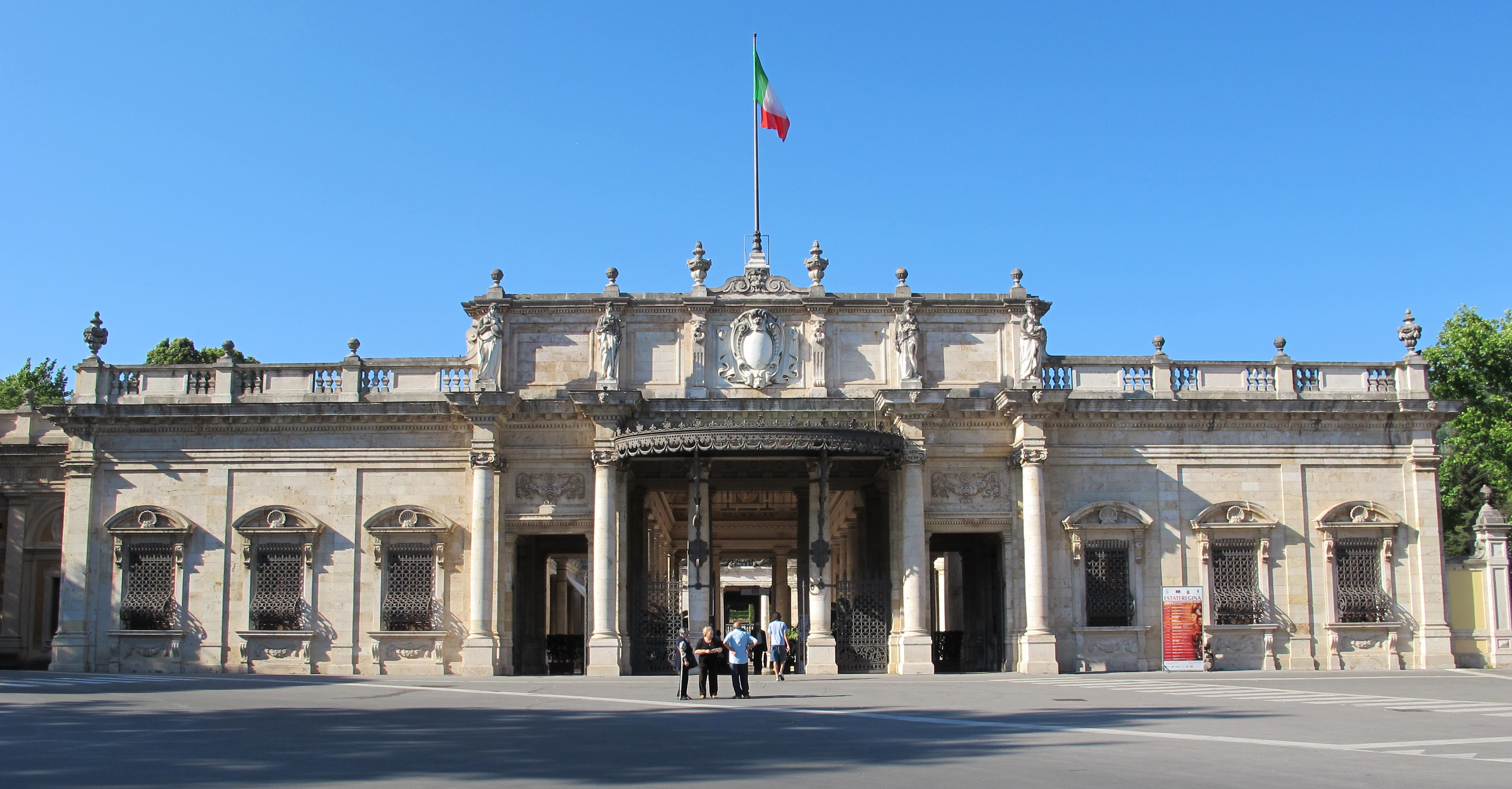
Les Thermes Tettuccio

L'UNESCO a inscrit le 24 juillet 2021 Montecatini Terme au patrimoine mondial dans la série « Grandes villes d'eaux d'Europe » (en anglais : Great spas of Europe).

### Thermes
- Thermes Tettuccio

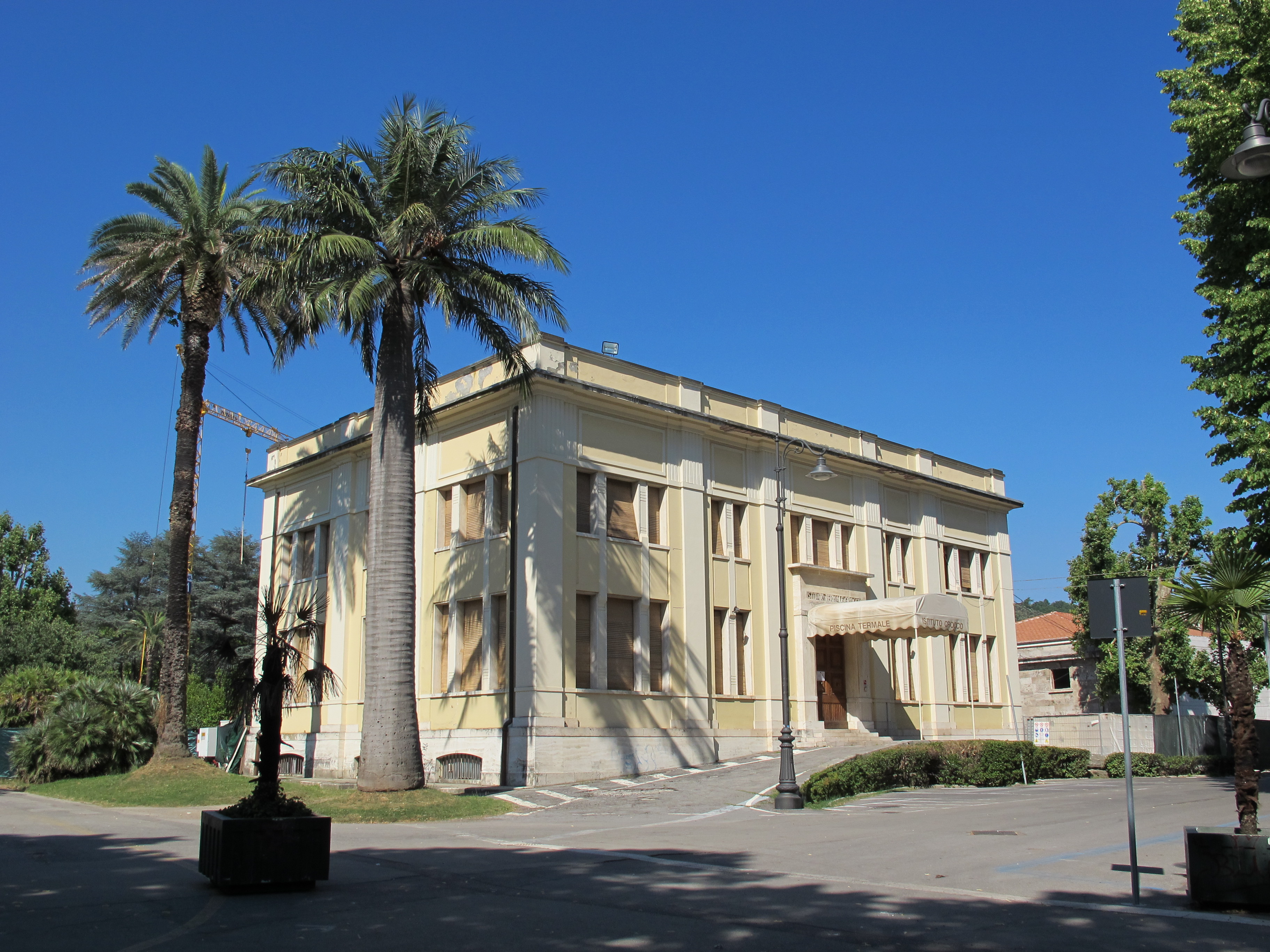
Institut thermal Grocco
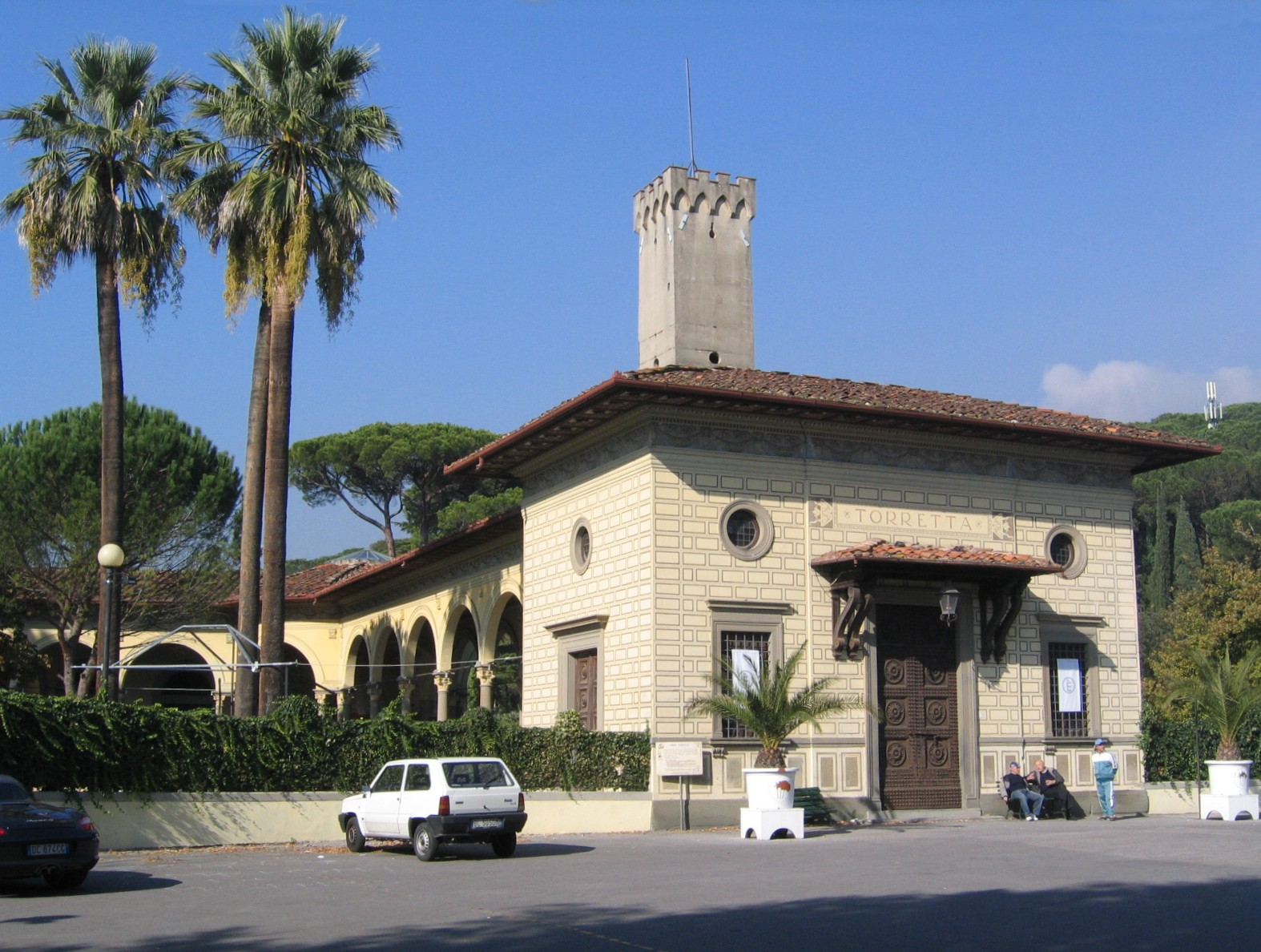
Thermes Torretta
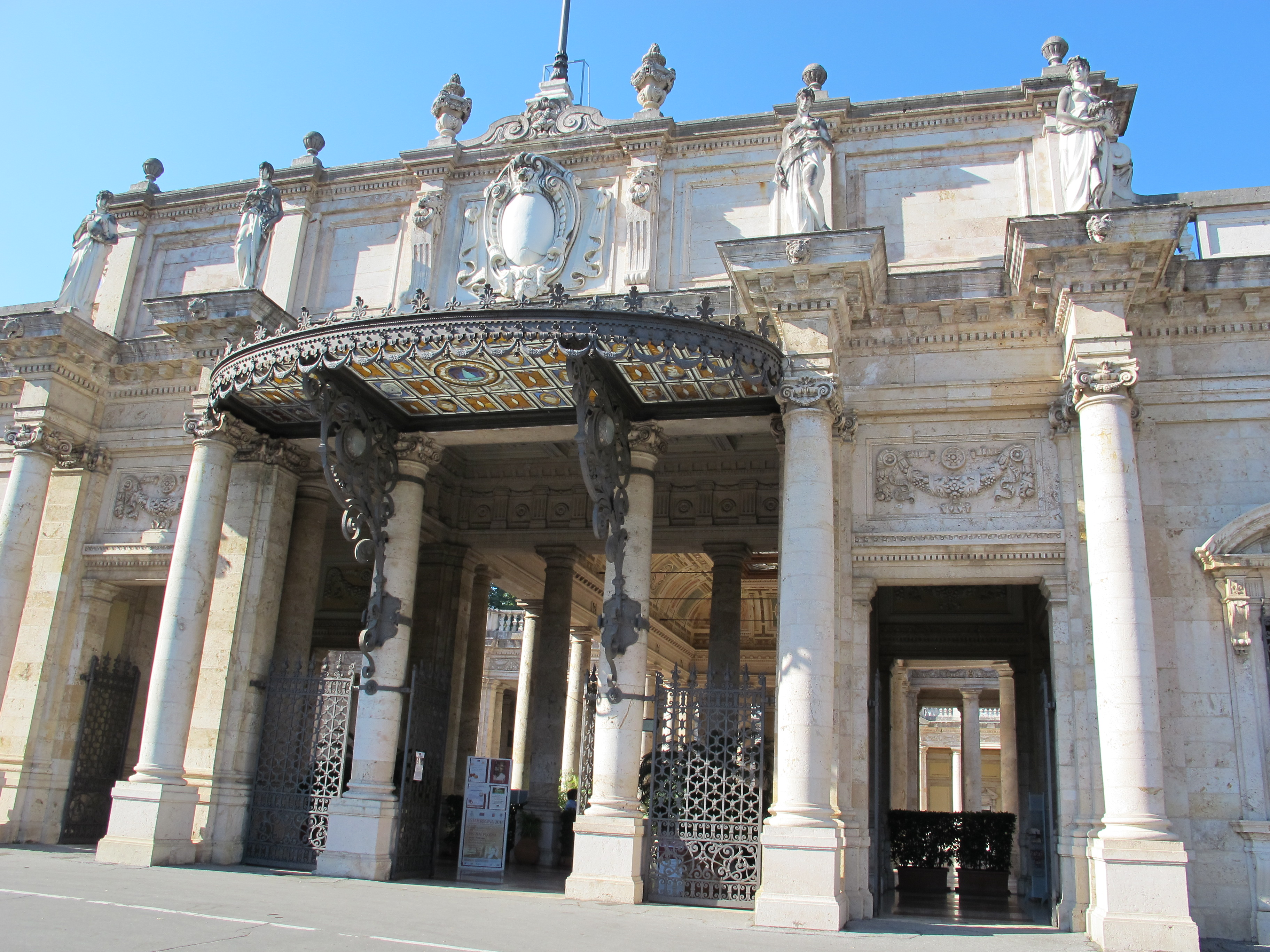
Thermes Tettuccio
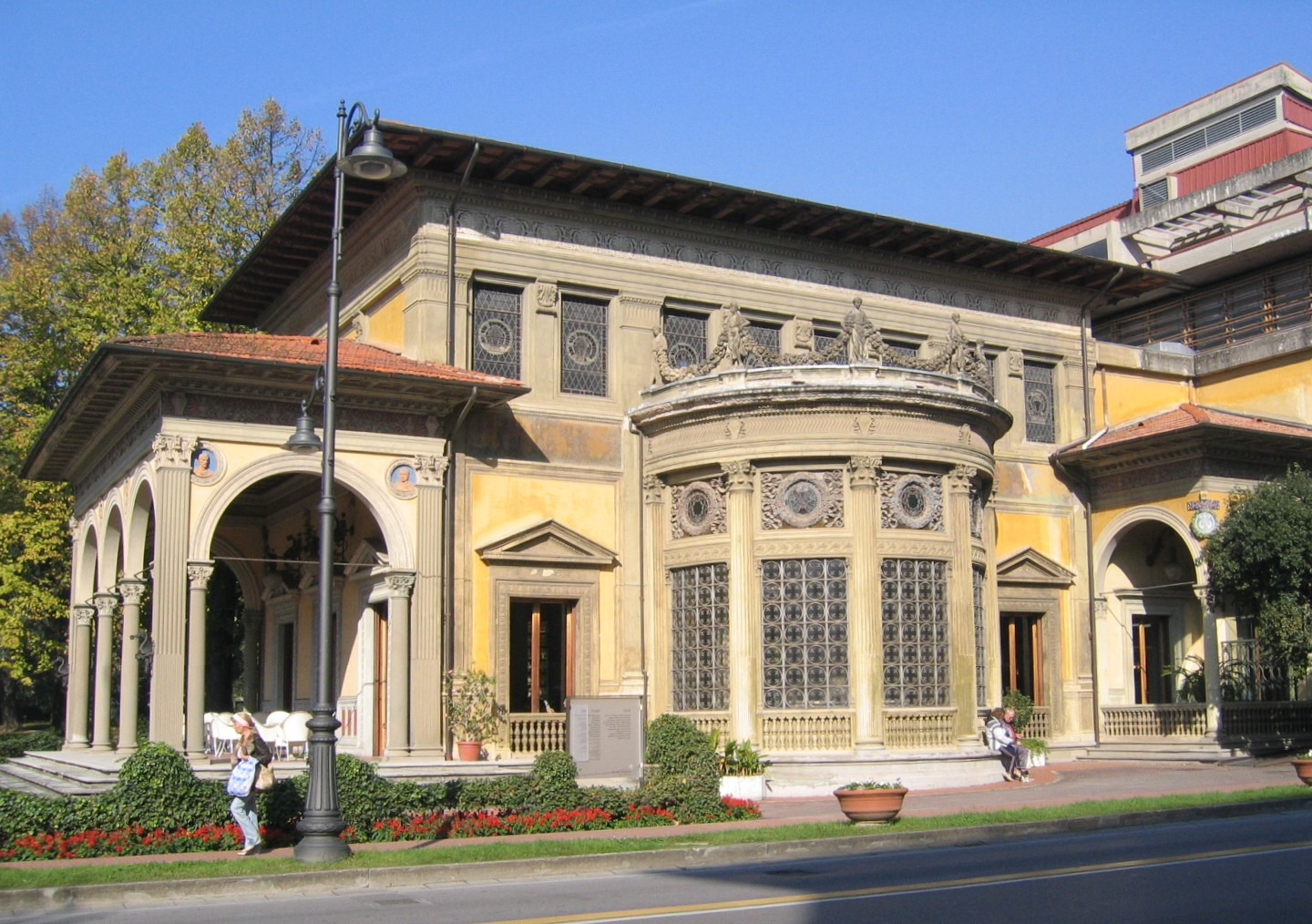
Thermes Excelsior
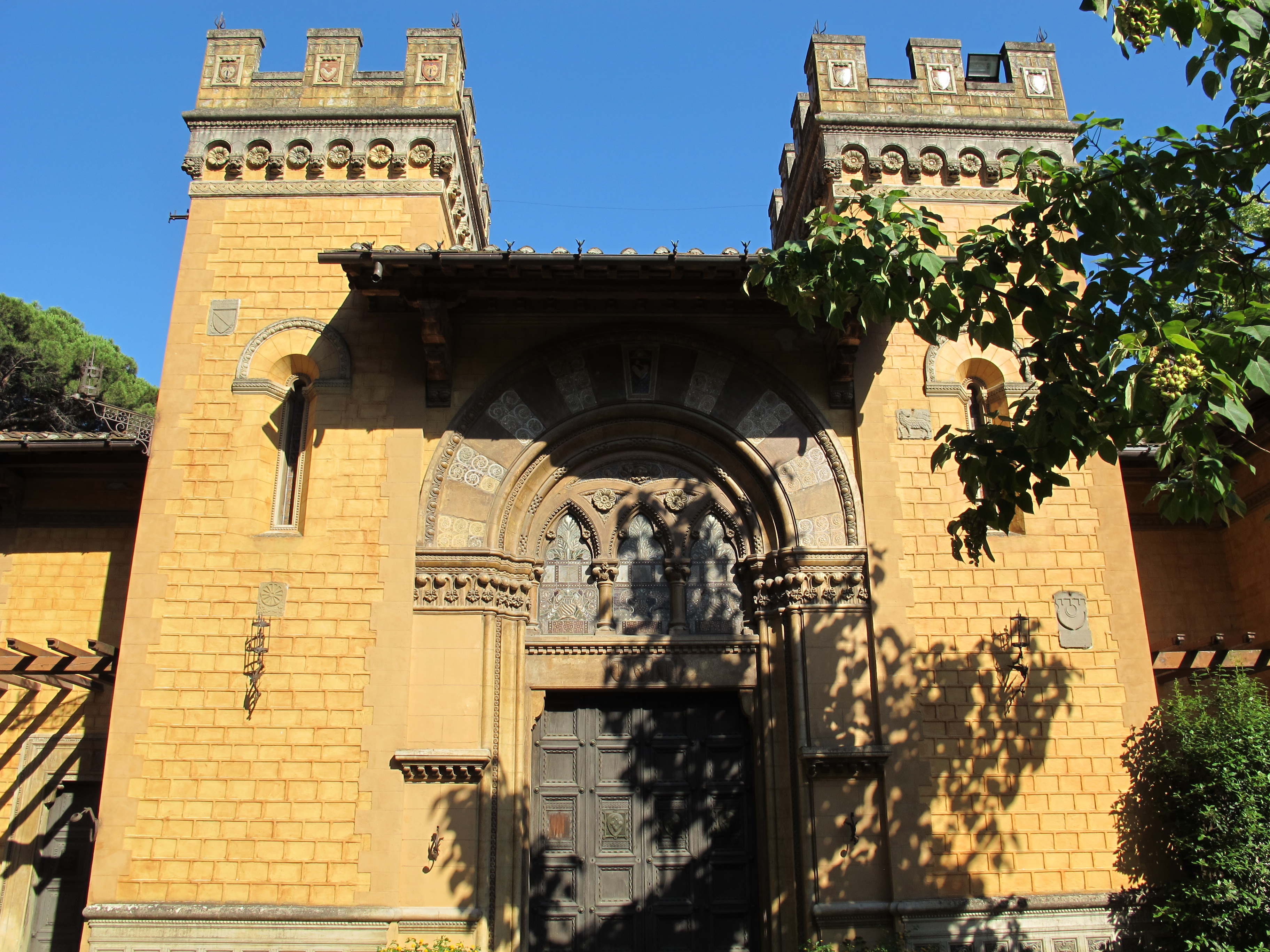
Thermes Tamerici

### Architecture civile
- Hôtel de ville (it)
- Villa Forini Lippi (it)
- Padiglioncino Tamerici (it)
- Théâtre Verdi (it)

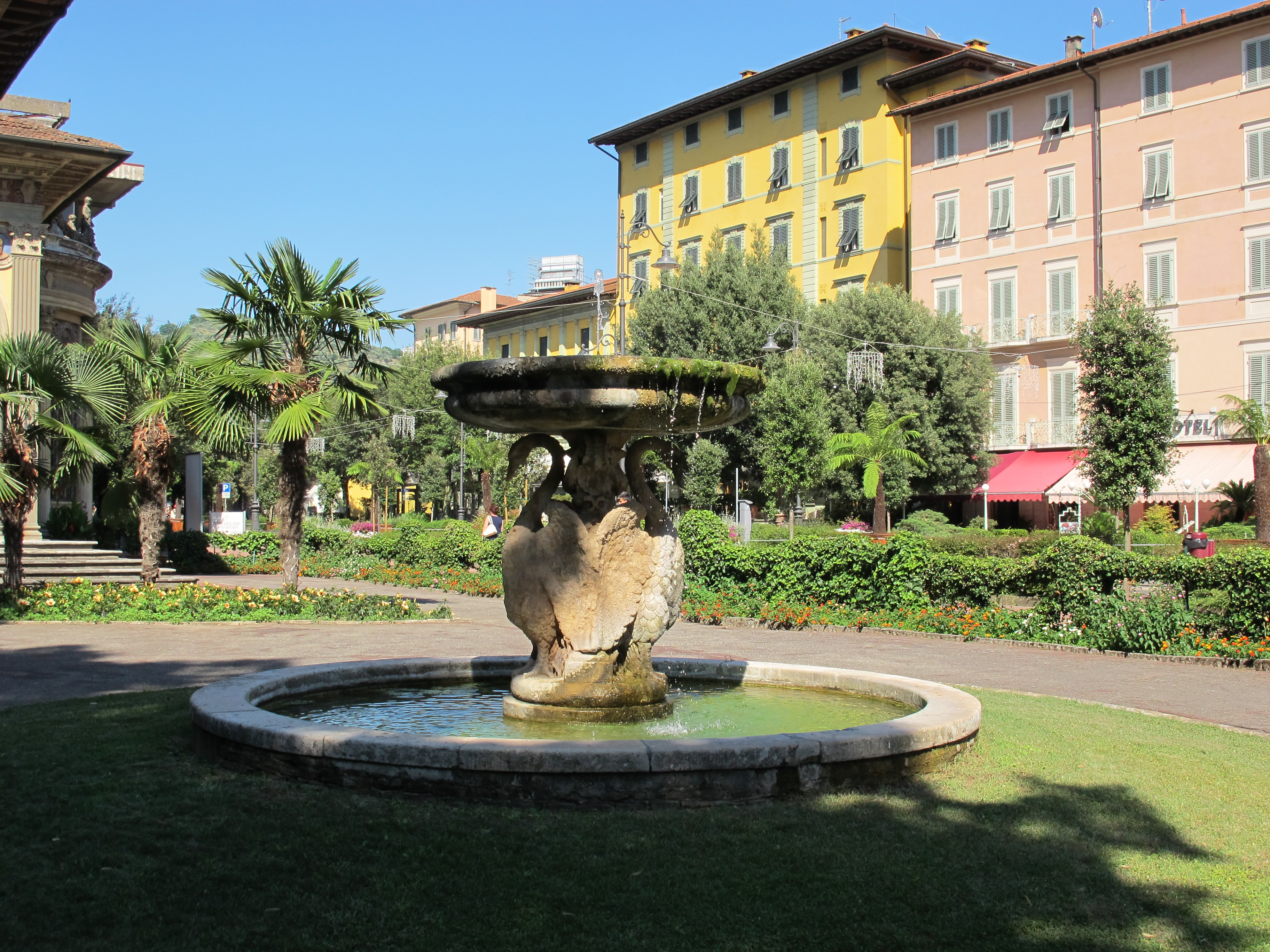
Fontaine au croisement des rues Verdi et Tamerici
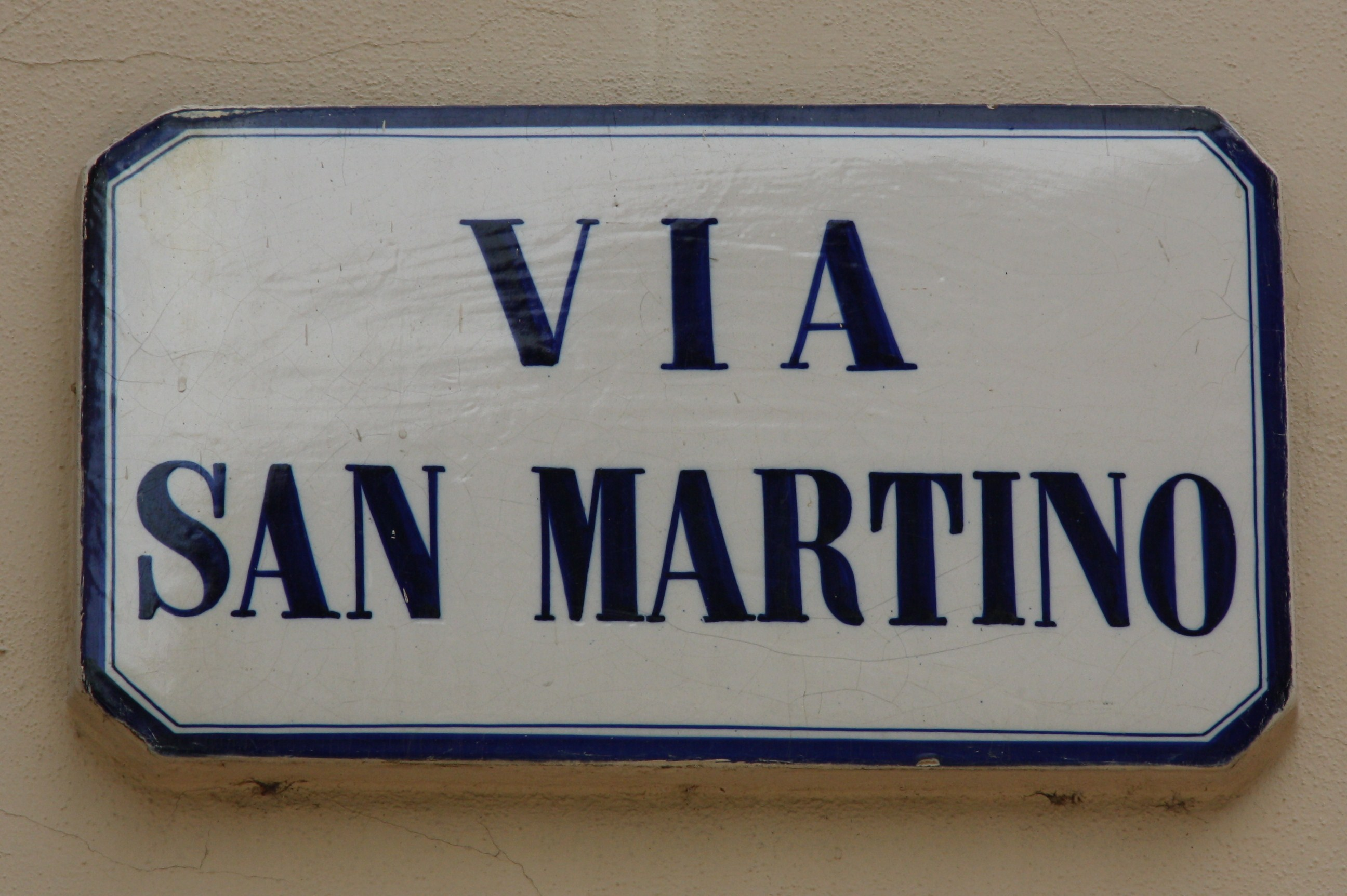
Plaque de la rue San Martino
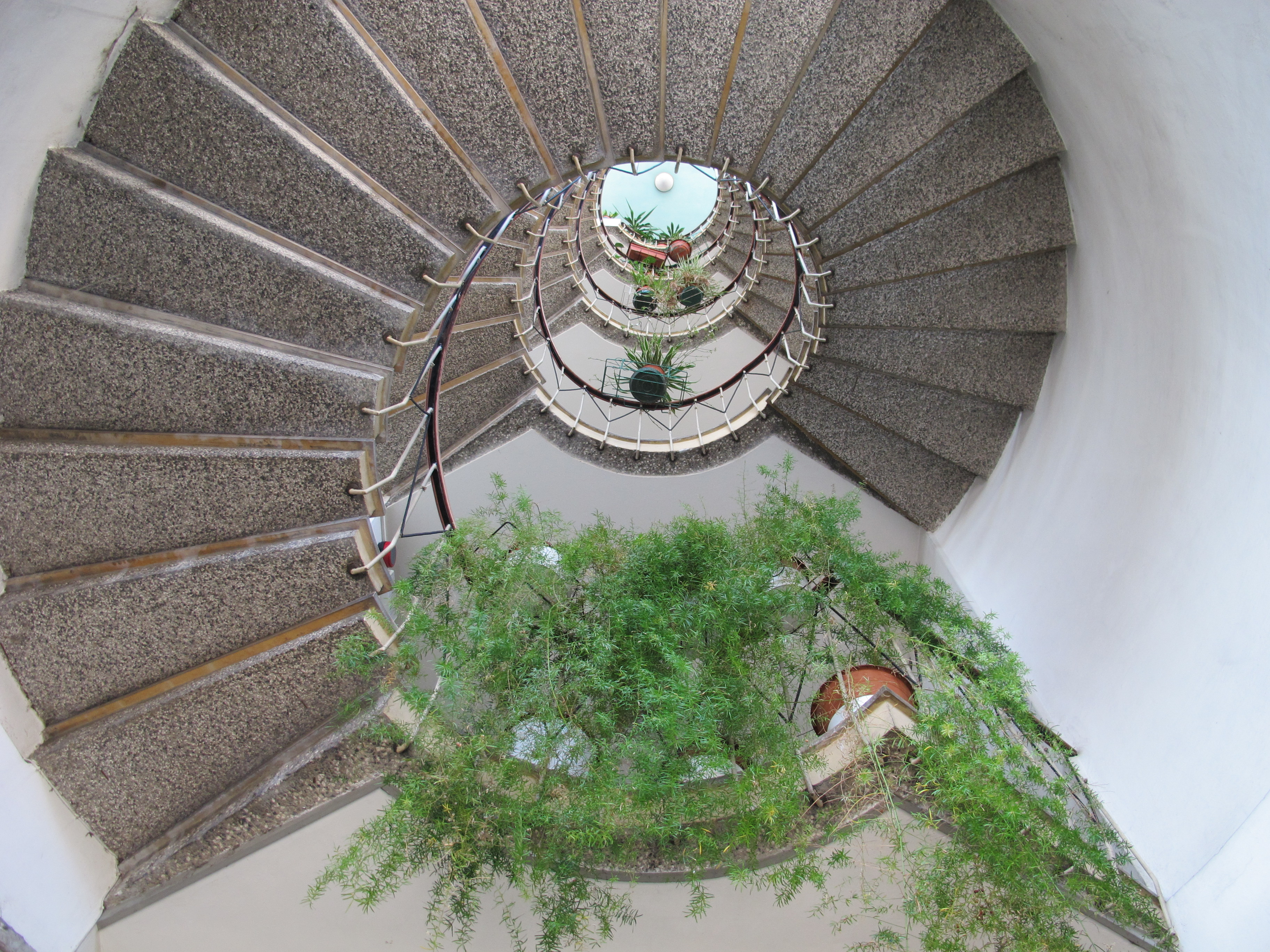
Escalier dans Montecatini Terme
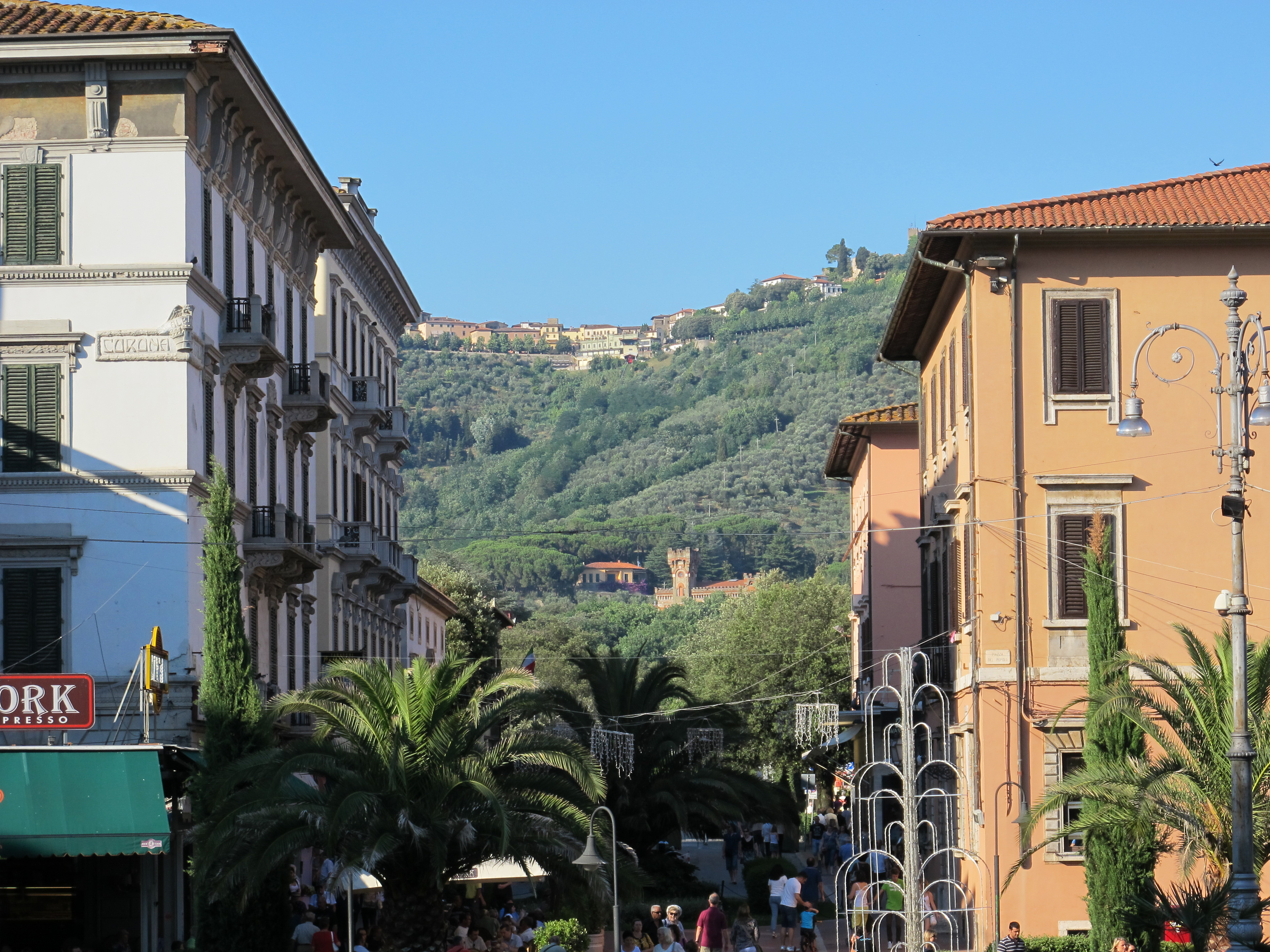
Vue sur Montecatini Alto depuis la rue Verdi

### Architecture religieuse
- Église Santa Maria Assunta
- Chiesa dei Santi Jacopo e Filippo
- Église San Pietro
- Couvent et église Santa Maria a Ripa

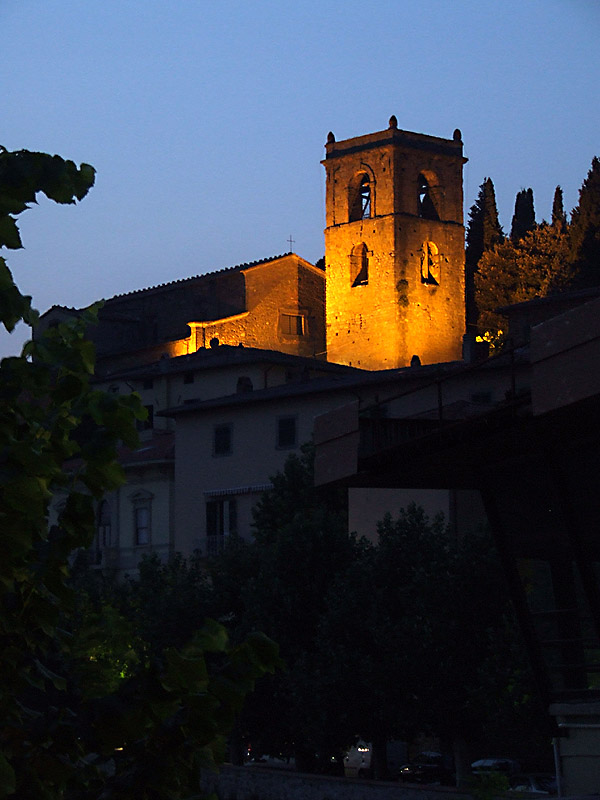
Tour illuminée de l'église San Pietro à Montecatini Alto.
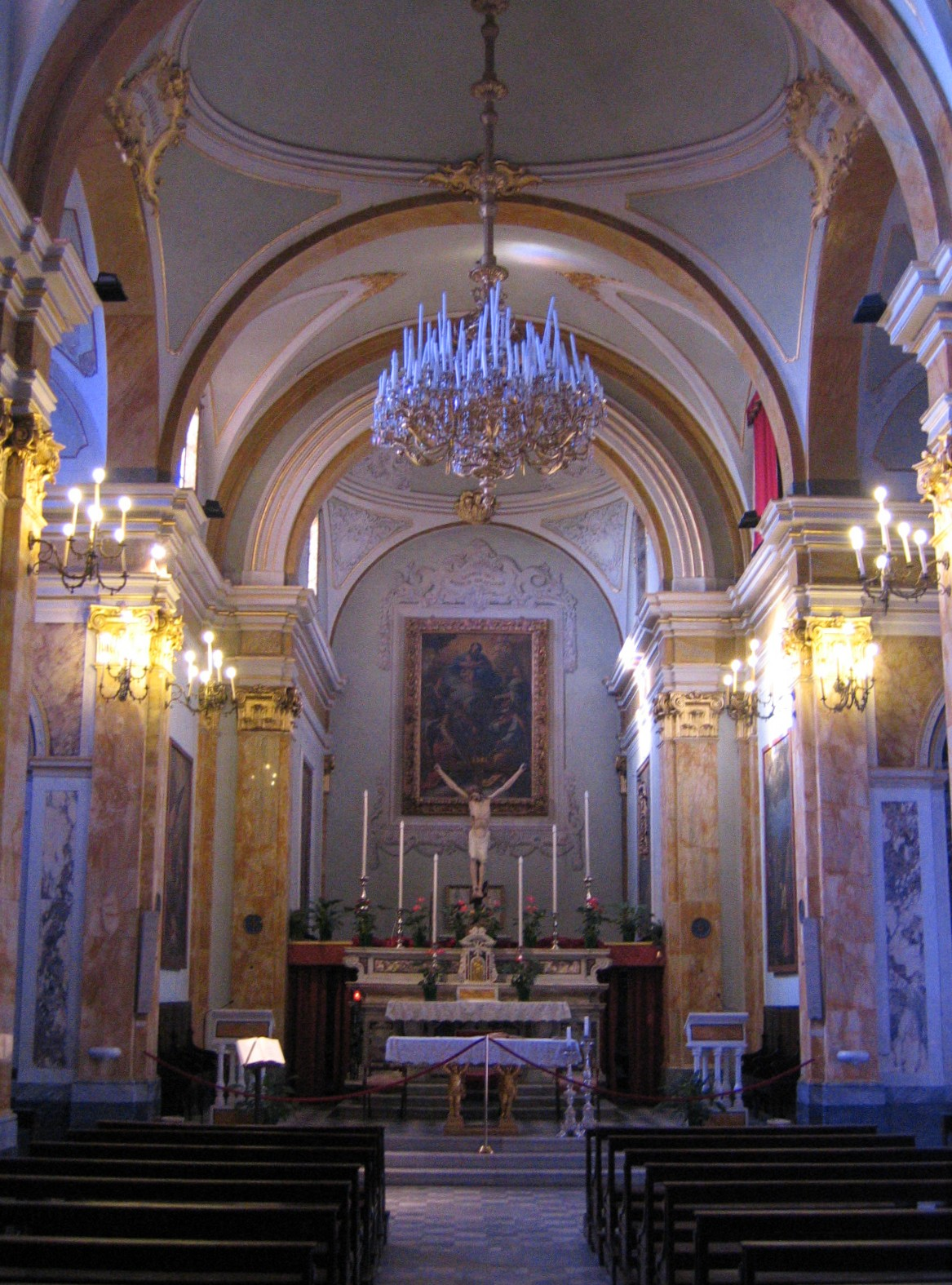
Intérieur de San Pietro.
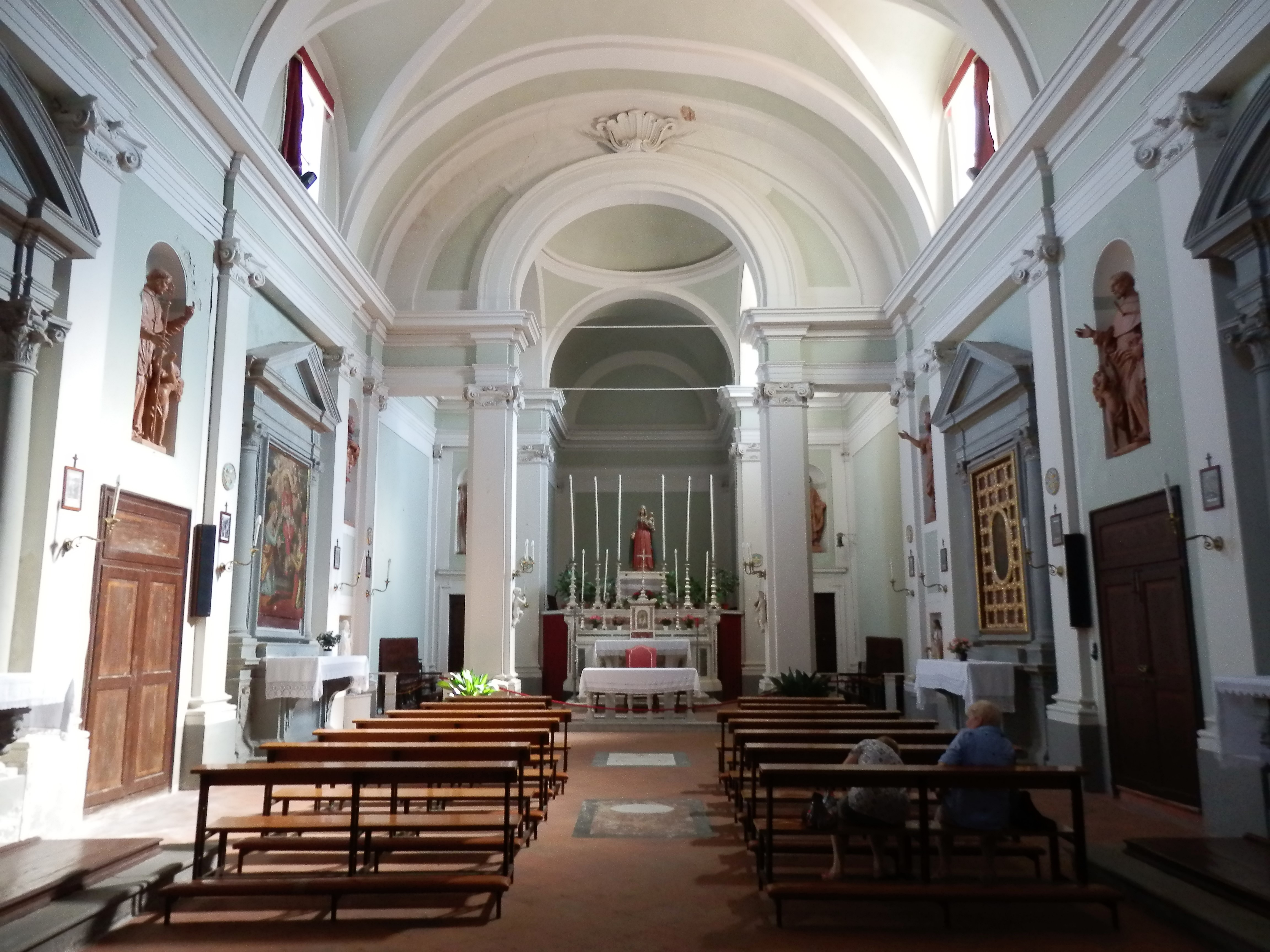
L'intérieur de la “Chiesa dei Santi Jacopo e Filippo”.
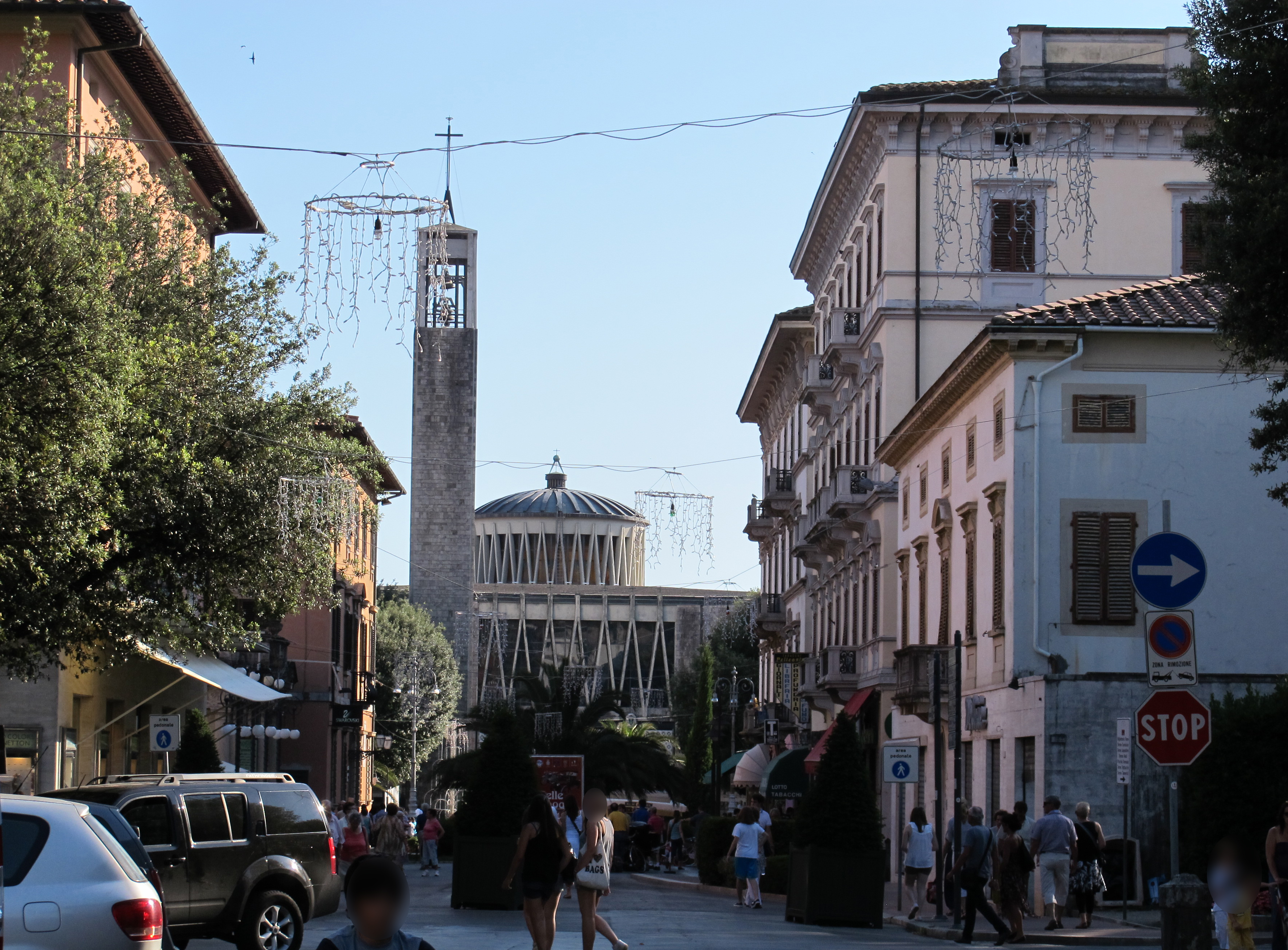
Vue de l'église Santa Maria Assunta depuis la via Verdi.
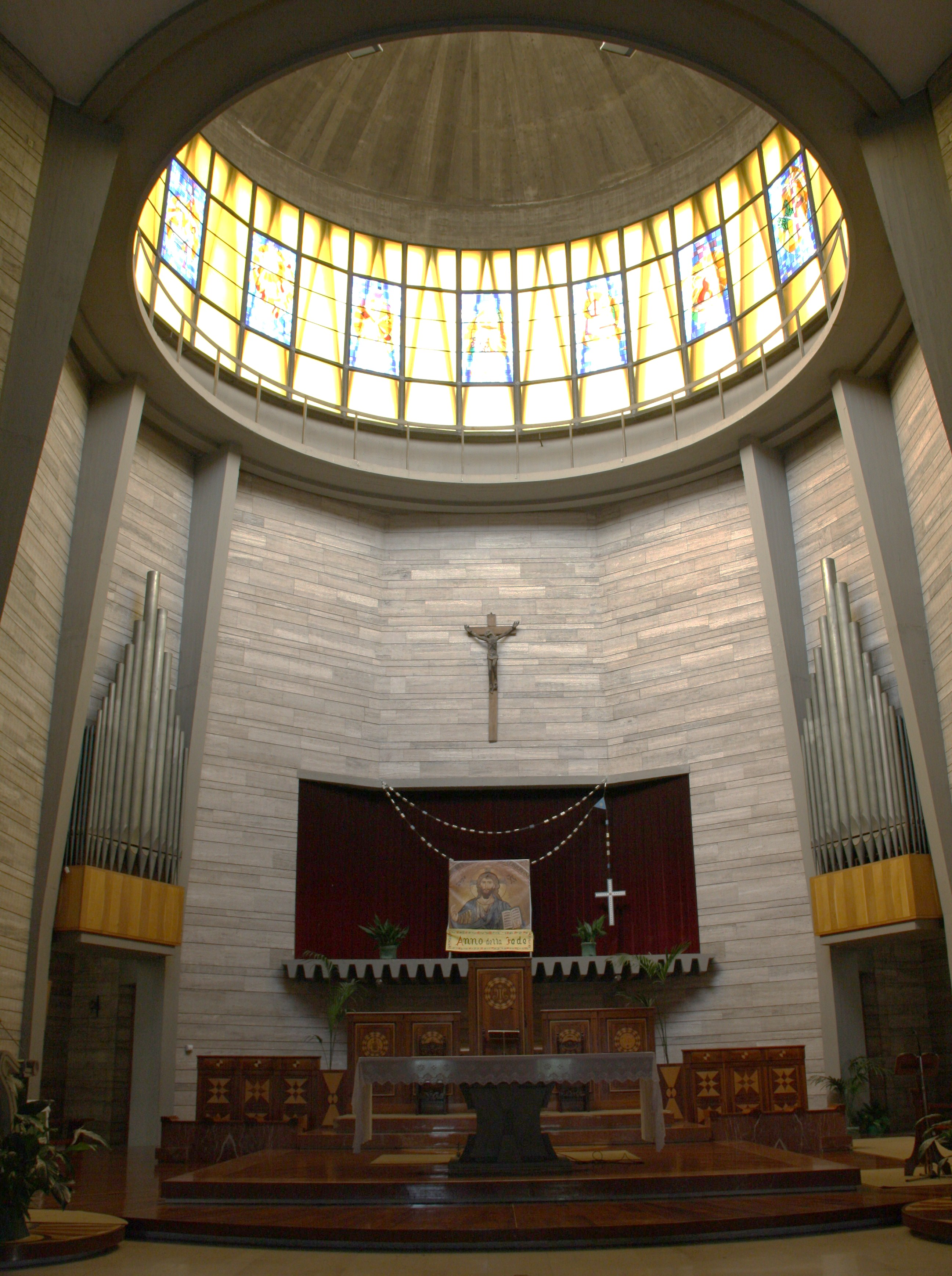
Intérieur de Santa Maria Assunta.

### Patrimoine naturel
- Grotte Maona (it)

## Personnalités liées à la commune

### Naissance à Montecatini
- Alvaro Biagini (1935), footballeur et entraîneur
- Francesca Dini (XXe siècle), historienne de l'art
- Fabio Galante (1973), joueur de football
- Carlo Galli (1931), footballeur
- Riccardo Magrini (1954), coureur cycliste
- Amos Mariani (1931-2007), footballeur international et entraîneur
- Massimo Masini (1945), joueur et entraîneur de basket-ball
- Mario Tullio Montano (1944), sabreur

### Décès à Montecatini
- Giuseppe Baldo (1914-2007), footballeur
- Christian Dior (1905–1957), grand couturier
- Attilio Ferraris (1904-1947), footballeur
- Ruggero Leoncavallo (1857–1919), compositeur
- Amos Mariani (1931-2007), footballeur international et entraîneur
- Antonio Mordini (1819-1902), patriote et sénateur du royaume d'Italie
- Bruno Pasquini (1914-1995), coureur cycliste

### Personnalités actives à Montecatini
- Alessandro Bicchierai (1734-1797), professeur de médecine, auteur d'un traité sur les propriétés des eaux de Montecatini
- Galileo Chini (1873-1956 ), peintre, architecte, céramiste. Il a longtemps travaillé à Montecatini.
- Igor Efimov (1960), joueur d'échecs en résidence à Montecatini
- Pietro Grocco (1856-1916), professeur de médecine, directeur des thermes de Montecatini
- Giovanni Michelucci (1891-1990), architecte actif à Montecatini
- Pietro Tempestini (XIXe – XXe siècles), photographe actif à Montecatini

### Joueurs du Sporting Club Montecatini Terme
- Dainius Adomaitis
- Maceo Baston
- Corsley Edwards
- Michael Hicks
- Andrea Niccolai
- Marc Salyers